# 广州市
23°07′43.662″N 113°15′32.3136″E / 23.12879500°N 113.258976000°E
广州市，简称广、穗，别称羊城，是中华人民共和国广东省的省会、副省级市和首批沿海开放城市。廣州市為中國大陸和廣東對外的商贸中心兼综合交通枢纽，是中国大陆的一线城市之一，也是粵港澳大灣區的中心城市之一，中國人民解放軍南部戰區聯合指揮部亦駐紮該地。
广州擁有2200多年以上的建城史，是嶺南文化的发源地和兴盛地，1982年被列为中国首批国家历史文化名城之一。广州从秦朝开始一直是郡治、州治、府治的行政中心和中国华南地区的政治、军事、经济、文化、法律及科教中心，也是近代中國革命的策源地和現代文明的重要搖籃。广州在南越国与南汉两个时期曾短暂作为地方割据政权的都城，进入现代后于1921年建立市政廳機構，開創了中国大陆的市政建制。
因自古以来多远离大一统中央政权核心地带的特殊地理位置，广州作为中国南方历史最悠久的对外通商口岸自建城以来一直保持着繁荣，是世界上少数2000多年长盛不衰的大港之一。广州从三国时期起成为海上丝绸之路的主港，唐宋时期成为中国第一大港，是世界著名的东方港市，且建立了中国最早的对外贸易管理机构市舶司。明清时期广州更成为中国唯一的对外贸易大港、中国垄断性的商业中心、世界重要的商业贸易中心之一。中华人民共和国成立后，广州于1957年成为素有中国外贸“晴雨表”和“风向标”之称的中国进出口商品交易会举办地。改革开放启动后，广州作为对外开放的前沿阵地创造了诸多“全国第一”，经济随之得到高速发展，其国内生产总值在中国省会城市中的排名长期保持第一至今。
因为位于珠江入海口和珠江三角洲中心的缘故，广州地理位置非常优越，是泛珠江三角洲经济区和粵港澳大灣區的中心城市以及“一带一路”的枢纽城市，獲譽为中国通往世界的「南大门」。广州被中国国务院定位为国际大都市和国家综合性门户城市，连续入选全球化及世界城市研究網路的国际大都市名册，2018年曾被评为全球第27名，2020年则维持世界一线城市，全球排名第34名。据联合国《2016年中国城市可持续发展报告》显示，广州人类发展指数蝉联中国大陆35个主要城市第一。由广州市、佛山市全域以及肇庆市、清远市部分地区组成的广州都市圈，是中国华南地区规模最大、经济实力最强的都市圈城市之一。

## 名稱

### 溯源
番禺城（亦称任嚣城）是广州最早建城时的名称，为公元前214年，秦始皇派军征服岭南，南海郡尉任嚣在番山和禺山上（今仓边路附近）修筑的一座城池，其名称一直沿用至民国。公元226年和246年吳國兩次分交州為「交州」和「廣州」兩部分，合浦以西仍稱「交州」，合浦以东取交州刺史部原治所广信之“廣”而稱「廣州」，包括南海、蒼梧、鬱林、合浦四郡，治所在番禺。這是兩廣分治之始，亦是「广州」得名之始，但當時的廣州僅為管轄區，约等同于现之广东省。自唐朝始，设广州府，成為广府由來，1921年正式设广州市，番禺城才第一次正名为“广州市”。

### 别称
“五羊城”、“羊城”、“穗城”此等广州的別名來自于五羊传说。相传有五位仙人穿着五色衣裳骑着五色羊，手执“一茎六出”的穀穗来到广州城，将谷穗交给城中人后，飞升而去，而五羊则化为石。故广州也简称为“穗”。广州適宜種植花卉，進而衍生出廣州花市，广州也享有花城的別稱。2017年，有調查表明81.02%的市民最喜歡“花城”的別稱。
广州自唐代起就是广州府的府城，清代后是廣東省的省城，因此省城亦成為廣東人對廣州城的通稱。古时廣州还有“南武城”、“楚庭”、“番禺”、“南海”等稱謂。

### 譯名

1860年德国绘制的广州全图，以粤语拼音标注地名。粵式拼法目前在港澳仍然被廣泛使用

之稱最早見於意大利耶稣会傳教士利玛窦的日記《利玛窦中国札记》中，當時該詞指廣東。此後，士丹頓所著的《英使謁見乾隆紀實》、龍思泰所著的《早期澳門史》（An Historical Sketch of the Portuguese Settlements in China）、威廉·亨特所著的《廣州番鬼錄》（The 'Fan Kwae' at Canton）與《舊中國雜記》（Bits of Old China）均使用該詞指代廣州。由於廣州是海上丝绸之路的重要發祥地，又因1841年以前清政府實行一口通商政策，使廣州成為清朝唯一的對外通商口岸，一詞作為廣州的稱呼名揚世界。
1957年汉语拼音方案出台后，中华人民共和国国务院以普通话拼音统一汉族人口聚居城市及地名的英文譯名，取消国民政府以往根据各地语言特点而设定的传统英文名。广州的对外正式用名被改为并使用至今。不過由於傳統稱謂認受度較高，部分半官方機構主辦的活動仍使用的译名，如廣府文化節、广交会、廣州白雲國際機場的IATA代碼和广州塔就採作為標準譯名。
在與唐代中國通商的阿拉伯與波斯地區，基於「廣府」之稱謂，廣州亦被稱為「（Khānfū）」，可見於马苏第與伊本·胡尔达兹比赫傳世文獻。

## 历史

### 先秦至三国

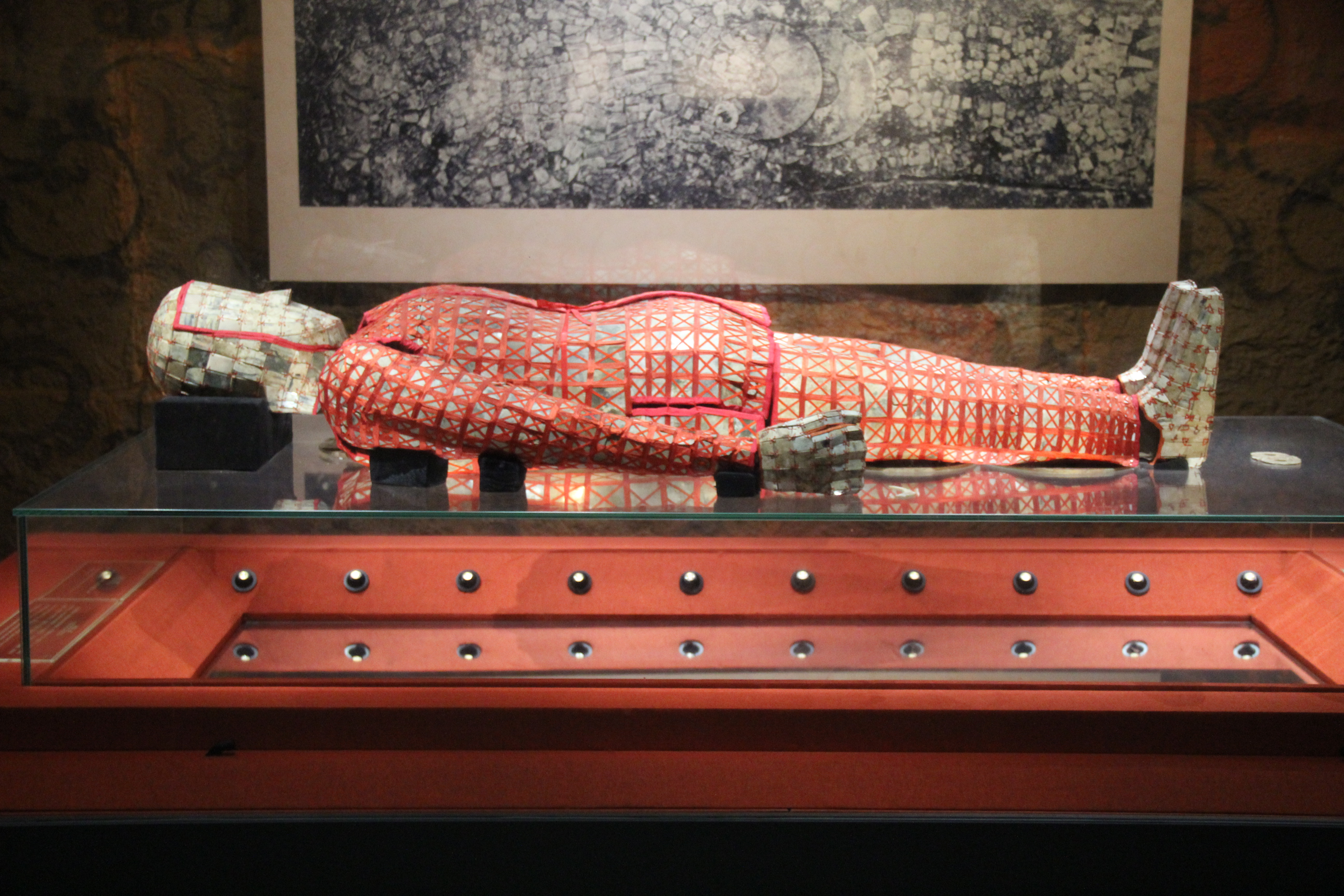
赵眜的陵墓——广州南越文王墓出土的丝缕玉衣

早在4000年前的新石器时代，广州一带就有“百越人”活动。春秋战国时期，今两广和越南北部地区泛称为岭南，当时居住在这里的民族称为南越（又称南粤）。在周朝，这里的“百越”人和长江中游的楚国人已有来往:1。春秋末期，越国为楚國所灭，宰相公师隅带领越国臣民南迁至广东，建城南武，即今广州。
广州有文字记载的历史可以追溯到秦朝，以海上商貿為主要特色，有“三朝十帝”的建都史:58。公元前219年，秦王派屠睢为主将、赵佗为副将，率领50万军力攻取岭南。越人杀死屠睢，任嚣獲派为主将。公元前214年，秦攻佔岭南，选址白云山和珠江之间南越人聚居的高地（番山）修築番禺城（史称任嚣城），为廣州设立行政区和建城的开始。前204年，秦末南海郡尉赵佗建立南越国，定都番禺（今广州）:3。是为今岭南地区第一次建立都城。
汉武帝元鼎六年（前111年），汉朝征服南越国，设立九郡，其中南海郡治仍设在番禺。三国吴建安二十二年（217年），交州刺史步骘重迁州治回番禺，扩建城郭，后称为步骘城。后陆胤任交州刺史时，由于州治番禺临海，缺少淡水而凿甘溪引水入城北，并建水塘储水，解决了番禺城的用水需要。

### 两晋至隋唐
两晋及南北朝时期中原北部战乱频仍，汉人大量移入相对安定的江南地区，另有一定数量的汉人迁入岭南，促进了广州一带的经济开发。海外贸易中心由交趾转移到广州，广州港的海上贸易日趋繁荣。广州亦是当时海外各国与中原进行文化政治交流的重要枢纽。西晋太康二年（281年），大秦使者循海道由广州登陆，到达京城洛阳。同年，印度僧人迦摩罗尊前来广州，建立首座佛寺仁王寺；东晋时高僧昙摩耶舍由海道来广州，建立王园寺，即今光孝寺。此后的中外佛教交流也大多经由广州。

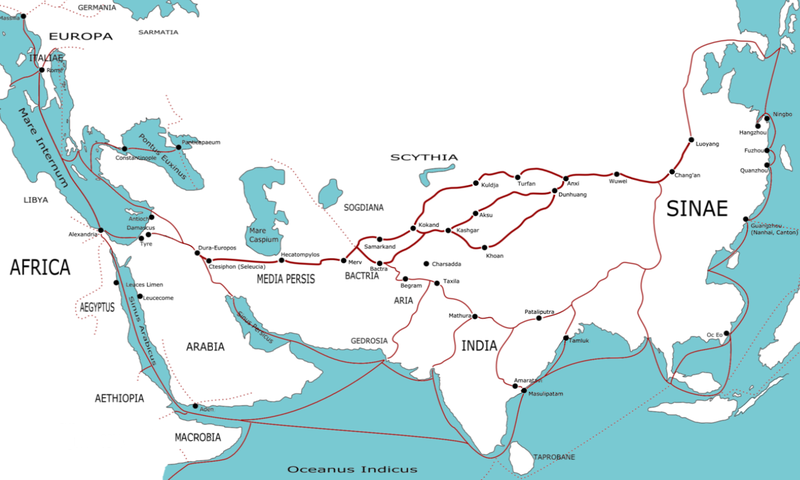
海上絲綢之路：從廣州出發，西至歐洲，東至日本

隋唐时期的广州仍然维持着海上贸易中心的地位。隋文帝废南海郡，置广州总管府。唐显庆六年（661年），在广州设市舶使，总管海路邦交以及外贸。自中唐以后，西部的陆路交通丝绸之路受到阻断，“海上丝路”代而兴起。作为海上丝绸之路的始发港和枢纽之一，广州的繁盛景象一度达到顶峰。自开辟从广州到爪哇和阿拉伯的航道之后，海上商船来往十分频繁。唐政府采取鼓励海外贸易的政策，外商可在中国自由贸易，聚集在广州的外商有十多万人。此时，广州成为中国最早对外开放并从未关闭过的贸易通商口岸，不仅是全国最大贸易港，也是世界贸易大港，更同时是中西文化宗教的交流重地，各国高僧、传教士陆续经由广州来到中国。唐乾符六年（879年），黄巢军攻占广州，杀害在广州的众多“蕃商”，广州的海外贸易受到重创。

### 五代至宋元
917年，刘龑建立南汉国，定都兴王府（广州）。这是广州在历史上第二次建都。此时广州的财政收入主要仍靠对外贸易。开宝四年（971年），北宋太祖趙匡胤灭南汉国，废兴王府，复称广州，属岭南道，并在广州设立市舶司。由于中西陆路交通几乎陷于停顿，两宋海运皆十分兴盛。北宋时广州仍为最大贸易海港，前来广州贸易及朝贡的国家超过唐代，达五十余国。至道三年（997年），北宋设广南东路，广州属之并为治所。南宋中期以后，泉州港超越广州港成为第一大港。
宋、元交替之际，广州成为宋军与元军最后争夺之地，在战乱中遭到严重破坏，对外通商陷于停顿。1278年（元至元十五年），为江西行中書省轄广东道及广州路治。1279年崖山之役后，元政府确立了在广州地区的统治；同年，元政府派遣广东招讨使出使俱蓝，招谕印度半岛和东南亚国家前来通商朝贡。1286年（至元二十三年），广州始恢复市舶司的设置。元代的广州仍为仅次于泉州的全国第二大港，是中国对外贸易的重要港口，海上贸易同样繁荣，航道通往亚、欧、非洲各国，来广州贸易的国家达到一百四十余个。

### 明清时期

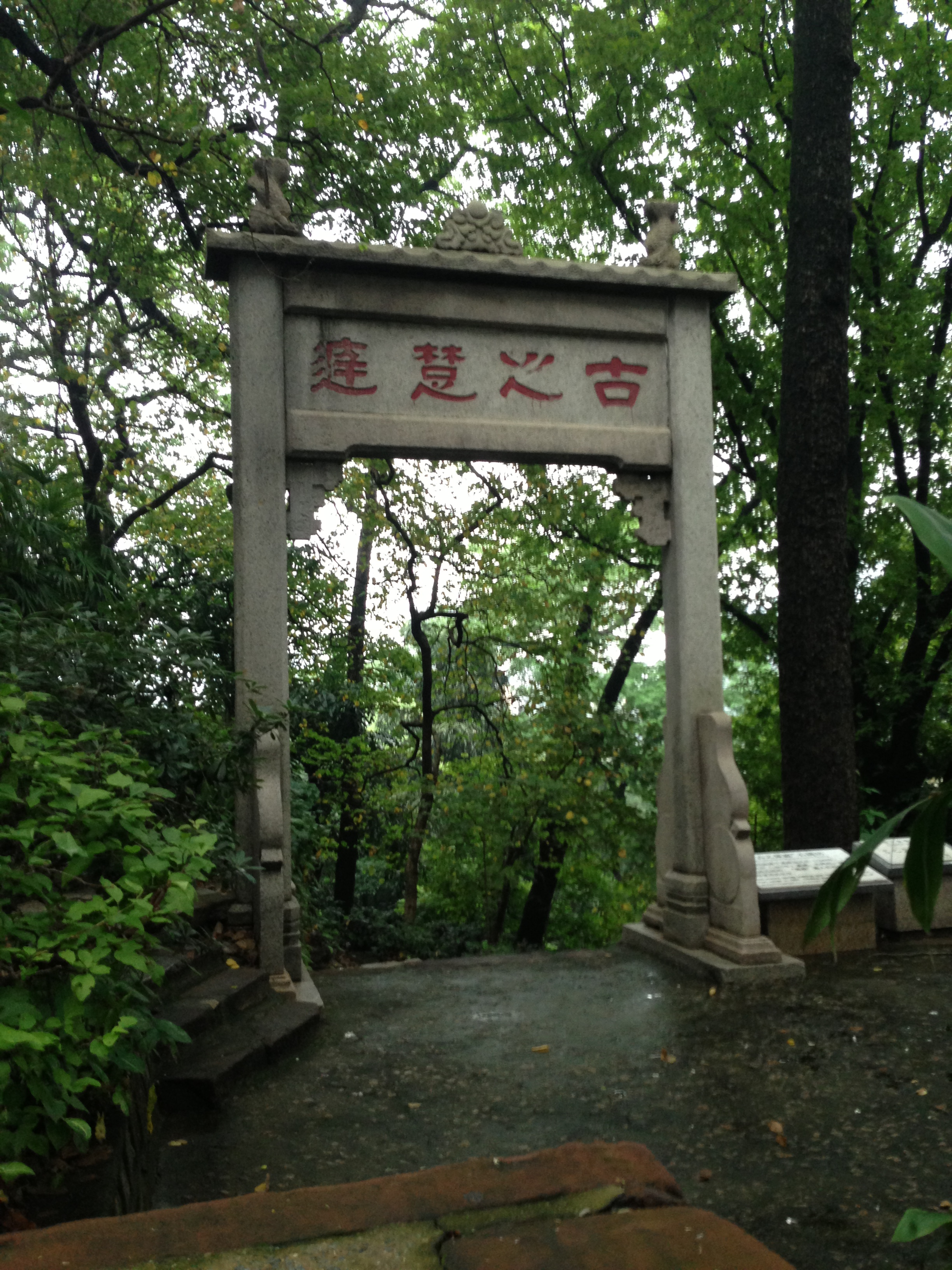
“古之楚庭”石牌坊，初建于1644年，1867年重建。「楚庭」是廣州最早的名稱。

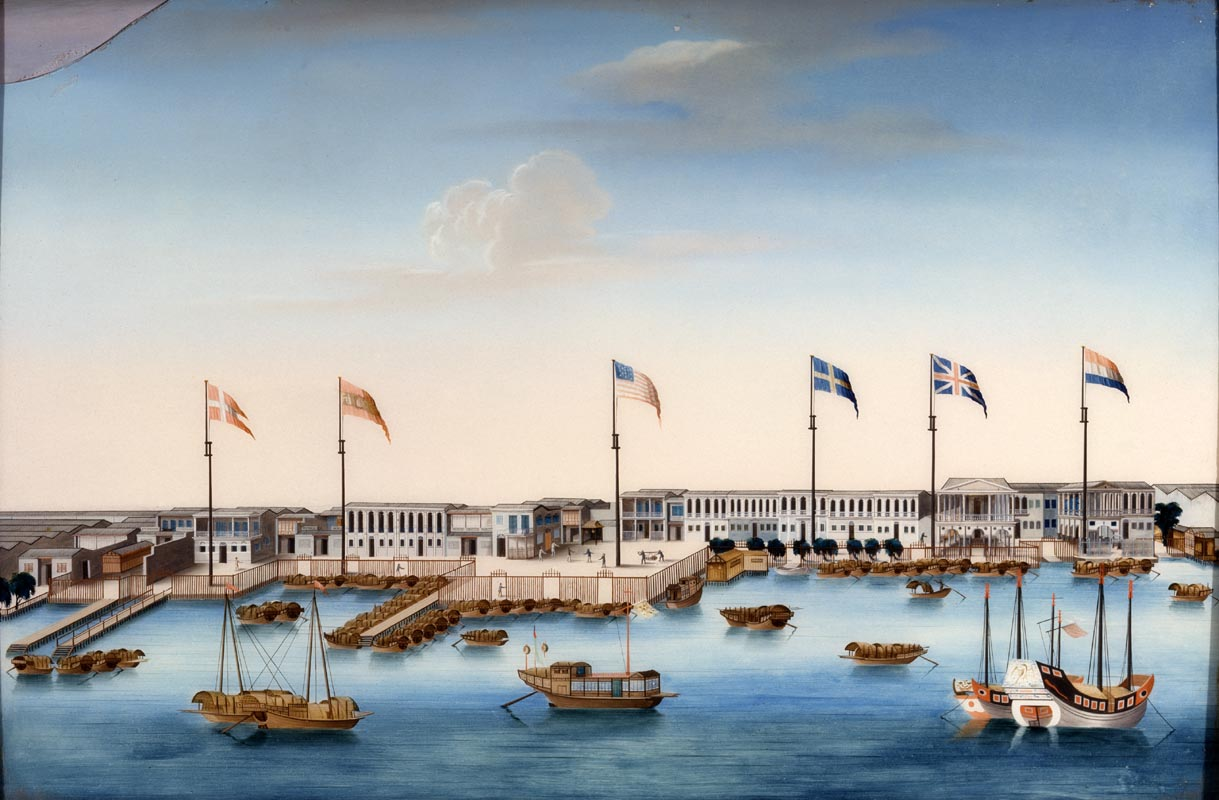
1805年油画描绘广州十三行外贸易特区的丹麦、西班牙、美国、瑞典、英国、荷兰夷館

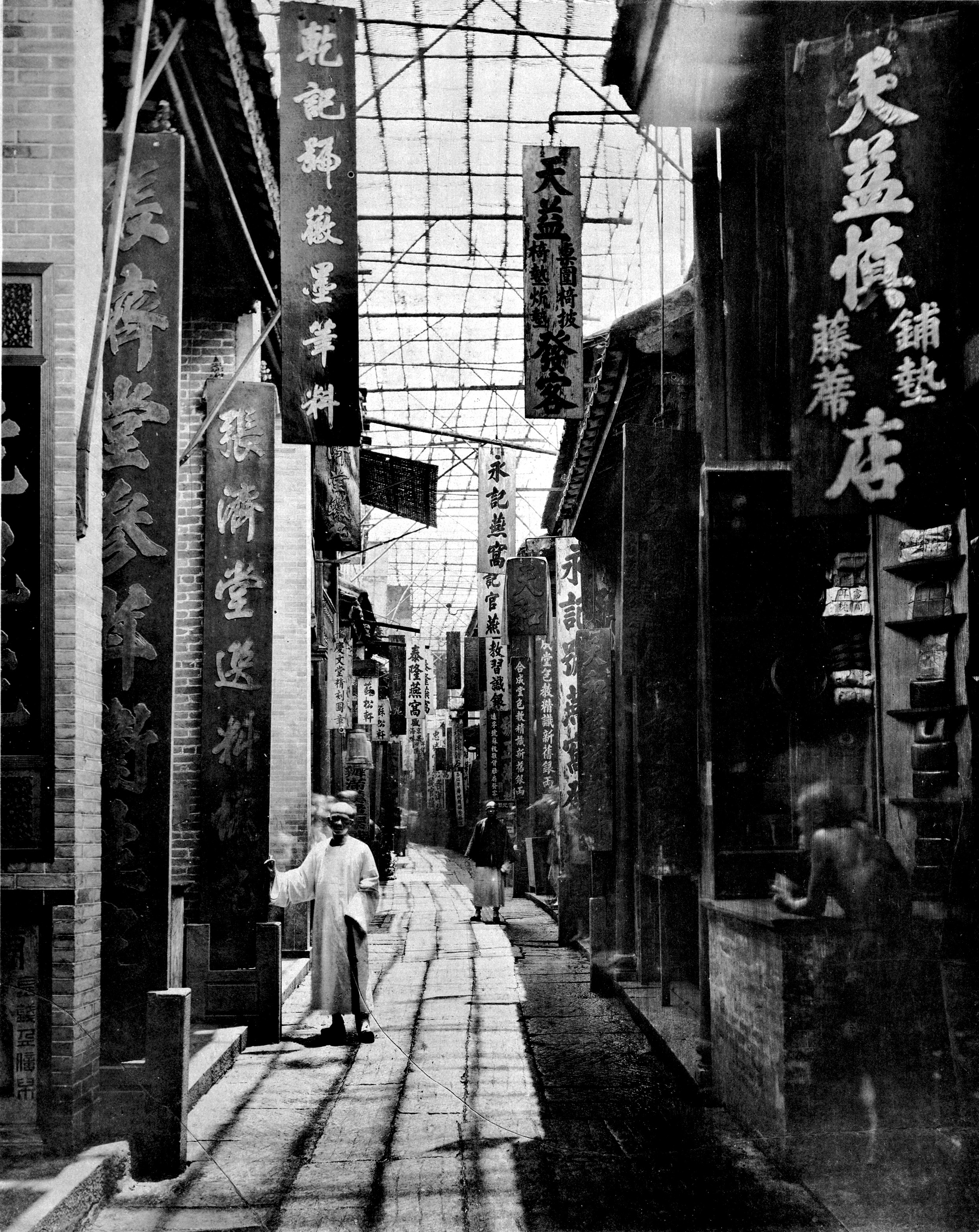
約同治十二年（1873年）的广州街道

明朝初期，一改宋、元时期的对外开放政策，实行海禁，广州成为向大部分国家唯一开放的通商港口，重新成为全国第一大港。1368年（明洪武元年）改广州路为广州府，为广东布政使司、广州府治。嘉靖年间，葡萄牙舰队入侵广州，发生屯門海戰及西草湾之战，明政府在战败葡人后封锁广州。但葡萄牙人转而占据澳门，基本垄断广州的对外贸易。1567年（隆庆元年），由于沿海倭寇逐渐平定，明朝开放海禁，默许私人对外贸易，广州海外贸易不斷发展，广州专门为外商服务的牙行也不断扩大。万历以后出现专门代理外商的买办商人“十三行”，市舶司的外贸具体业务也为牙行所操纵。1650年，滿清為了壓制反清勢力在廣州屠城，史稱庚寅之劫。
清朝乾隆二十二年（1757年），广州一度成为唯一對西方國家开放的通商港口，史称“一口通商”，由广州十三行垄断大部分中国的对外贸易:27，广州成为当时世界第三大城市（次於北京及伦敦）。1840年夏，英国远征军封锁了广州珠江口，鸦片战争爆发。1841年五月，广州城郊三元里发生民众自发抗击英国侵略者的斗争。1842年，清政府战败，签订《南京条约》开通广州等五处为通商口岸。香港被割让给英国后辟为自由港，逐渐代替广州成为货物的集散地。1858年，英法联军攻陷广州，广东巡抚投降，外人委员会成立，广东政府成为傀儡政府:17。英法两国在1861年起占领沙面岛达80多年:47。

### 晚清革命到民國
广州作为中国近现代革命的策源地，19世纪末，何子渊、丘逢甲等于此地创办和推广新式学堂，不仅培育一大批思想进步锐意创新的社会精英，而且还催生出岭南画派，为辛亥革命积蓄巨大能量。但1910年新军燕塘起义以及1911年黄兴等人发起的黃花崗起義都以失败告终:87、89。
1911年10月武昌起义后，省城各团体咨议局于11月宣布独立，并推举胡汉民为广东都督，成立广东军政府。1912年中華民國成立後废广州府。孙中山在广东发动“二次革命”失败后，1917年8月，约百名原在北京的国会议员在广州召开“国会非常会议”，成立中华民国军政府。孙中山为大元帅，行使中华民国行政权，展开護法運動。后因“非常国会”倒向桂系，迫使孙离开广州。同年设立广州市政公所。1918年10月，市政公所宣布拆除全部城墙，开辟旧城墙基为马路。1921年2月15日，《廣州市暫行條例》公佈實施，广州市政厅成立，廣州正式建市，成为中国首个市。1921年4月，非常国会声称成立中华民国政府，选孙中山为大总统，在广州就职。

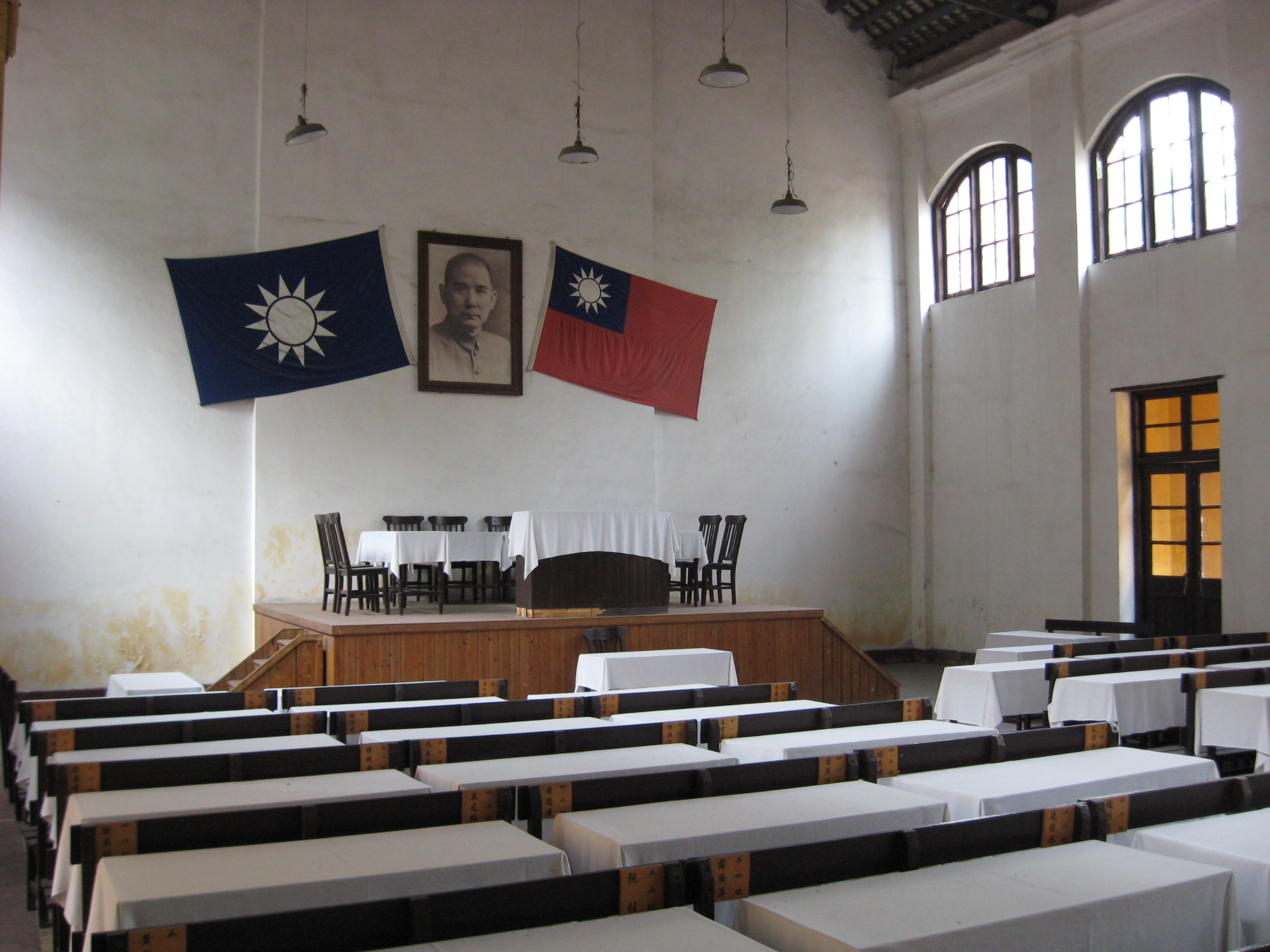
国立广东高等师范学校礼堂是中国国民党一大的会址

1922年6月，爆發陳炯明粵軍驅逐孫文的六一六事變。1923年1月，孫在滇、桂軍等的幫助下，重返廣州革命政府。中國國民黨1924年在广州举行第一次全国代表大会。同年孙中山在蘇聯幫助下在长洲岛创办中華民國陸軍軍官學校。10月，廣州商團事變爆發，衝突及其中的大火最終造成上千人死亡，以及中心商業區西關的大量的房屋與財產損失與難民出逃。
1925年爆发历时16个月的省港大罷工，期间示威人士被镇压，史称沙基慘案。中华民国国民政府同年在广州正式成立。1926年蔣中正在廣州东较场带领國民革命軍誓師北伐。同时，毛泽东、彭湃等人在这里举办农民运动讲习所，为中国共产党培养骨干力量。1927年四一二事件發生期間，李濟深在广州戒严，持续逮捕处决两千多名共产党员。12月，中共發動的爆发，广州苏维埃政府在成立三天后被镇压。

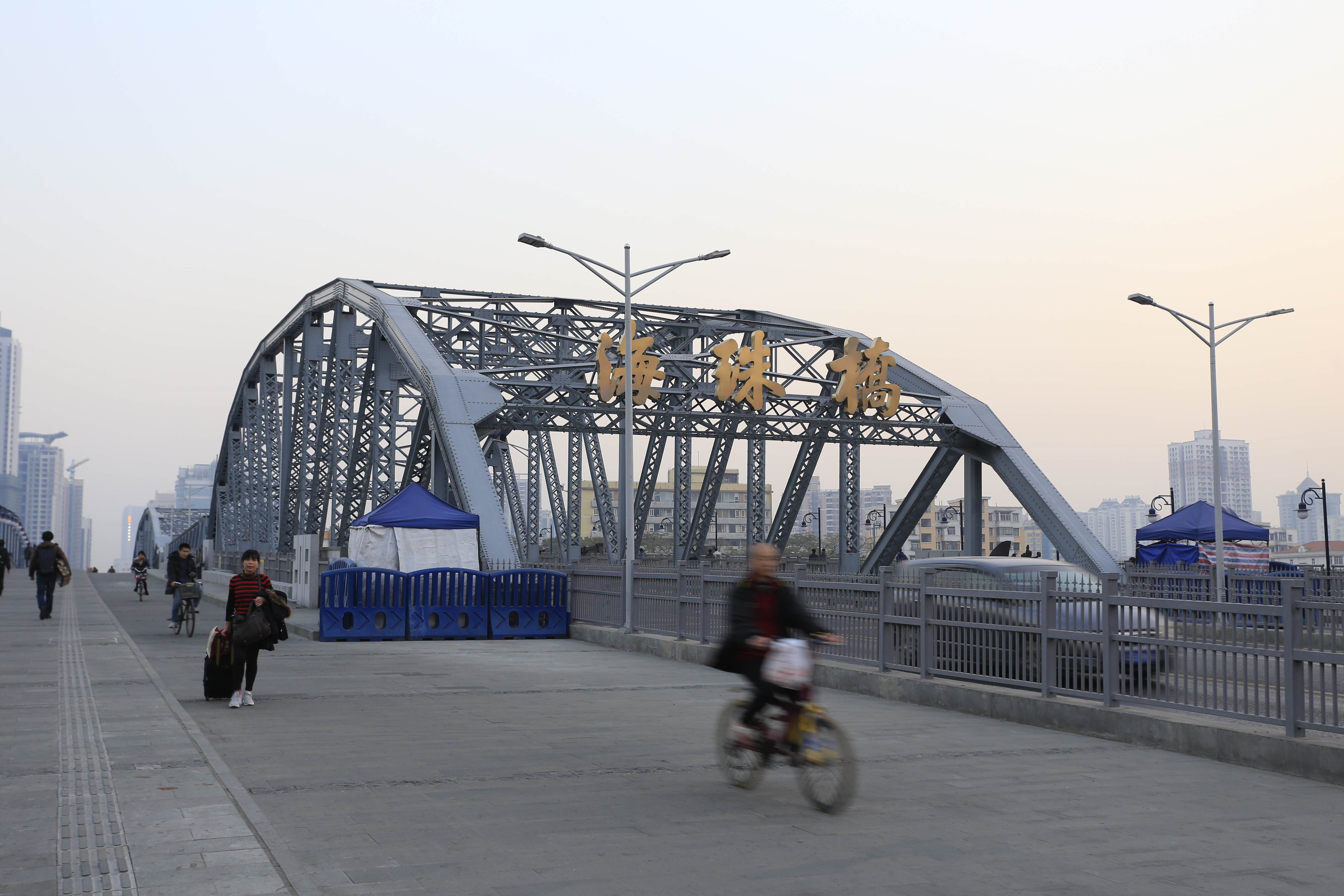
海珠桥

1929年至1936年为陈济棠主政广州时期，广州的经济、文化、交通和城市發展显著，留下海珠桥、中山纪念堂、國立中山大学五山新校舍、爱群大酒店等著名建筑。1930年，广州曾一度升格為特别市，但同年改回省辖市。陈济棠在1936年发动两广事变，最後失败逃往香港。粤汉铁路也在同年修通。抗日战争爆发後，1938年10月12日，日军由大亚湾的小桂、岩前、范和、平海登陆进攻广州，10月21日广州正式沦陷，之后人口由超过120万迅速减至30万，绝大部分逃至香港。香港沦陷后的1942年发生粮荒，又有逾46万人回穗。

### 二戰後到共和國
1945年9月，國民革命軍进入广州，广州光复。1947年3月29日，国民党第六届三中全会决议通过广州市改为特别市；同年7月1日，广州市復為院轄市（直轄市）。第二次國共內戰後期的1949年2月，中国人民解放军逼近长江，中华民国政府從南京南迁广州，廣州市成為中華民國首都至10月13日為止。
1949年10月14日，中國人民解放軍發動廣州戰役，同日國军撤退并炸毁海珠桥。此後广州由中国共产党统领，成为中华人民共和国中央直辖市、广东省人民政府驻地；此后由于政治、经济等原因，陆续有大量人员偷渡至英屬香港，史称“逃港潮”，此情况直到改革开放后才有所好转。1954年6月19日，根据中央人民政府《关于撤销大区一级行政机构和合并若干省、市建制的决定》，广州併入廣東省建制，改為省轄市。1956年，当局开始推行公私合营，充公所有私人经营的商号，其中有企业迁至澳门、香港等地；亦有部分私立和民办学校迁往香港办学。1957年，广州举办了首届中国出口商品交易会，此后每年都举办两届，巩固了广州作为中国重要外贸城市的地位。文化大革命於1966年发生後，市内陷入混亂狀態，名胜古迹遭到毁坏。

### 經濟再開放
改革开放后，广州作为沿海开放城市和综合改革试验区的中心城市，居于改革开放的前沿地带。广州充分利用优惠政策和当地优势，经济持续快速增长，成为全国经济发展較快的城市。综合经济实力由1980年的第六位前进到1992年的第三位，仅次于上海和北京。区域中心城市的地位和作用得到了巩固与提高。1984年10月，划为国家计划单列城市。1998年，当局提出“一年一小变，三年一中变，十年一大变”的发展规划。
在21世纪，「廣佛同城化」成為討論的熱點議題，電視台、電台、電信等相互落地，兩地人民交流更加密切。2001年11月11日，中华人民共和国第九届全国运动会在广州开幕。2010年11月，第十六届亚洲运动会在广州举办，为广州再次成功举办综合大型运动会。2016年，国务院批复《广州市城市总体规划（2011—2020年）》，明确广州是国家历史文化名城，中国重要的中心城市、国际商贸中心和综合交通枢纽，2017年末，广东省政府与国家海洋局联合发布公告，广州被委以發展成继上海、深圳後中國第三个全球海洋中心城市的重任。2019年2月，国务院印发《粤港澳大湾区发展规划纲要》，广州被定位为粵港澳大灣區的其中一个中心城市，明确了“充分发挥国家中心城市和综合性门户城市引领作用，全面增强国际商贸中心、综合交通枢纽功能，培育提升科技教育文化中心功能，着力建设国际大都市”的发展方向。

## 地理

### 地质地貌

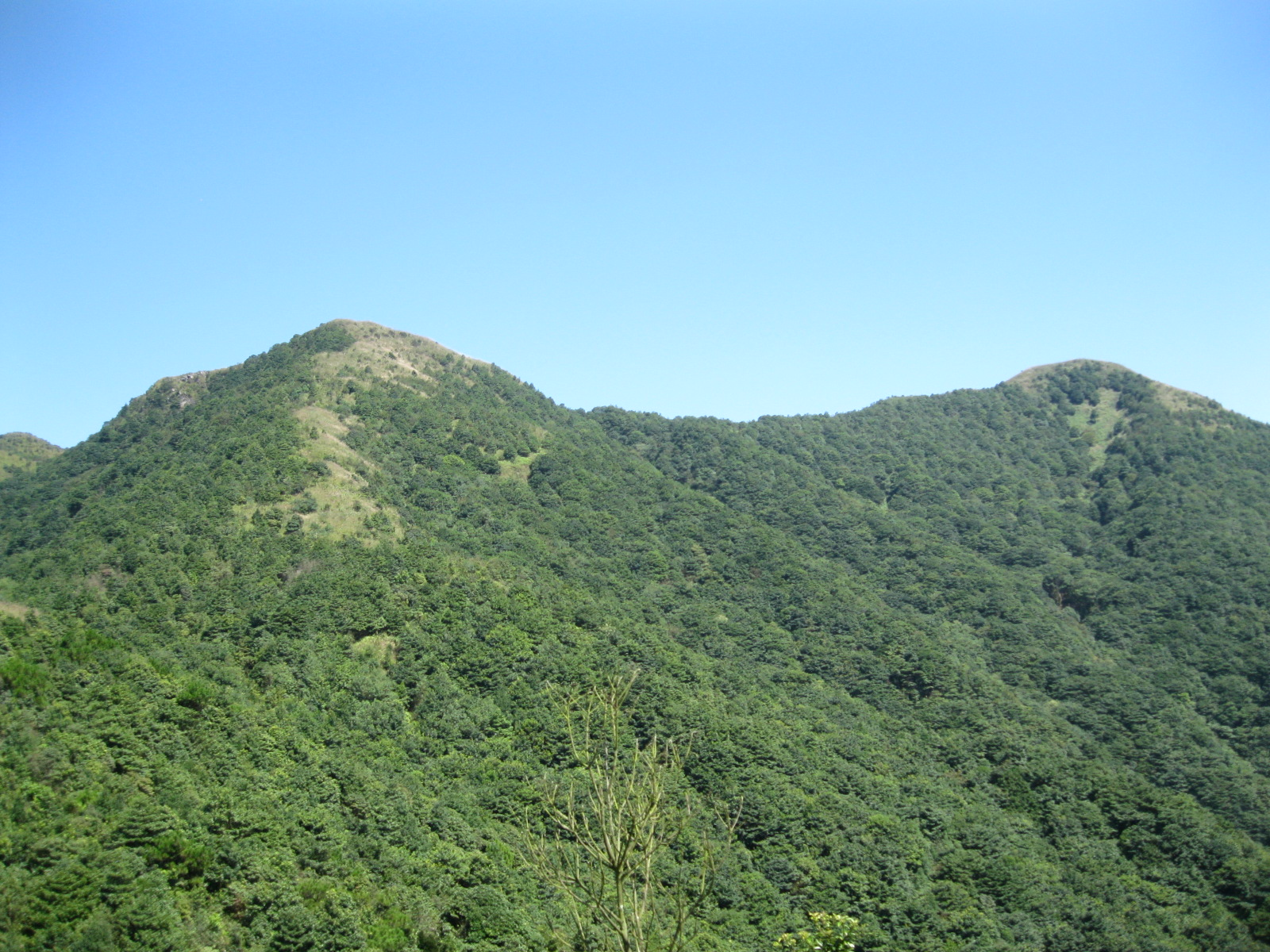
广州最高峰天堂顶（右）及其卫峰

广州位于东经112°57′至114°3′，北纬22°26′至23°56′之间，市域总面积7434.4平方公里。地势东北高、西南低，背山面海。地形复杂，有中低山地、丘陵地、岗台地、冲积平原和滩涂五种土地类型。北部是森林集中的丘陵山区，最高峰为北部从化区与惠州市龙门县交界处的天堂顶，海拔为1210米；东北部为中低山地，市区有獲譽为“市肺”的白云山；中部是丘陵盆地，南部为沿海冲积平原，为珠江三角洲的组成部分。
广州市有较好的成矿条件，已发现矿产47种，占全省总数的31.5%，矿产地820处，其中大、中型矿床22处。主要矿产有建筑用花岗岩、水泥用灰岩、陶瓷土、钾、钠长石、盐矿、芒硝、霞石正长岩、萤石、大理岩、矿泉水和热矿水等。区内能源矿产和有色金属矿产十分短缺。

### 气候
广州地处亚热带沿海，北回归线從其北部穿過，属海洋性亚热带季风气候，以温暖多雨、光热充足、夏季长、霜期短为特征。全年平均气温为21.7～ 23.1摄氏度之间，平均相对湿度77%，市区年平均降雨量约为1923毫米，最多年降雨量为2637.8毫米（2016年），最少年降雨量为1239.5毫米（1990年）。由于广州地处北回归线以南，因此在冬季，广州的降雪机率极低，但因為极地大陆气团南下的關係，冬季溫度有時相當低。在明清两代长达400年的小冰期内，广州至少出现了11次降雪；而近代曾出现的降雪纪录分别在1928年1月31日、1967年12月29日和2016年1月24日。
广州有确切气象纪录的历史极端最低气温为0.0℃（1957年2月11日和1999年12月23日），也有-5.0℃的非正式记录（1893年1月18日），历史极端最高气温为39.1℃（2004年7月1日），也有39.2℃的非正式记录（2014年8月1日）。最多高温日数为65日（2014年），最少高温日数为0日（1975年）。全年中，3月气温回升，多出现回南天，4至6月为雨季，受冷暖空气交汇及季风槽影响，多暴雨，7至9月，受副热带高压控制，天气高温炎热，多台风，10月、11月为晴朗干燥的秋季，气温适中，12至2月为阴凉的冬季。
| 广州市气象数据（常规数据自1981年统计至2010年，极端数据自1961年统计至2010年） | 广州市气象数据（常规数据自1981年统计至2010年，极端数据自1961年统计至2010年） | 广州市气象数据（常规数据自1981年统计至2010年，极端数据自1961年统计至2010年） | 广州市气象数据（常规数据自1981年统计至2010年，极端数据自1961年统计至2010年） | 广州市气象数据（常规数据自1981年统计至2010年，极端数据自1961年统计至2010年） | 广州市气象数据（常规数据自1981年统计至2010年，极端数据自1961年统计至2010年） | 广州市气象数据（常规数据自1981年统计至2010年，极端数据自1961年统计至2010年） | 广州市气象数据（常规数据自1981年统计至2010年，极端数据自1961年统计至2010年） | 广州市气象数据（常规数据自1981年统计至2010年，极端数据自1961年统计至2010年） | 广州市气象数据（常规数据自1981年统计至2010年，极端数据自1961年统计至2010年） | 广州市气象数据（常规数据自1981年统计至2010年，极端数据自1961年统计至2010年） | 广州市气象数据（常规数据自1981年统计至2010年，极端数据自1961年统计至2010年） | 广州市气象数据（常规数据自1981年统计至2010年，极端数据自1961年统计至2010年） | 广州市气象数据（常规数据自1981年统计至2010年，极端数据自1961年统计至2010年） |
| 月份                                                                         | 1月                                                                          | 2月                                                                          | 3月                                                                          | 4月                                                                          | 5月                                                                          | 6月                                                                          | 7月                                                                          | 8月                                                                          | 9月                                                                          | 10月                                                                         | 11月                                                                         | 12月                                                                         | 全年                                                                         |
| ---------------------------------------------------------------------------- | ---------------------------------------------------------------------------- | ---------------------------------------------------------------------------- | ---------------------------------------------------------------------------- | ---------------------------------------------------------------------------- | ---------------------------------------------------------------------------- | ---------------------------------------------------------------------------- | ---------------------------------------------------------------------------- | ---------------------------------------------------------------------------- | ---------------------------------------------------------------------------- | ---------------------------------------------------------------------------- | ---------------------------------------------------------------------------- | ---------------------------------------------------------------------------- | ---------------------------------------------------------------------------- |
| 历史最高温 °C（°F）                                                          | 28.4 (83.1)                                                                  | 29.4 (84.9)                                                                  | 32.1 (89.8)                                                                  | 33.3 (91.9)                                                                  | 38.8 (101.8)                                                                 | 40.1 (104.2)                                                                 | 43.9 (111.0)                                                                 | 41.6 (106.9)                                                                 | 39.6 (103.3)                                                                 | 36.2 (97.2)                                                                  | 33.4 (92.1)                                                                  | 29.6 (85.3)                                                                  | 43.9 (111.0)                                                                 |
| 平均高温 °C（°F）                                                            | 19.0 (66.2)                                                                  | 20.7 (69.3)                                                                  | 22.8 (73.0)                                                                  | 26.5 (79.7)                                                                  | 30.5 (86.9)                                                                  | 32.0 (89.6)                                                                  | 33.7 (92.7)                                                                  | 33.5 (92.3)                                                                  | 32.1 (89.8)                                                                  | 29.7 (85.5)                                                                  | 25.3 (77.5)                                                                  | 21.0 (69.8)                                                                  | 27.2 (81.0)                                                                  |
| 日均气温 °C（°F）                                                            | 14.1 (57.4)                                                                  | 16.4 (61.5)                                                                  | 18.9 (66.0)                                                                  | 22.7 (72.9)                                                                  | 26.4 (79.5)                                                                  | 27.9 (82.2)                                                                  | 29.4 (84.9)                                                                  | 29.1 (84.4)                                                                  | 27.9 (82.2)                                                                  | 25.1 (77.2)                                                                  | 20.2 (68.4)                                                                  | 15.6 (60.1)                                                                  | 22.8 (73.0)                                                                  |
| 平均低温 °C（°F）                                                            | 10.8 (51.4)                                                                  | 13.5 (56.3)                                                                  | 15.9 (60.6)                                                                  | 20.0 (68.0)                                                                  | 23.3 (73.9)                                                                  | 25.1 (77.2)                                                                  | 26.3 (79.3)                                                                  | 25.9 (78.6)                                                                  | 24.7 (76.5)                                                                  | 21.6 (70.9)                                                                  | 16.5 (61.7)                                                                  | 12.0 (53.6)                                                                  | 19.6 (67.3)                                                                  |
| 历史最低温 °C（°F）                                                          | 0.1 (32.2)                                                                   | 1.3 (34.3)                                                                   | 3.2 (37.8)                                                                   | 7.7 (45.9)                                                                   | 13.7 (56.7)                                                                  | 18.8 (65.8)                                                                  | 21.6 (70.9)                                                                  | 20.9 (69.6)                                                                  | 15.5 (59.9)                                                                  | 9.5 (49.1)                                                                   | 4.9 (40.8)                                                                   | 0.0 (32.0)                                                                   | 0.0 (32.0)                                                                   |
| 平均降雨量 mm（）                                                            | 44.3 (1.74)                                                                  | 67.9 (2.67)                                                                  | 94.9 (3.74)                                                                  | 183.5 (7.22)                                                                 | 285.6 (11.24)                                                                | 315.0 (12.40)                                                                | 240.0 (9.45)                                                                 | 230.8 (9.09)                                                                 | 200.9 (7.91)                                                                 | 70.5 (2.78)                                                                  | 38.4 (1.51)                                                                  | 29.4 (1.16)                                                                  | 1,801.2 (70.91)                                                              |
| 平均降雨天数（≥ 0.1 mm）                                                     | 7.5                                                                          | 11.2                                                                         | 15.0                                                                         | 16.3                                                                         | 18.3                                                                         | 18.2                                                                         | 15.9                                                                         | 16.8                                                                         | 12.5                                                                         | 7.1                                                                          | 5.5                                                                          | 4.9                                                                          | 149.2                                                                        |
| 平均相對濕度（％）                                                           | 68                                                                           | 75                                                                           | 76                                                                           | 79                                                                           | 77                                                                           | 79                                                                           | 75                                                                           | 76                                                                           | 72                                                                           | 66                                                                           | 64                                                                           | 63                                                                           | 73                                                                           |
| 月均日照時數                                                                 | 118.5                                                                        | 71.6                                                                         | 62.4                                                                         | 65.1                                                                         | 104.0                                                                        | 140.2                                                                        | 202.0                                                                        | 173.5                                                                        | 170.2                                                                        | 181.8                                                                        | 172.7                                                                        | 166.0                                                                        | 1,628                                                                        |
| 可照百分比                                                                   | 35                                                                           | 22                                                                           | 17                                                                           | 17                                                                           | 26                                                                           | 35                                                                           | 49                                                                           | 43                                                                           | 46                                                                           | 51                                                                           | 52                                                                           | 50                                                                           | 37                                                                           |
| 来源：中国气象局                                                             |                                                                              |                                                                              |                                                                              |                                                                              |                                                                              |                                                                              |                                                                              |                                                                              |                                                                              |                                                                              |                                                                              |                                                                              |                                                                              |

### 水文

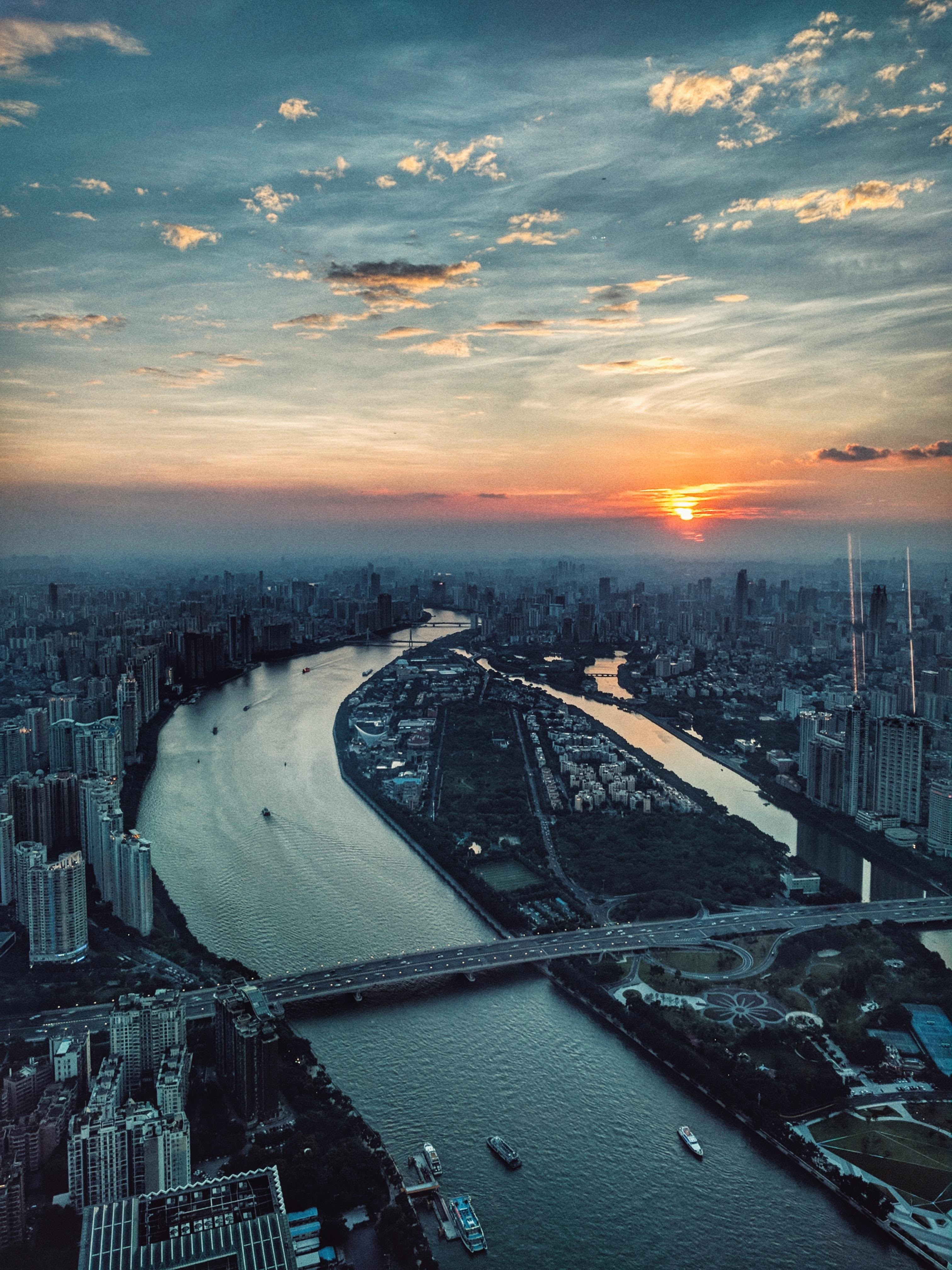
从广州塔塔顶看珠江

广州市位于西江、东江和北江的下游，境内河流水系发达，水域面积广阔。全市河流属珠江水系，包括珠江三角洲和北江两个二级水系，主要归属珠江三角洲水系。其中东北部以山区河流为主，主要河流有流经从化区、花都区和白云区的流溪河，流经增城区的增江、东江北干流及白坭河等；南部为珠江三角洲河网区，主要为西、北、东江下游水道和珠江前、后航道交织成的河网。河网区主要水道总长度416公里，其中前、后航道纵贯广州市城区。珠江入海有八大口门，其中虎门、蕉门、洪奇沥三口门在广州市境内，其河川径流分别注入伶仃洋。珠江口海岸线522公里，浅海水域面积约4000平方公里。
广州市的湖泊主要为人工湖，境内水库及各类蓄水工程1322宗，总库容11.16亿立方米。其中大型水库1座，即流溪河水库，总库容为3.87亿立方米；中型水库15座，总库容为4.12亿立方米。市区自20世纪50年代以后陆续修建的人工湖泊有20多个，兼有调洪与观光游览功能；其中东山湖、麓湖、流花湖、荔湾湖、白云湖等5湖总面积5.79平方公里，水面面积2.26平方公里。廣州城內由五代時開鑿六脈渠，貫通城內外河道密布，在晚清后城市逐步拆城墙、开马路一系列工程下，老城内河涌也就逐渐湮没，在2010亞運後如東濠涌等獲當局重新開發作為休憩觀光地。

### 生物
广州市生物种类繁多。地带性植被为南亚热带季风常绿阔叶林，但基本是次生林和人工林，天然林已极少。粮食、经济作物、畜禽、水产和野生动物种类多，增城丝苗米是广州市首个获得地理标志的保护品种。果树以热带、亚热带品种为主，是荔枝、龙眼、黄皮、乌榄、橄榄等起源和类型形成的中心地带。广州市的陆地野生动物主要分布在北部边界天堂顶，包括蟒蛇、穿山甲和苍鹰等，水生野生动物主要有中华白海豚、花鳗鲡、中华鲟等。

## 行政区划
广州市现辖11个市辖区：越秀区、荔湾区、海珠区、天河区、白云区、黄埔区、番禺区、花都区、南沙区、增城区、从化区。
现时的广州市区主要位于越秀区、荔湾区、海珠区与天河区，历史上的广州城区面积一直在扩张；由建城伊始的越秀区、东山区，直至清代的西关，民国时候的河南（今海珠区西北方一带），以至20世纪末的白云、芳村、天河与21世纪开始的番禺区、萝岗区。2005年調整行政區劃後，未来广州市区或将包括越秀区、海珠区、荔湾区、天河区、黄埔区、白云区南部（北二环高速公路以南）、番禺区（沙湾水道以北）、萝岗区（不包括中新廣州知识城和九龙镇）的城市延伸地区，面积约1310平方公里。
广州市在2005年5月调整行政区划，撤销东山、芳村两区，东山区并入越秀区；芳村区并入荔湾区。同时新设立南沙、萝岗两区。南沙区由廣州南沙經濟技術開發區加上原番禺區的部份村落組成；萝岗区则是广州经济技术开发区加上原白云区、天河区、黄埔区和增城市的部分组成。新区机构在同年9月末正式挂牌。至此，东山区和芳村区已不复存在，但部分地名、机构名称则继续保留。此次调整也引起广泛争议，不少人担心东山少爷、西关小姐的称呼逐渐被人淡忘。
2005年区划调整前的原市区设置如下：
- 4个老城区，包括越秀区、海珠区、荔湾区、东山区，當地居民稱為市中心，越秀区和东山区则是傳統省城[40]；
- 4个市中心扩展城区，包括芳村区、天河区、黄埔区、白云区；
- 2个卫星城区，包括番禺区、花都区；
- 2个郊区县级市，包括增城市、从化市。

2014年2月，国务院同意广东省调整广州市部分行政区划，撤销萝岗区和原黃埔區，建立新黄埔区；从化、增城撤市设区。这亦代表着广州辖下已没有县和县级市。
- 6个中心城区包括越秀区、海珠区、荔湾区、天河区、黄埔区、白云区；
- 5个外围区包括番禺区、南沙区、花都区、增城区、从化区。

## 交通

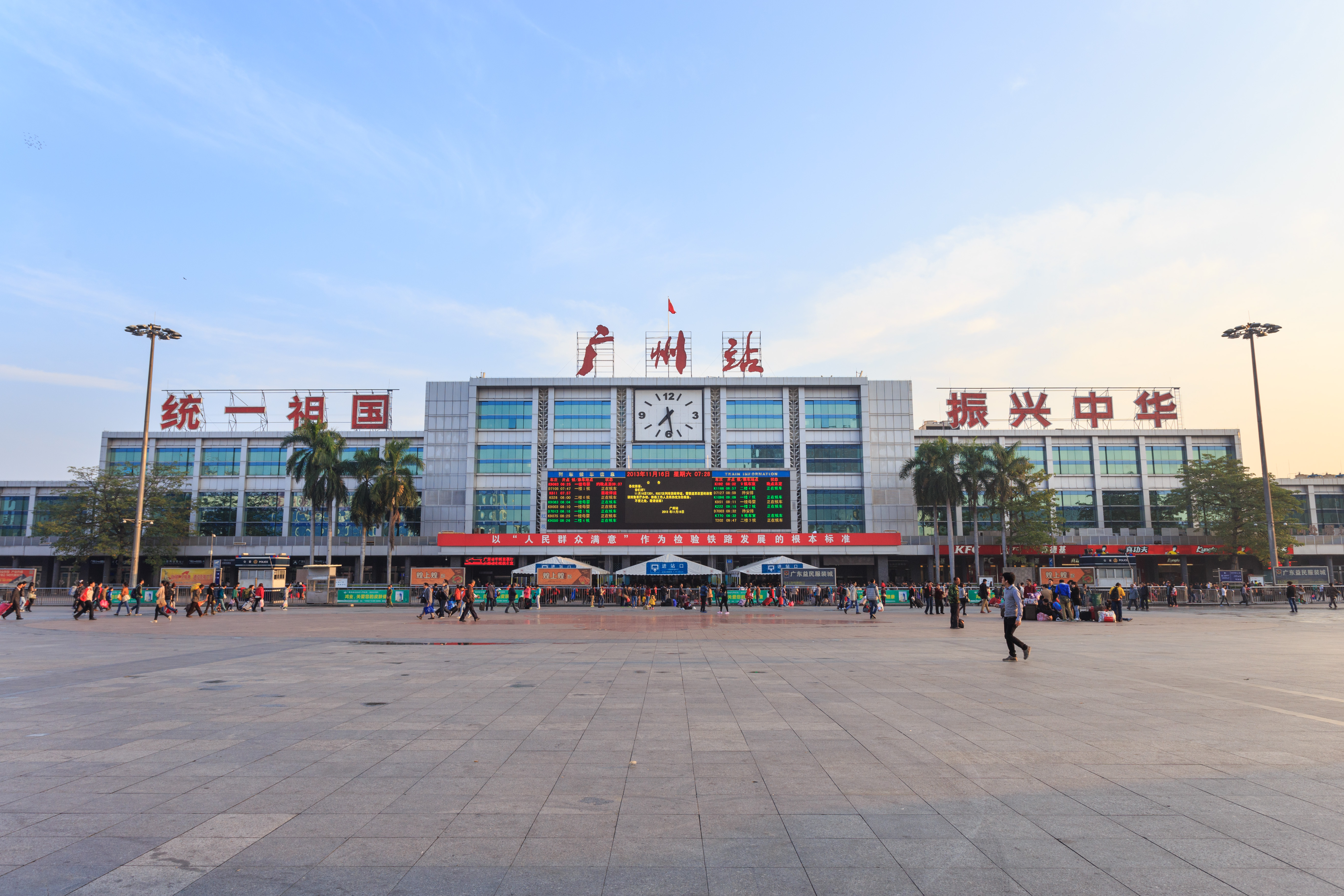
广州火车站

广州交通发达，是中国华南地区重要的交通枢纽。其中，以人民路高架、东濠涌高架为代表的高架桥；广园快速路、华南快速路为代表的快速路与内环路、外环路（广州环城高速）、二环高速（广州绕城高速）为代表的环状路共同对广州的道路交通起到重要作用。由于私家车太多、道路通行能力低等原因，交通挤塞成为广州市內最常见的问题之一。公共交通方面，广州市內已有地鐵、快速公交、公共汽車、無軌電車、有轨电车等各種運輸方式。2007年1月，广州市政府全面禁止在市区内驾驶摩托车。但在2021年11月，广州市启动电动自行车登记上牌，允许市民骑行电动自行车。广州长途汽车直达香港和澳門（實際上直達珠海），繁忙的长途汽车每年会从城市中的不同载客点（主要为酒店）接载旅客至香港和澳門。
廣州也是中國最重要的鐵路與航空樞紐城市之一，旅客能乘坐火車或飛機到達中國國內各大主要城市，而來往廣州和國外的國際航線更遍布世界各地。根据《福布斯》2014年的客货运能力最强的25个城市榜单，广州客运、货运指数均排名全国第一。

### 城市轨道交通

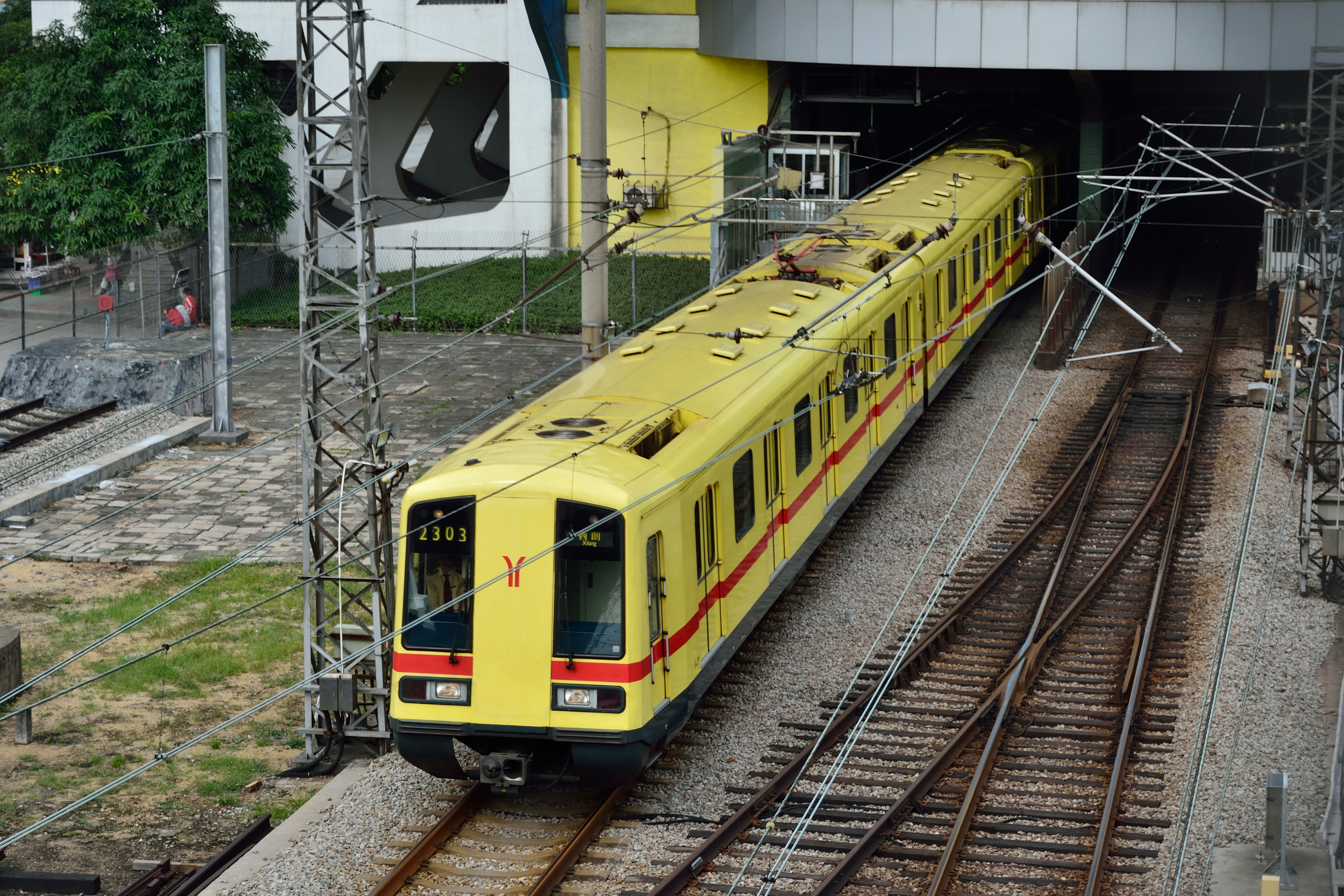
广州地铁1号线列车驶出坑口站

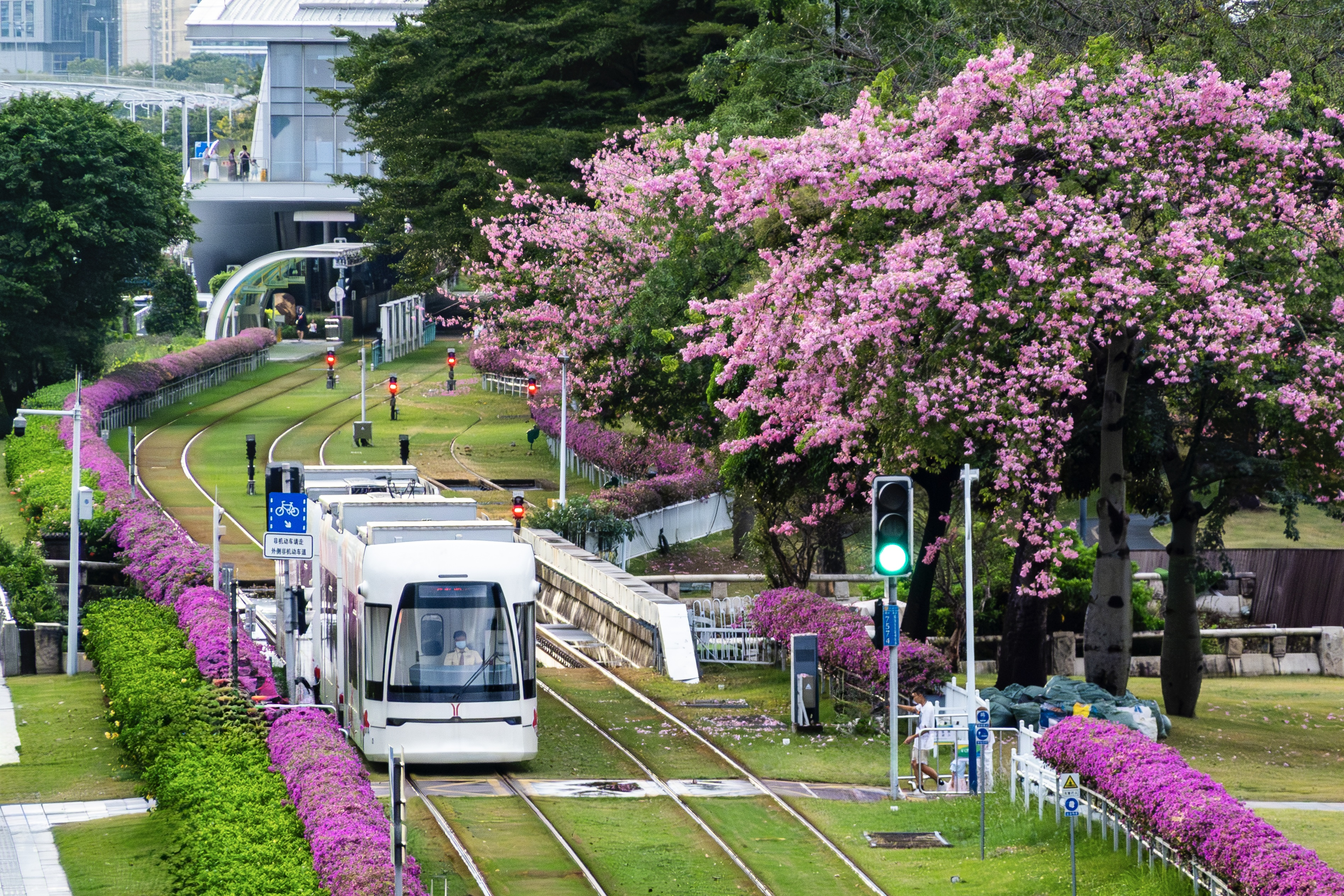
海珠有轨电车

1997年，广州开通地铁1号线，是继北京、天津和上海之后第四个拥有地下铁道系统的中国大陆城市。截至2025年6月29日，广州地铁共有19条营运路线，运营里程为751.1千米，位于中国内地第三名。广州地铁现时已经成为广州市民最主要的交通工具之一，2023年全年累计客流约31.28亿人次，占全市公共交通客运总量的69%。为更好地解决交通堵塞问题，广州市仍在大规模扩建地铁。截至2024年12月，广州地铁的在建线路为8条、总计158.65公里。
而广州市第一条有轨电车线路海珠有轨电车已在2014年12月31日开通试运营，黄埔有轨电车1号线也在2020年12月开通运营。未来广州市将会有多条有轨电车线路覆盖各区。

### 路面公共交通

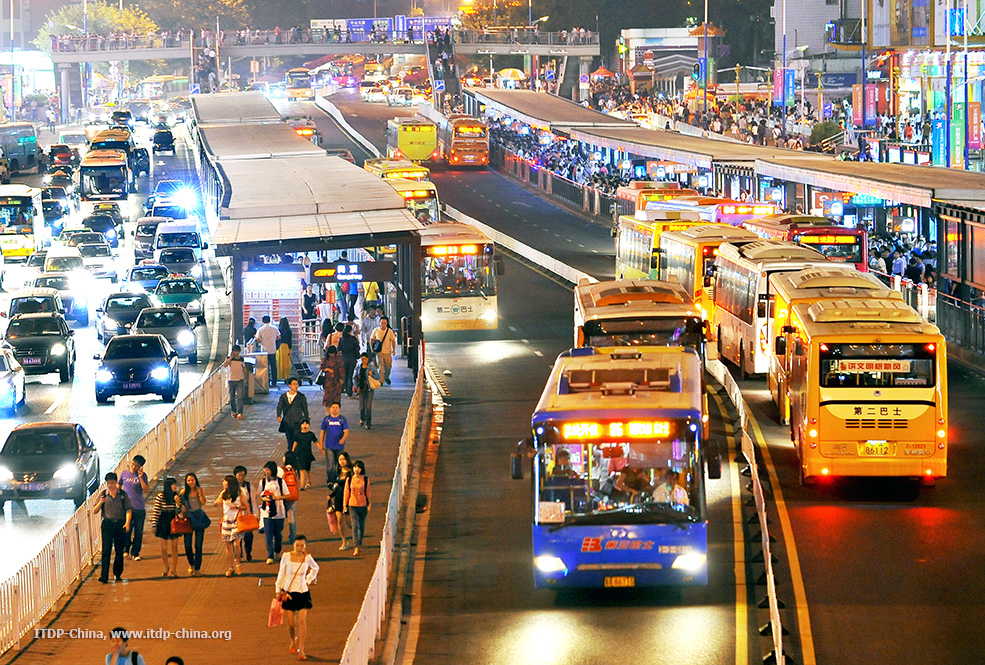
广州BRT岗顶站

广州的士（出租車）在1978年开启“扬手即停”的经营模式，结束了“路上空驶的士不载人”的局面，而广州巴士（公共汽車）也在1993年率先实施无人售票，这些创新的举措迅速地在全中国大陆推行开来。
2010年引进的广州快速公交运输系统属世界第二大快速公交系统，曾被评为BRT的金牌标准。其日常载客量可达100万人次，高峰时期每小时单向客流高达26,900人次，仅次于波哥大的快速交通系统，平均每10秒钟就有一辆巴士，每个站平均每小时进站公交达到350辆。师大暨大站包括桥梁在内的站台是世界最长的BRT站台，长达260米。2018年，广州市的公共汽车营运路线共有1,251条，总里程达2.3万公里，市区的公交线网密度超3.9公里/平方公里；公交专用道总里程达到519.4公里，公交车辆1.5万辆；2019年7月，广州市常规公交日均客运量达627万人次。
广州市区的出租车和公共汽车在早期主要使用液化石油气（LPG）和液化天然气（LNG）作燃料，后期陆续更换为油电、气电混合动力甚至是纯电动的车辆。其中公共汽车在2017年开始大规模投放纯电动公共汽车，随后所有投放或更换的公交车均为纯电动汽车。2018年广州中心六区的纯电动巴士已达1.1万辆，基本实现了公交电动化，电动公交车投入规模居全球第二。

### 航空

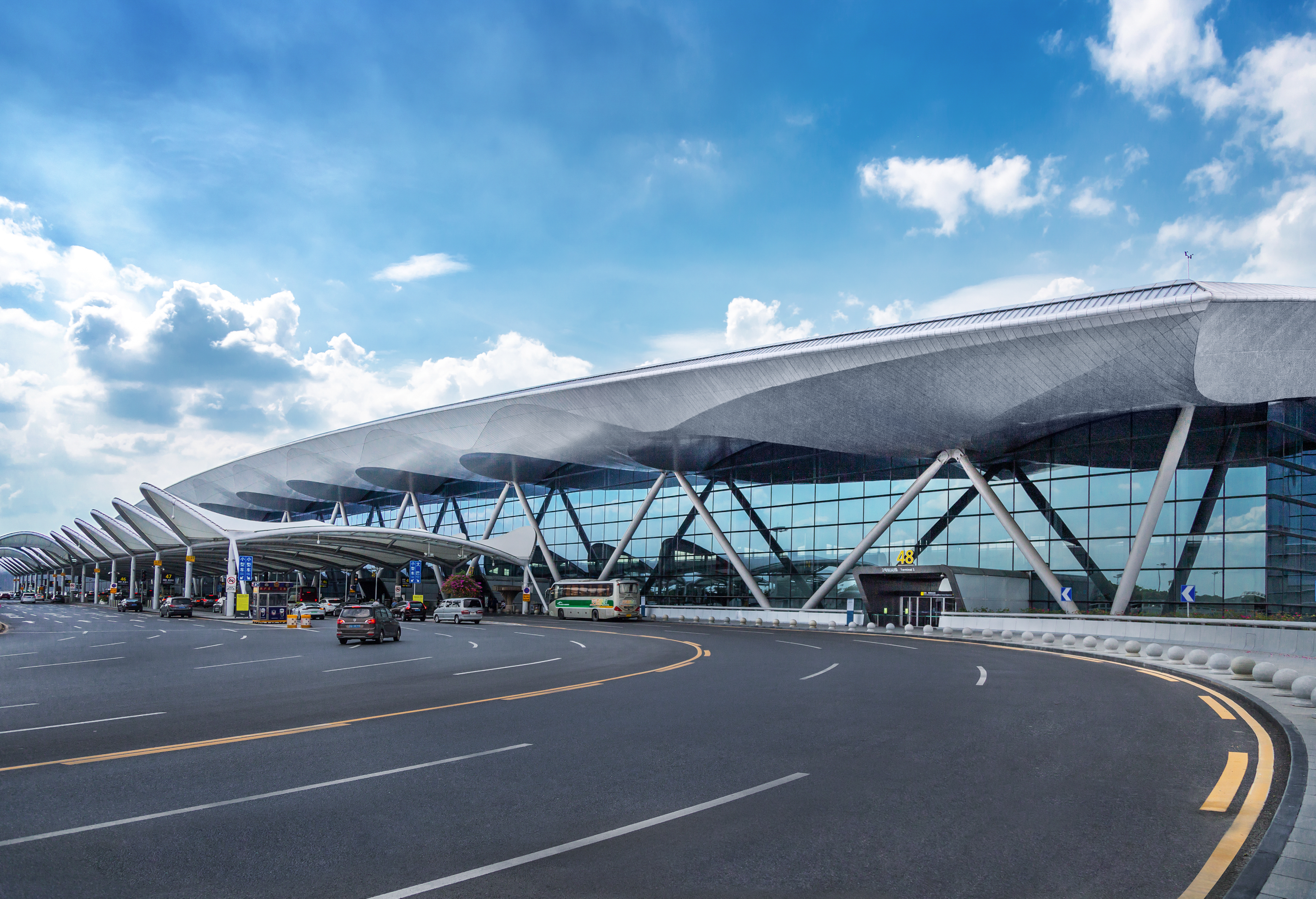
广州白云机场2号航站楼

广州白云国际机场位于白云区与花都区交界，2004年8月5日正式投入运营，是中国大陆第三繁忙的机场，粤港澳大湾区第二繁忙的机场和重要的国际航空枢纽，亦为中国大陆三大门户复合枢纽机场之一。该机场取代原先位于市中心的无法满足日益增长航空需求的旧机场。机场现有两座航站楼和三条飞机跑道，成为中国国内第三个拥有三跑道的民航机场，比邻近的香港国际机场第三跑道预计的2023年落成早8年。广州白云机场是中国南方航空、海南航空、中国东方航空、九元航空、龙浩航空等航空公司的樞紐機場，聯邦快遞的亚太转运中心亦设在机场内。2019年，白云机场航线网络已覆盖全球230多个通航点，其中国际及地区航点94个，已有超过80家中外航空公司在此运营，同年白云机场旅客吞吐量达7338.6万人次，货邮吞吐量192万吨，年起降量达49.1万架次。2020年在2019冠状病毒病疫情造成的全球影响下，白云机场以较佳的恢复水平实现旅客吞吐量4,376.8万人次，首次位居世界第一。

### 铁道运输

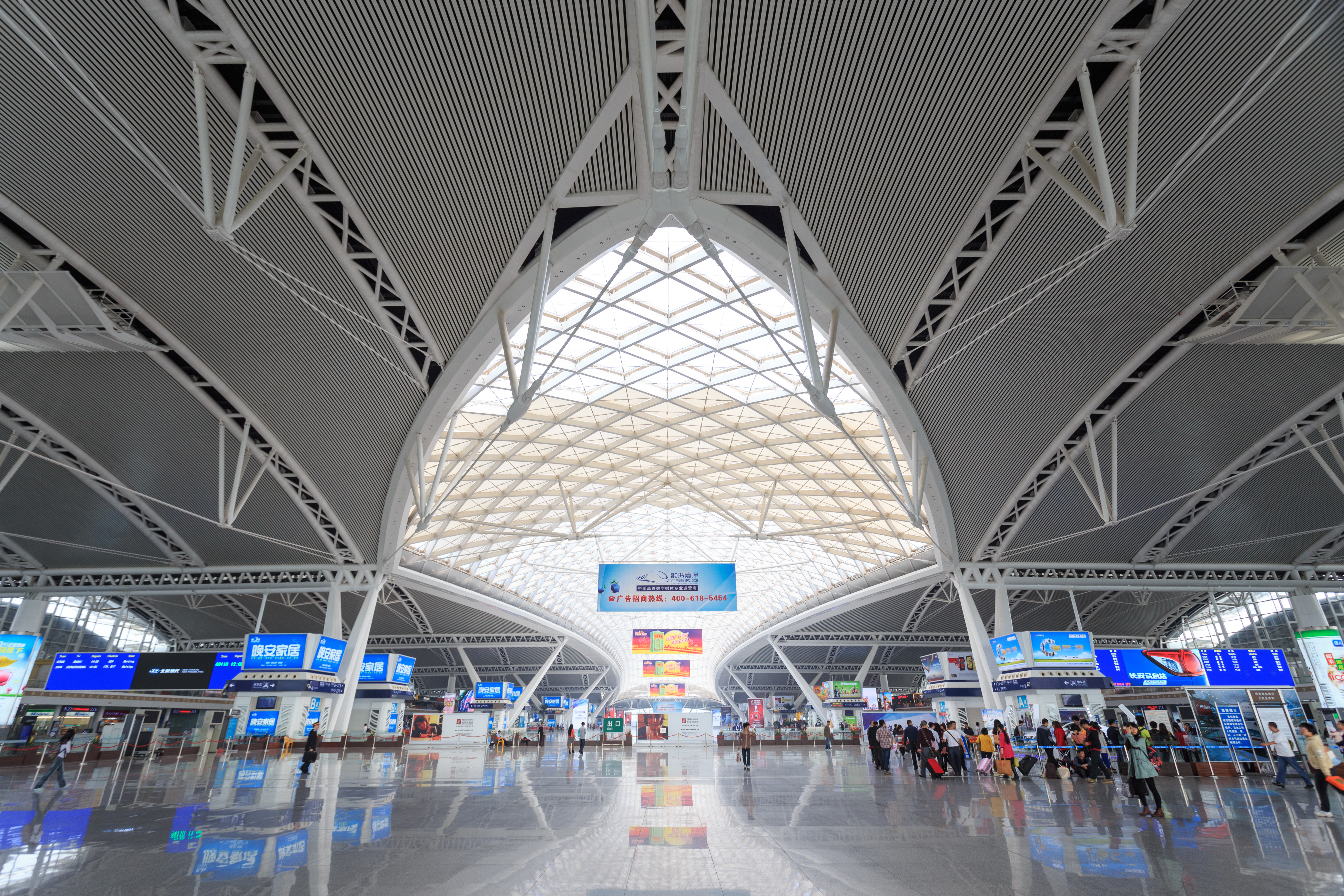
广州南站候车大厅

广州是中国大陆四大铁路枢纽之一，主要车站有广州站、广州南站、廣州東站和广州白云站。另外还有广州北站、庆盛站等车站。广州站是京广铁路（北京－广州）、廣深鐵路（广州－深圳）、广茂铁路（广州－茂名）和广梅汕铁路的终点站，而广州南站是京广高速铁路（广州－北京）、廣深港高速鐵路、广珠城际铁路、南广铁路和贵广客运专线的始发站。2009年末，武广客运专线投入运营，最高时速可达350公里/小时。2011年1月7日，广珠城际铁路投入运营，最高时速可达200公里/小时。2019年12月，穗深城际铁路正式开通。2020年11月30日，廣清城際一期、新白廣城際鐵路一期投入運營。由广州南站乘坐高速铁路至深圳北站至少需35分钟起，至香港西九龍站至少需要47分钟，至上海虹桥站至少需要6小时38分钟，至北京西站至少需要7小时16分。

### 航运

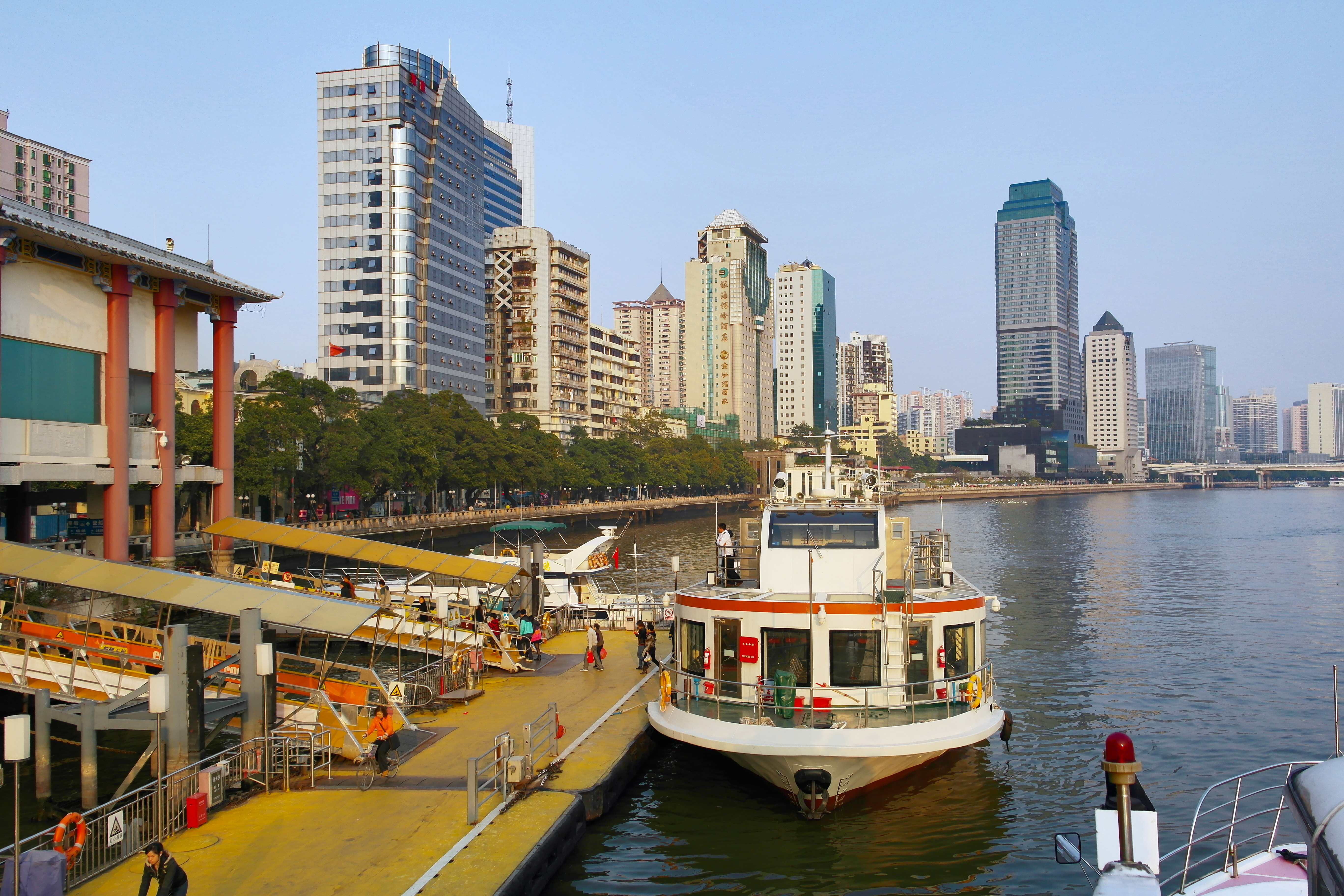
一艘停靠在天字码头的廣州水上巴士

广州港位处于珠江三角洲中心地带，漢武帝征服南越後，即派使者沿百越人所開航路，拓展了橫越孟加拉灣到斯里蘭卡的航線，標誌古代海上丝绸之路開端並成為始發港，延至現代，也是珠江三角洲以及华南地区的主要物资集散地和最大的国际贸易中枢港。广州港主要由黄埔港和南沙港两大港区组成，现已与世界170多个国家和地区的500多个港口有贸易往来。2018年广州港货物吞吐量达到6.12亿吨，集装箱吞吐量达到2,191万标箱，居国内港口第四位、全球港口第五位。马士基、达飞、地中海、中远海运等全球前21名班轮巨头均进驻广州港。
除去需提前預約的「如約」航線，在市区运营的廣州水上巴士共有9条航线，作為市民过江重要方式及廣州市公共運輸的補充力量。除此之外，珠江上还有各类渡轮线路，用于近江居民直接渡江；其中南沙码头和莲花山码头间每天都有高速雙體船往返，亦有往返香港的客、货轮。

## 经济
广州自古已是华南地区著名的商埠，拥有2000多年的开放贸易历史。1970年代末中国大陆改革开放后，广州经济发展迅速。2005年国务院发表的一份报告称，广州是中國大陸首个进入“发达”状态的城市。2010年全市地区生产总值为10,604.48亿元人民币，同比增长13%，成为继上海、北京之后第三个进入GDP“万亿元俱乐部”的城市，也是首个经济总量过万亿的省会城市。2012年9月，南沙区廣州南沙新區獲批，成為第六個國家級開放開發新區。2021年广州市地区生产总值达到28232亿元，比上年增长8.1%，人均GDP达15万元。GDP总量为中国第4，人均GDP水平与葡萄牙相当，购买力平价水准已和发达国家的中心城市相当。
| 年份             | 2000  | 2002  | 2004  | 2006  | 2008  | 2010   | 2012   | 2014   | 2016   | 2018   | 2020   | 2021   | 2022   | 2023   | 2024   |
| ---------------- | ----- | ----- | ----- | ----- | ----- | ------ | ------ | ------ | ------ | ------ | ------ | ------ | ------ | ------ | ------ |
| 生产总值（亿元） | 2,492 | 3,204 | 4,450 | 6,081 | 8,366 | 10,640 | 13,194 | 16,135 | 18,559 | 21,002 | 25,019 | 28,232 | 29,754 | 30,355 | 31,032 |

### 农业

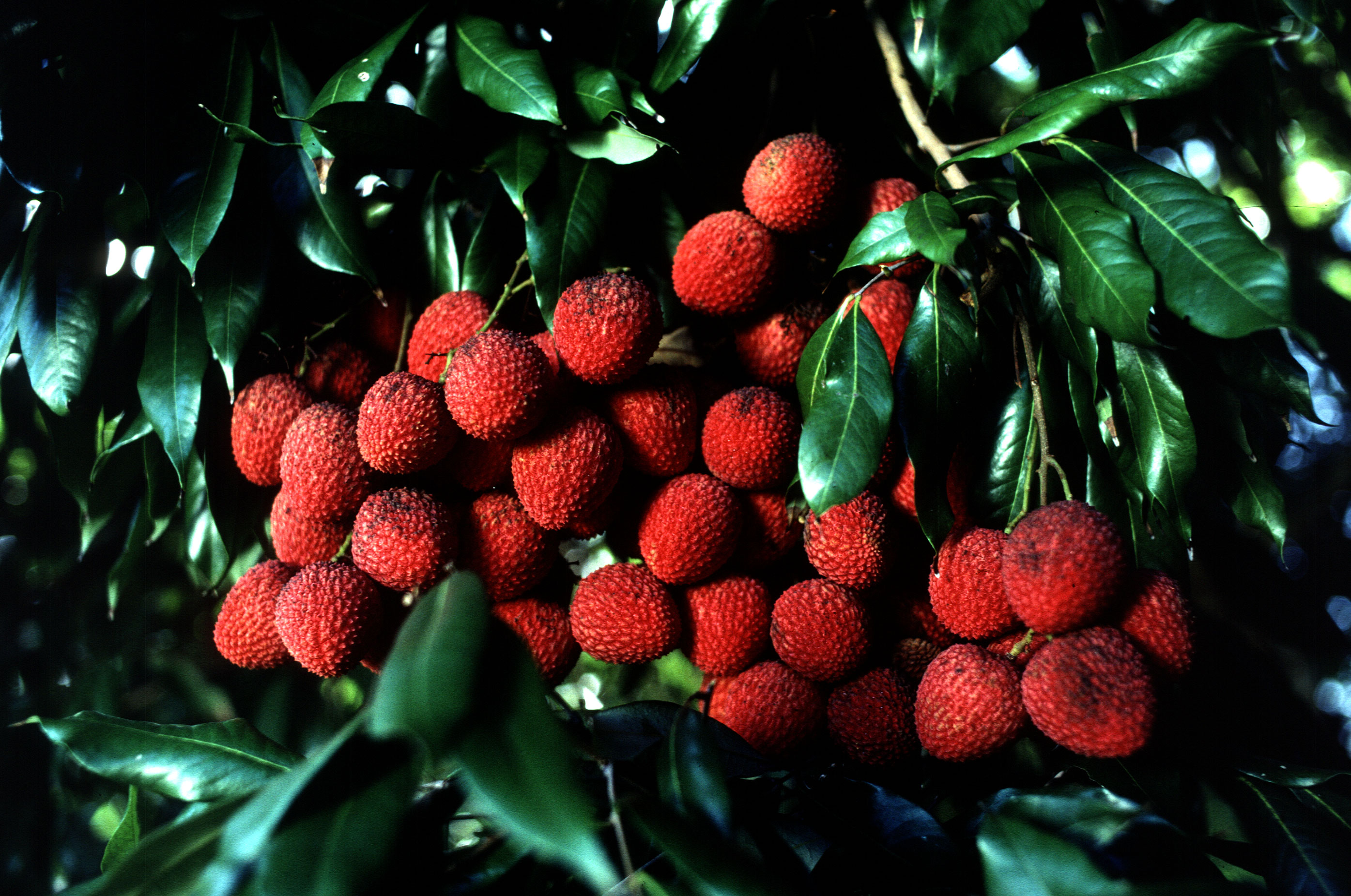
廣州增城盛產荔枝

广州市內雨水充潤、土地肥沃，市区曾经有非常广大的农业用地。两千年前就已经有水稻种植的记载。宋代的广州擁有中国較大的米市，蔬菜、水果、糖蔗、花卉也享有盛名。由于曾长久作为中國主要港口，广州引进多种优良作物品种。二十世纪上半叶，交通发展造成外地农产品入侵以及战争的影响下，广州农业增长缓滞。1950年代初中期农业产量大幅增长，但后期的“大跃进”以及其后的文革严重打击农业生产。改革开放后，随着广州发展为大城市，逐渐形成为城市服务的城郊农业格局，政府的方针为服务城市，富农利民，鼓励出口创汇。具体措施为降低产粮比例，增加蔬果蛋奶等农副产品比例，致力发展林牧渔业。广州农业产值大幅增长，在2020年实现农业总产值497.61亿元；但随着第二第三产业飞速增长，农业所占的经济比重在逐渐下降：1978年广州市农业生产总值占地区生产总值的11.67％，1990年下降至8.05％，2010年仅为1.78%。
城市發展和工业化进程也使得农村劳动力大量流失，農耕用地迅速萎縮。清光绪五年（1879年）广州府登记在册的田地山塘总面积为1062.32万亩；1978年广州的耕地面积为374.22万亩，到2020年减至只有131.75万亩。目前，廣州種植農産品的地方主要在白云、花都、番禺、南沙、从化和增城。1990年农业人口有250.46万人，2014年为76.13万人。广州著名的農業特產有泮塘五秀（蓮藕、馬蹄、菱角、茭筍、茨菇），以及以荔枝、香蕉、木瓜、菠蘿為首的四大嶺南佳果等各類熱帶生果。

### 工业

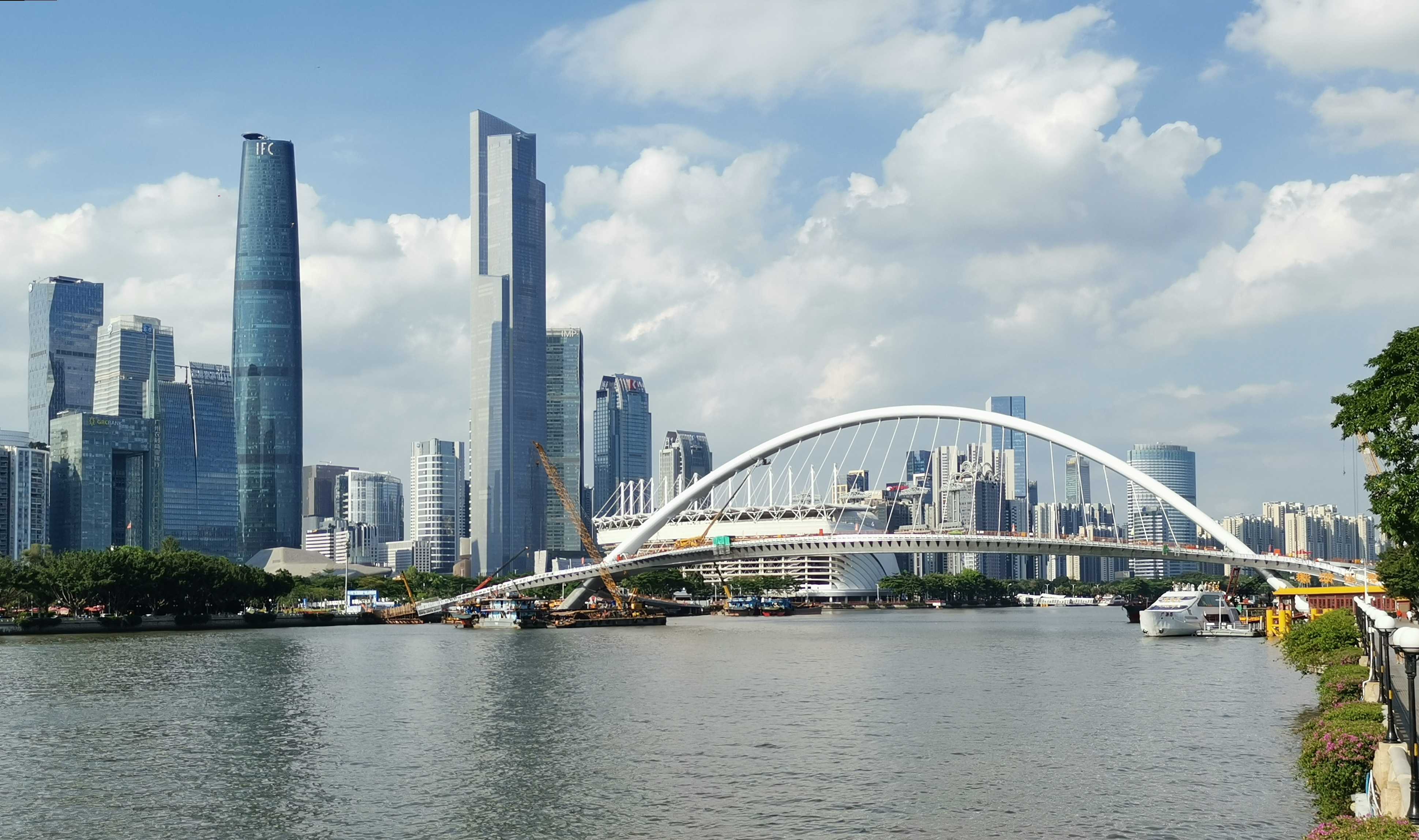
珠江新城是广州市的重要金融区

古代廣州的手工业非常發達，船舶业、冶铸和五金业、纺织业、食品加工、中成药业、陶瓷业、美工等都享誉全国。广州清初所产棉花，以轻暖出名，于广州十三行之财富积累也有助推。由于本埠棉布价廉物美于英国布，出口甚多。巨大利益驱使棉花来料加工迅速兴起。广州纺织业带之形成，带动相关行业的兴盛
。1870年代起，清廷展开洋务运动，广州近代工业开始起步。清朝末期，广州附近已经集中大量各种輕工業工厂。民國開始，廣州輕工業快速發展，對外貿易大幅增长，使廣州成為當時中國較為發達的城市。1929年至1936年，陈济棠主粤时建立较完善的工业体系，对广东经济起到极大的推动作用。中华人民共和国成立后工业国有化。1950年代及1960年代时，工业有所恢复，但文化大革命再次严重冲击广州工业生产，工业发展减慢。但其间仍在政府扶持下建立重工業体系。1975年后，政治局面好转，政府大力扶持日用品为主的轻工业，广州工业进入快速增长时期。1980年代后期，广州市主要发展第三产业，工业产值比重下降。
1990年代起乃至2000年以后，广州市政府力图改变产业构成，加大扶植重工業；汽车、石化和电子信息产品制造已成为21世纪初广州的三大支柱产业。汽车产业为广州市第一大产业，同时也支撑了广州市的主要GDP占比和财政收入。在该产业方面，相继成功吸引日本三间主要汽车制造企业投资设立工厂，令广州在数年间成为中国重要的汽车生产基地之一，在2017年，广州市汽车产量达310.8万辆，产量居全国第一；江南地区最大的广州市陈田汽配市场位於市郊，广州同时亦是国内出产日本汽车最多的城市。广州主要的石化企业有中国石化广州分公司、广州珠江化工集团和广东南方碱业股份有限公司。2019年，广州工业总产值位居全省第四位，其中电子产品制造业全年产值2,643亿元。
广州在近年大力发展高新技术产业，是“中国制造2025”的试点城市之一。早在1991年3月，广州就成立了全国首批国家级高新区之一的广州高新技术产业开发区。2010年，由中华人民共和国和新加坡两国合作推动的中新廣州知識城奠基，将重点发展科技创新、高端制造业、人工智能和知识产权保护等领域，现已引进GE生物科技园、百济神州、中新国际联合研究院、冷泉港實驗室等研发项目和机构。2011年，广州国际生物岛（官洲岛）正式开放，定位为国际生物医药创新中心，推动广州发展生物医药产业，截至2016年有132家企业签约落户。2017年3月，广州宣布将发展新一代信息技术、人工智能、生物医药等新兴产业，实现从三大支柱产业到“IAB“计划的升级。2018年，广州新增高新技术企业超过3000家，总数从2015年的1,919家增加至2018年的1.1万家，新增数量位居全国第三。

### 商业

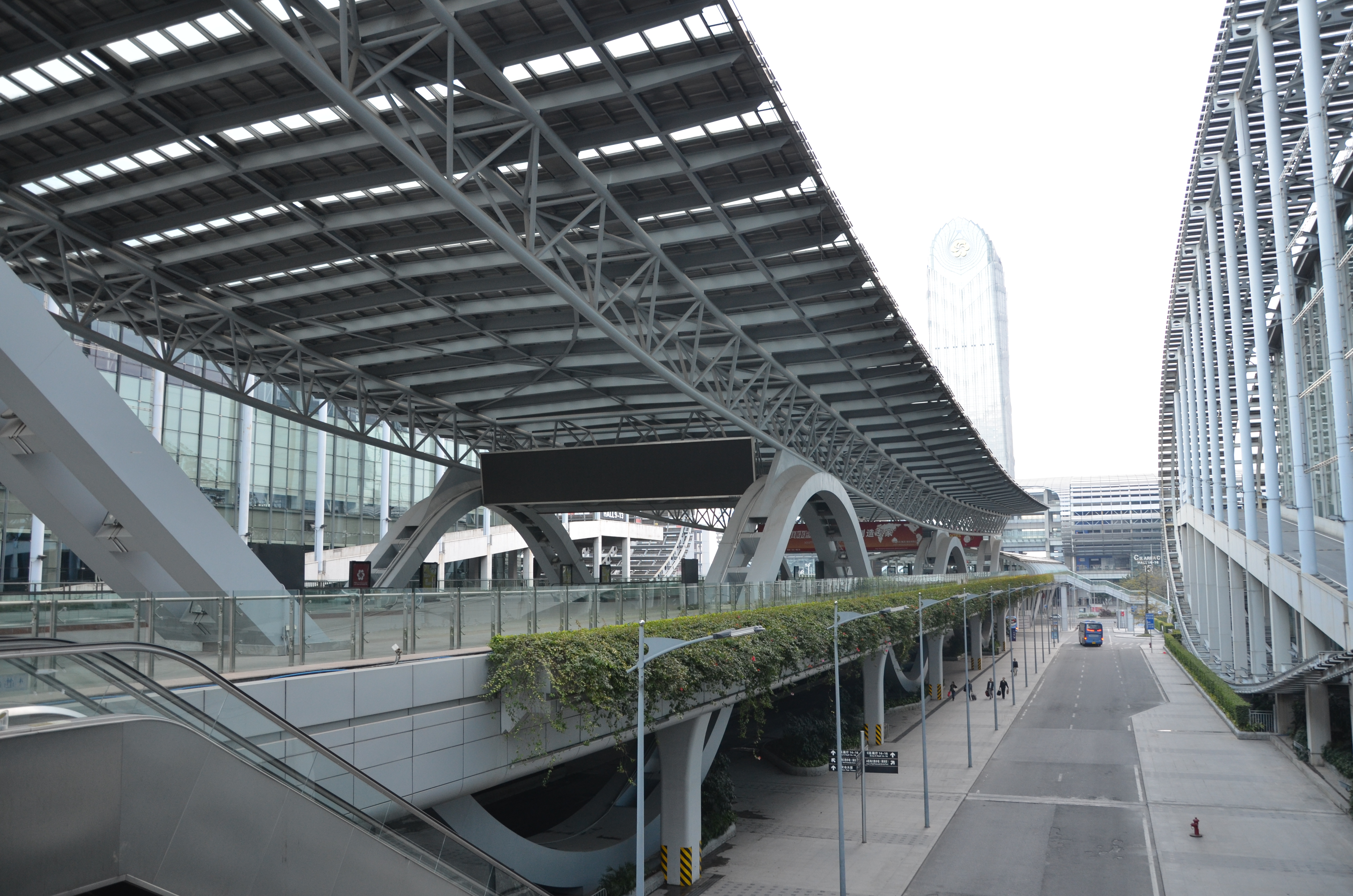
廣交會展館空中走廊

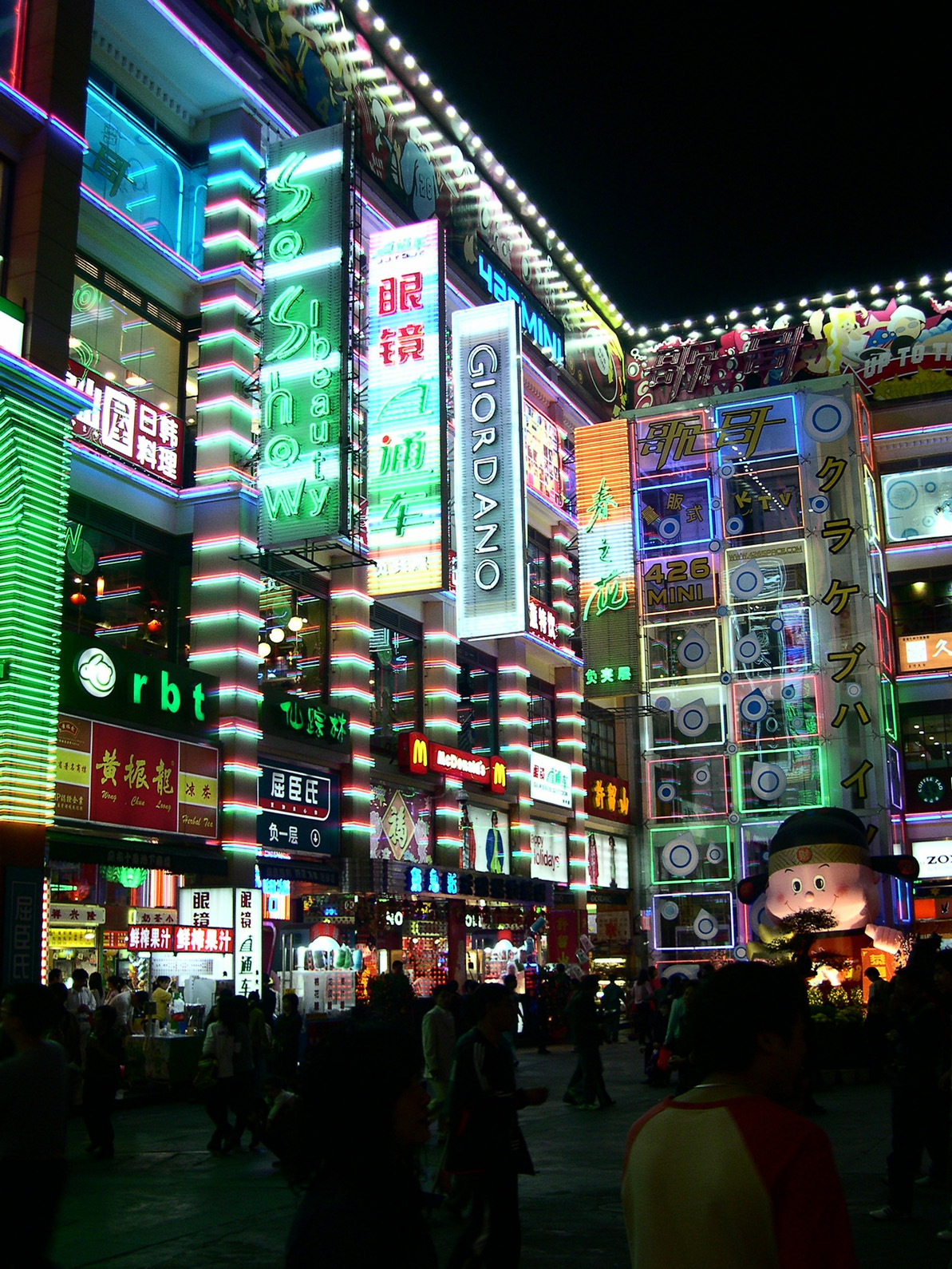
夜晚的上下九步行街

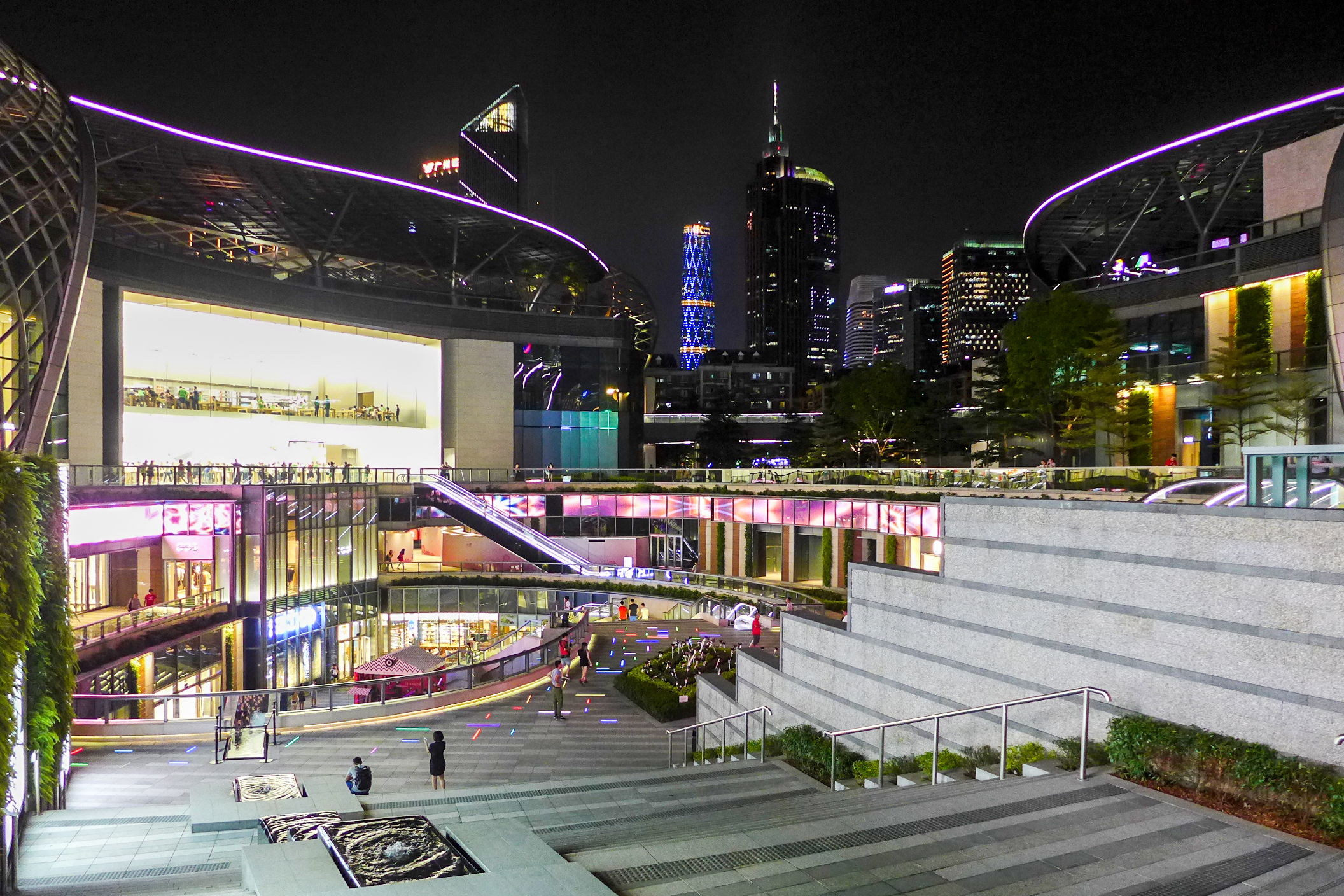
天环广场夜景

六朝时期的广州对外贸易已相当兴旺，外国海商“久停广州，往来求利”。隋唐时期广州对外贸易发展到顶峰，外国人数量一度达到全城人口的30%以上，成为当时中国对外贸易的核心。经过元朝的短暂沉寂后，明清两朝广州再次崛起，在清朝一口通商政策下成为当时中国唯一的对外口岸，成为具垄断地位的全国商业中心。上海开埠后，随着全国逐渐开放，广州逐渐失去对外贸易中心地位，但仍然是全国最重要的商业城市。
在韓戰後中华人民共和国被世界多國实行經濟封鎖及货物禁運的情况下，广州在1957年4月成功举办首屆中国出口商品交易会（“广交会”），拓展與東南亞貿易並爭取有關商人的支持，成为新中国通向世界大门的窗口；此后每年均举办春、秋两届，2007年开始更增加进口展区并更名为“中国进出口商品交易会”。现时每届展会均吸引来自全球210多个国家和地区逾20万客商，是共和國规模最大、时间最长、最成功的国际展会。截至2022年第130届，广交会累计出口成交约1.5万亿美元，累计到会境外采购商约900万人。隨着琶洲展館四期即將落成，展會能力将躍居世界第一。
改革开放後的广州百货业蓬勃发展，1980年代起友谊商店专门为港澳及外宾销售电器等入口商品，西湖路灯光夜市则是平民的热门去处。而地处沿江西路江边的南方大厦就成为华南地区规模最大的综合百货商店，更创立中國大陸第一家24小时便利店，和华夏百货形成人民南商圈，是上下九传统西部商圈的延伸，後者在1995年成立步行街。位于北京路的新大新公司和广州百货大厦业务亦蒸蒸日上，马路後来也辟为步行街。超级市场萬客隆及吉之島1996年在广州开设中國大陸第一家分店，随后香港7-Eleven、百佳超級市場、OK便利店等广州人熟悉的超市及便利店品牌陆续进入广州。因受交通压力及天河新区发展影响，90年代尾的人民南商圈开始衰落，成为电子服装批发集散地，城市商圈向东部新区转移。到21世纪，以天河城、天環廣場、正佳广场、太古汇、万菱汇为代表的天河路商圈，成为广州的中心商圈。

## 政治

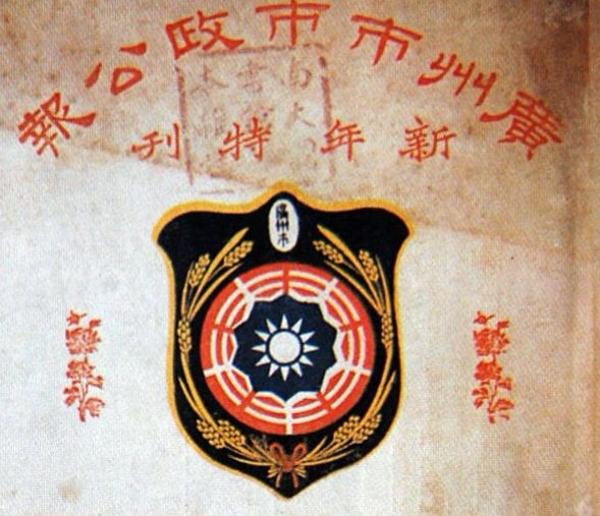
民國時期廣州市市徽為木棉花之形，最上方有廣州市名牌，底色為藍色，中華民國國徽居中，象徵國民革命；五「羊」字環繞，外圍有黃色稻穗環，取自五羊城典故

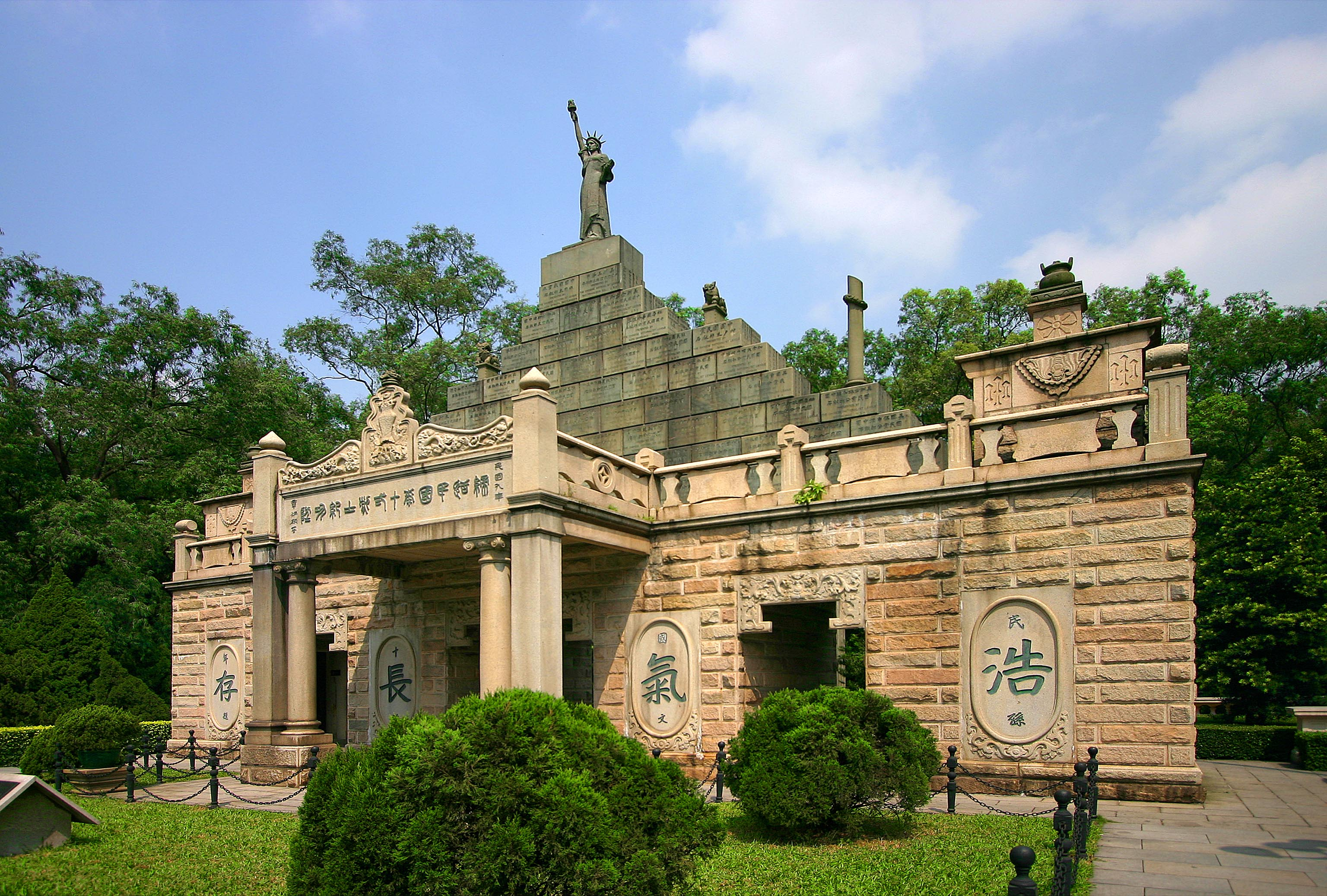
清末至中華民國初年，廣州曾發生眾多革命事件，所以先烈路葬有大量中國國民黨及國民革命軍先烈的墓園。圖為黃花崗七十二烈士墓

从古至今，广州基本上是岭南地区的政治中心。秦末为南越国都城，汉朝征服南越国后立番禺为南海郡治。汉末郡治迁至龙湾与古坝之间（今番禺沙湾附近）。三国时，吴国迁郡治回番禺，后又设为交州治所。交广分治后为广州治所。晋、南北朝沿用南海郡，番禺为郡治。隋文帝废南海郡，置广州总管府，后改为都督府。唐代分全国为十道，其中岭南道治所设在广州。862年，岭南分东、西二道，广州为岭南东道治。五代时期广州为南汉国国都。宋初复设岭南道（后改为广南东路），广州为治所。明朝广州为广州府城，由番禺县、南海县两县分管，亦为广东承宣布政使司驻地。清军占领中原后，南明绍武帝在广州建都，不久南明灭亡，清朝的广州成为广东省会、广州府城及番禺与南海县治。两广总督衙门、广东巡抚衙门、广东布政司、广东按察司都在广州南海縣界內。
清朝末期，广州爆发数次武装起义，均以失败告终，其中最大的为黄花岗起义。1911年10月武昌起义后，广东省独立，11月10日成立军政府。12月初，广东临时省议会成立，公布21岁以上广东籍人皆有选举权和被选举权，议会由120名议员组成，通过比例选举制产生。其中女性议员须占10名，开中国妇女参政先河。1913年4月，广东省议会成立，罗晓峰任议长:19。1918年10月，广州市市政公所成立。1921年2月广州正式设市，成立广州市政厅，孙科任市长:143。
1917年至1922年间，孙中山以及西南各省的国会代表两次在广州成立护法军政府。1925年孙中山逝世，同年7月广州国民政府成立，7月4日成立广州市市政府，实行市政委员会制，伍朝樞任市政委员会委员长。1929年，广州市实行市长制。
1949年10月14日中国人民解放军占领广州，28日成立广州市军事管理委员会，叶剑英任主席:169。目前广州市在中华人民共和国政治架构下实行人民代表大会制度，市政府在中共广州市委的领导下运作，政府驻地越秀区。广州市是广东省的省会，广东省人民政府驻地，中国人民解放军南部战区联合作战指挥中心亦駐紮該地。

### 地方首长
| 机构     | · 中国共产党 · 广州市委员会 | 广州市人民代表大会 常务委员会 | 广州市人民政府    | · 中国人民政治协商会议 · 广州市委员会 |
| 职务     | 书记                        | 主任                          | 市长              | 主席                                  |
| -------- | --------------------------- | ----------------------------- | ----------------- | ------------------------------------- |
| 姓名     | 郭永航                      | 王衍诗                        | 孙志洋            | 李贻伟                                |
| 民族     | 汉族                        | 汉族                          | 汉族              | 汉族                                  |
| 籍贯     | 山东省济南市济阳区          | 山东省阳谷县                  | 吉林省扶余市      | 山东省阳谷县                          |
| 出生日期 | 1965年10月（59歲）          | 1963年9月（61歲）             | 1974年5月（51歲） | 1965年11月（59歲）                    |
| 就任日期 | 2021年12月                  | 2022年1月                     | 2024年1月         | 2021年1月                             |

### 社會運動

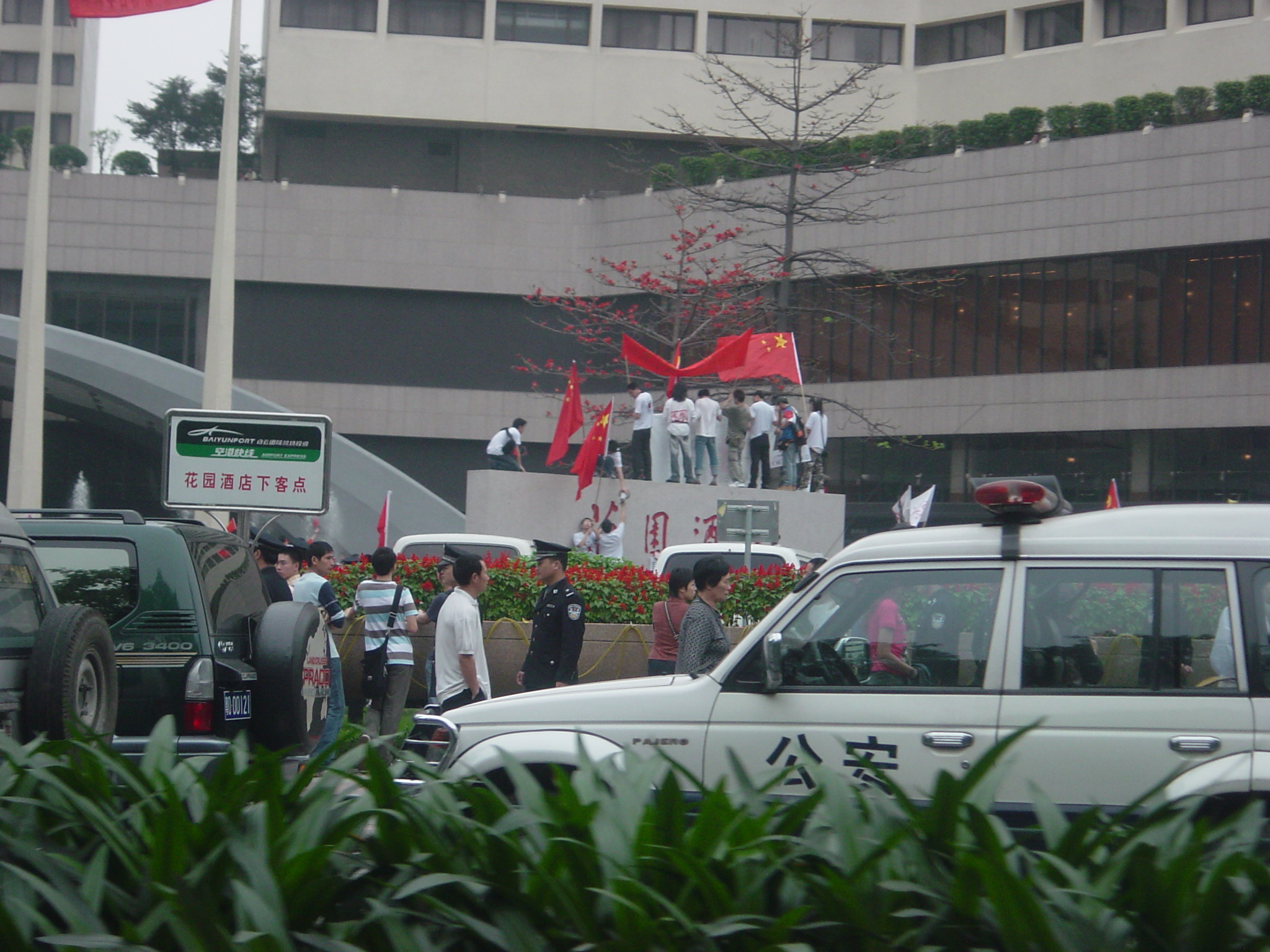
2005年中国反日示威活动，示威人士聚集在日本駐廣州总领事馆所在地——花园酒店门前，有公安在场戒备

作为近代革命发源地，广州自民國時期就是中国社会运动的中心，每次全国性社会运动都有广州民众的响应和参与。以广州为中心的大规模的社会运动，最早有1925年至1926年在广州和香港同时举办的省港大罷工。廣州市民在1989年發起活動，聲援天安門民主運動，数萬人聚集在海珠区主干道集會。6月4日發生六四事件後，廣州爆發大遊行、罷工、罷市，交通癱瘓，持續至6月5日。1999年的全国反美活動，有數十萬群眾、學生在市內游行示威，抗議北约轟炸中國駐南斯拉夫大使馆，同時駐廣州美國領事館也受到部分激進示威人士破壞。2005年的全国反日示威，也有數十萬人在主幹道游行，不過廣州封鎖消息，大學和中學也禁止學生游行。

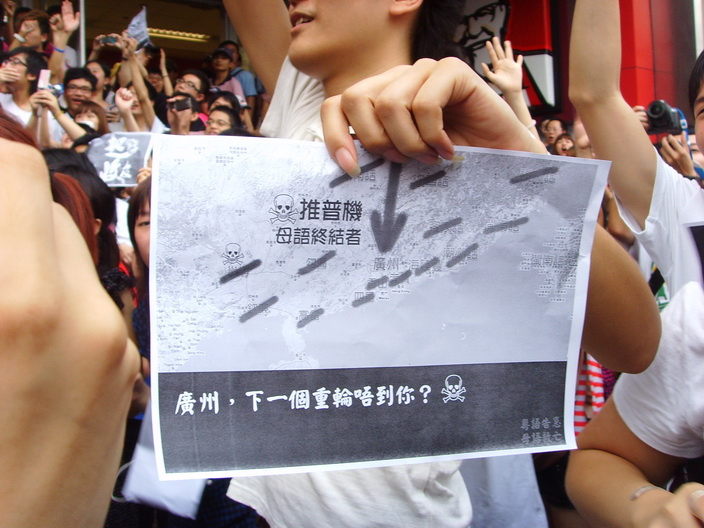
2010年7月25日广州“齐撑粤语大行动”现场

2010年7月逾千市民在地铁江南西站出口聚集举行2010年廣州撐粵語行動请愿活动，为广府文化发出自己的呼声。事后中國大陸傳媒封锁消息，广州亦屏蔽香港电视相关的新闻片段。而8月1日于广州人民公园的撐粵語集会被当局强力阻挠，民众被逼转移路线，当至北京路南段时被大量警察包围，集会人士被押送上大巴带离，在东山体育场等地接受问话。当局将活动定性为“非法集会”，出动大批公安阻止，扣查多名集會人員和记者。
2012年8月，随着日本政府购买钓鱼岛事件不断发酵，反日游行示威在中国各地爆发，包括广州，但其中一部分演变为恶意破坏事件，包括任意打砸其他市民的日本产汽车等恶劣行为。
由於中國大陸信访制度允许民众直接到上级政府部门表达诉求，广东省人民政府在东风中路的正门就经常有本省不同地方的请願人士到来希望得到省政府帮助。2014年初较为重大的请願群体，有禽流感期间因强行关停街市而蒙受损失的省内家禽业者，还有反对石化项目在茂名落地的在穗茂名青年。

### 市政工程

#### 创卫及创文
广州市自1990年开始参与“创建全国卫生城市”（简称“创卫”），于2008年成功取得该“称号”。1998年开始“创建全国文明城市”（简称“创文”），2011年成功。“创卫”期间，广州市区的卫生情况有显著改善，如清理城区卫生死角、城中村、污水处理和食品安全管理等方面。相关负责官员称“创卫”工作只有起点、没有终点，“创文”是“民心工程”。本地传媒《南方都市报》就曾質疑及批評此類工程花費巨额公共财政，屬形式主义和行為扰民等；两项工程历年来共花费的公共财政数以十亿计，难以细算。

#### 亚运相關工程

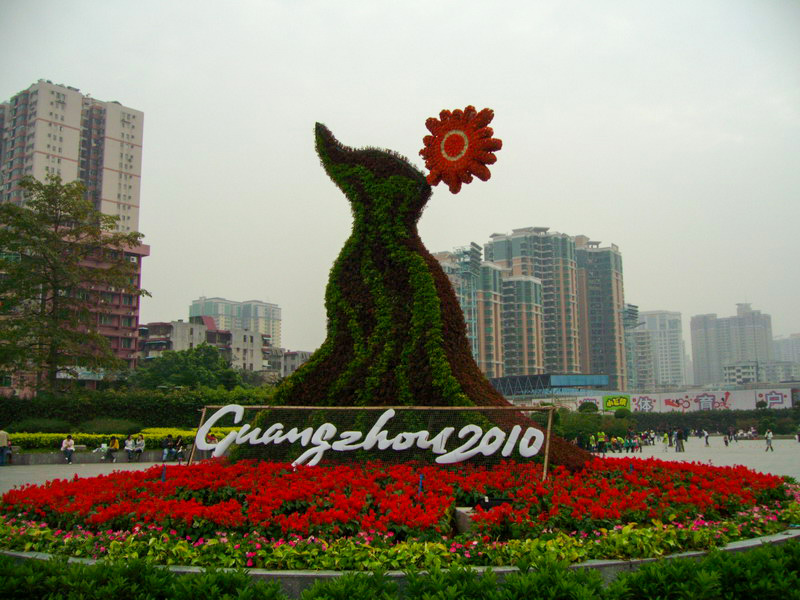
廣州英雄廣場的亞運會會徽花壇

位于广州新城的亚运村主体工程于2008年5月全面动工、2010年8月建成，总用地达到110.9公顷，总投资超过41亿元。在广州亚运来临之际，广州市政府于2010年之前完成大量城市规划工程，当中包括主干道“四位一体”综合整治、老城区迎亚运环境整治、社区雨污分流改造、场馆周边和重点区域整治和迎亚运绿化改造专项等，完成多条道路升级改造，并为大部分临街骑楼及历史建筑翻新及居民楼房顶店铺门面整饰，体现城市特色。但这些亚运工程亦引起不少争议。这期间有多条完好的马路被翻新，市政协委员韩志鹏就曾质疑越华路在半年里开挖六次、换了五次地砖。除此之外，临街骑楼与历史建筑时破坏原本但历史与艺术感；而临街几千座大厦公寓统一装修时，不少窃贼通过腳手架进入上百户居民家盗窃。

#### 微改造
2016年，广州市印发实施《广州市城市更新办法》，提出微改造的城市更新模式。随后，市政府开始推进老旧小区微改造项目，首先改造的，是1980年以前建成的老旧小区及位于广州城区核心的229个老旧小区。。广州市对基础设施、市政设施、街道外立面及公共环境实行改造，提升街区的品质。有的社区将闲置工地改造为小广场、小公园。有的历史文化街区改造项目成立了“微改造建设委员会”，经由设计师出方案，居民提出意见，设计师加以修改，最终形成微改造定制方案。有的街区成立了“共同缔造工作坊”，由居民、高校专家、艺术家和设计团队组成。截至2021年8月底，广州市的521个项目（667个小区）已完成改造。不过，有些微改造存在缺乏后续维护，设计不实用的问题。

## 社会

### 人口
| 区划名称 | 常住人口      | 常住人口   | 常住人口           | 常住人口            | 户籍人口 （万人） |
| 区划名称 | 总计 （万人） | 比重 （%） | 城镇人口 比重（%） | 每平方公里 人口密度 | 户籍人口 （万人） |
| -------- | ------------- | ---------- | ------------------ | ------------------- | ----------------- |
| 广州市   | 1882.70       | 100.00     | 86.76              | 2,530               | 1056.61           |
| 荔湾区   | 113.30        | 6.01       | 100.00             | 19,113              | 80.48             |
| 越秀区   | 96.00         | 5.58       | 100.00             | 31,036              | 117.01            |
| 海珠区   | 176.83        | 9.68       | 100.00             | 20,153              | 110.98            |
| 天河区   | 223.80        | 11.90      | 100.00             | 16,295              | 109.36            |
| 白云区   | 366.68        | 19.61      | 81.41              | 4,636               | 122.89            |
| 黄埔区   | 122.21        | 6.37       | 94.37              | 2,474               | 70.44             |
| 番禺区   | 282.29        | 14.98      | 90.81              | 5,318               | 120.52            |
| 花都区   | 172.87        | 9.09       | 70.82              | 1,762               | 90.54             |
| 南沙区   | 96.79         | 4.79       | 75.02              | 1,149               | 56.32             |
| 从化区   | 73.26         | 3.87       | 53.89              | 368                 | 66.33             |
| 增城区   | 158.67        | 8.13       | 74.81              | 946                 | 111.74            |

2021年末，广州市常住人口1881.06万人，城镇化率为86.46%。年末户籍人口1011.53万人，城镇化率为80.81%，市区常住人口1112.6万人，外来人口占总数46.2%。广州是中国人口密度较高的城市之一，人口多数集中在旧城区，中心四区（越秀、荔湾、天河、海珠）平均常住人口密度达到每平方公里19456人。人口密度最高的越秀区则达到每平方公里31,036人，为人口密度最低的从化区的80倍以上。
广州市的年出生率自2001年来一直在9.6‰以下，自然增长率在4.3‰以下。市民预期寿命81.34岁，高出全国平均水平。同时人口老龄化问题亦日益突出。截止2018年底，60岁以上的老年人口达到169.27万，占全市总人口的18.25%，其中旧城区的老年人口比例最高，已超过25%；而2020年老年人口已超过200万。2010年全国第六次人口普查显示，广州市民男性较女性为多，2010年末男女性别比为109.46，男性比女性多出573,694人。其中，0至14岁年龄段性别比例失调现象严重，达到115.62，预示未来广州性别比例差距有扩大的趋势。
广州市人口以汉族为主，占常住人口的98.3%左右，常住少数民族人口21.29万人，分属55个少数民族，其中人口较多的有壮、土家、苗、瑶、回、满、侗、蒙古、布依族等9个民族。广州市高速發展的經濟與高就業機會吸引大量外地人口前來，在2018年外地人口就达到全市人口50%，如何妥善做好城市管理工作是市政府的艱巨任務。

#### 外地人口
廣州市作為大城市，有大量外地人士湧入廣州工作，但「本地人」与「外地人」存在部分矛盾，同時亦造成一系列社會問題。2014年，广东省政府出台文件，明确要求控制广州、深圳特大城市的人口规模。
2018年统计数据表明，广州户籍人口为912万人，而广州登记在册流动人口967.3万人，广州流动人口已经反超户籍人口。青壮年占绝大部分，20-50岁占85%，大专以上学历占12%。其中白云区、番禺区、天河区的流动人口超过百万。番禺区登记在册流动人士就有111.7万人，流动人士户籍地涉及30个省、自治区、直辖市。就性别比例看，男性稍多，占总数53.5%。2019年农民工占广州流动人口比例达到70％，大部分是男农民工。

#### 外籍人口

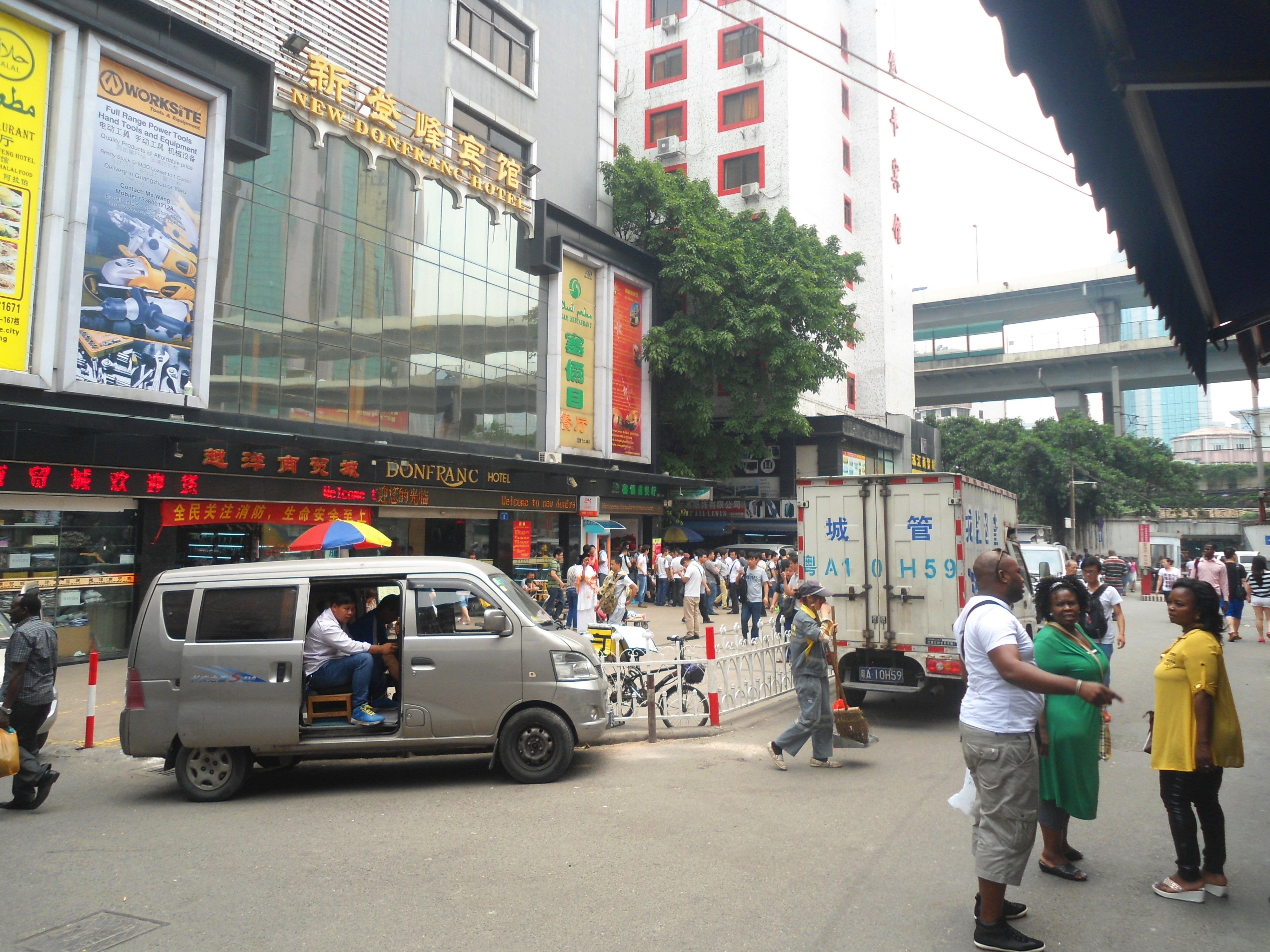
被称为“广州黑人街”的宝汉直街

广州是中国最主要的对外开放城市之一，作為對外貿易的窗口，再加上靠近香港和澳门的原因，来自北美、日韩、欧洲、中东、非洲等地区的外籍人士众多。而在这其中又是以非洲裔黑人居多，因此廣州被獲譽为第三世界的“首都”。其主要聚居于環市東路、淘金坑、建设新村一带以及天河区以天河北路为中心一带大厦外企办事处；番禺区的某些楼盘，如祈福新村、丽江花园等亦有较多外国人。
广州市公安局出入境管理支队2019年统计显示，在广州登记居住的外籍人士为8.3万人，其中临时居住的2.3万人，常住半年以上的为6万人，日韩、欧美国家人员占大多数，有13,000多名登記的是来自非洲的外籍人士；约1万人来自阿拉伯国家和地区，虽无大规模定居，但常出现于小北－登峰一带的商业区貿易；棠景街也有较多韩国人。2019年，出入广州口岸外国人290余万人次，其中有35万人次来自非洲国家，大部分为同一人反复出入境，多数是由于签证允许逗留时间较短或商务需求，而非移民。近年來廣州的治安問題時有涉及到廣州黑人，引起廣州民間的不滿。而针对于因大量外籍人士入境广州所造成的“三非”（非法入境、非法居留、非法就业）问题，广州公安机关内部建立了四支执法服务队伍来處理此事；2008年起，广州于居住超过200名外国人的社区建立“外国人管理服务工作站”，以应对“三非”外国人问题。

### 语言
长久以来，广州绝大部分地方通行的语言主要为广州话，基本上属于粤语广府片。廣州城主要有西關和東山口音，而建置屬於外郊的從化、花縣、番禺等的粵語也各具特點。因此广州也就形成以粵語为载体的包括粵劇、粵曲、南音、咸水歌等在内的“粤语文化”。廣州話中除粵語中所含的詞語之外，還吸收不少潮州話及客家話的詞語，例如「口渴」讀成「口涸」。广州由于历史原因，大量词汇亦受到英语影响。花都区、增城区、从化区部分人口及白云区小部分人口通行客家话，白云区亦有个别居民点讲潮汕话。
随着中国大陆改革开放，大量市外及广东省外的人口急剧涌入。因省、市籍族群不同，所操语言種類眾多，以及年輕人長期受普通話作教學媒介及推广普通話之影響，目前广州在语言交流上整體上粵語和普通话為主；因此在许多大型公众场合，普通话为主导语言。有部分场合会加上粤语或英语广播，而族群内部仍多用自己的語言交流，部分外来人口为融合当地文化会以粤语与当地人交流。虽然21世纪初以来配合行政手段的人口結構和語言環境變化，使普通話逐漸衝擊粵語的強勢地位，但受到本土文化以及香港地緣的支撐、以及廣州民间近年来发起检讨推广普通话的政策以着手保护粤语，使粵語在当地仍有一定的地位。2016年起廣州一帶出現多個粵語網絡及综艺節目和網絡歌手，使粤语的关注度再度提高。

### 教育

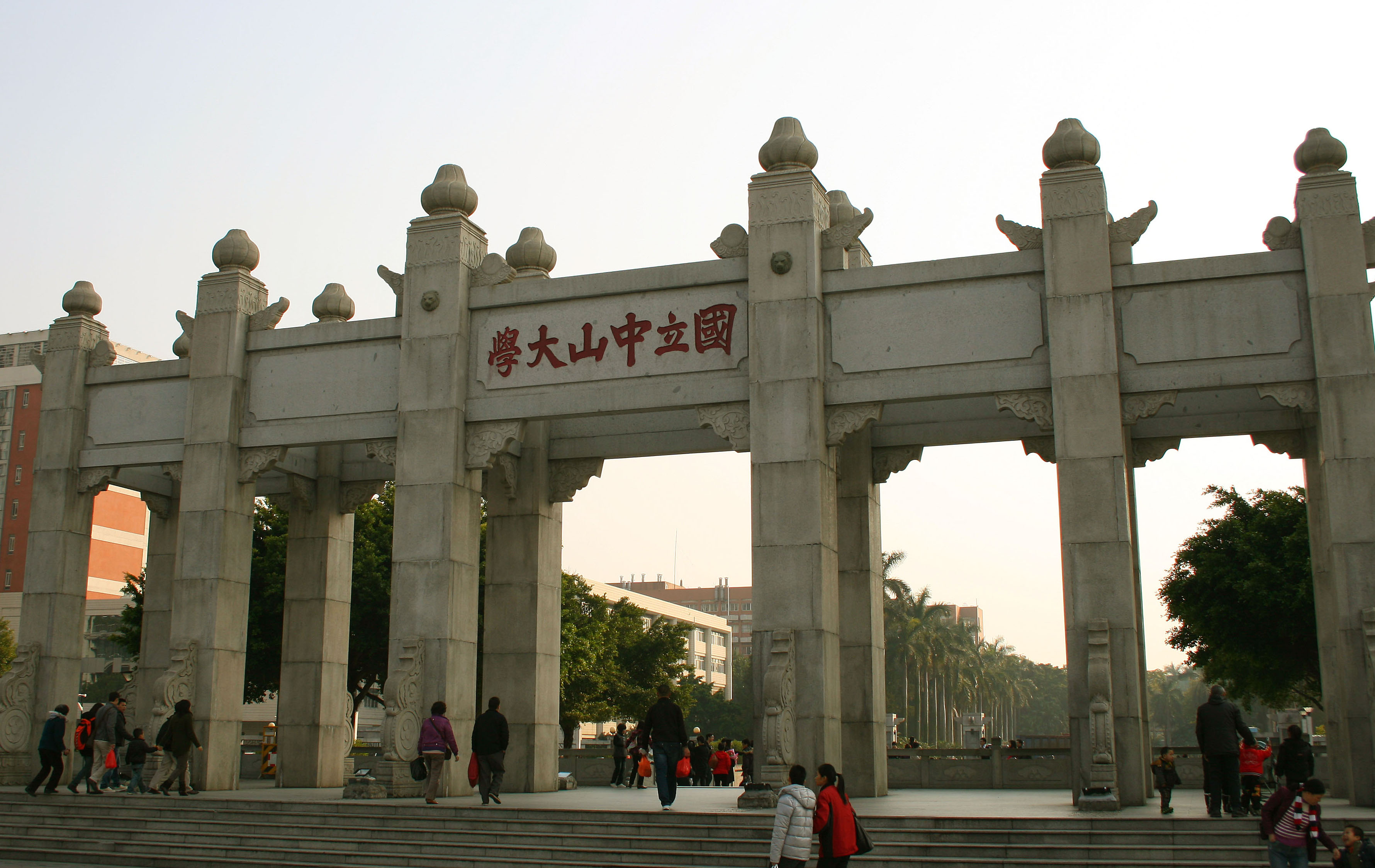
中山大学南校区北门牌坊

廣州教育歷史始於西漢末年。三國時期，騎都尉虞翻曾在番禺虞苑辦學。宋朝設有番山書院。清朝時，設有府學宮，為廣州最高學府，另設有縣學宮番禺學宮與南海學宮。除此之外，民間自行籌辦義學與社學。清末年間，力圖改革風氣日盛，洋務派於同治三年在廣州開設同文館，以培養翻譯人才，大量教會學校也在此時成立，並在後來成立港澳分校，分別是培正、培道、培英、協和、真光。康有為在光緒年間開辦萬木草堂，以教授新學。當時書院林立，著名的有粵秀書院、越華書院、圣心书院、羊城書院、学海堂、菊坡精舍、應元書院、廣雅書院等。
广州是中国高等教育比较发达的城市。早在1866年，广州就有了中国的第一所西医教育机构——博济医学堂；在1888年也有了格致书院，后成为民国时期13所中国基督教大学之一的岭南大学。1924年，孙中山在广州创立了国立广东大学（后更名为国立中山大学）和陆军军官学校（即黄埔军校），分别培育国家建设、国民革命专门之政治和军事人才，对中华民国历史具有深远影响，享有“文校中大，武校黄埔”的美誉。除此之外，勷勤大学、光华医学院、广东国民大学、广东工业专门学校等院校在民国时期亦有着重大影响力。
1949年后，解放军广州市军事管制委员会陆续接管所有的学校的校舍或组织，陆续合并或撤销教会学校，其中部分学校迁至澳门、香港等地，部分公立和私立学校也在1950年代院校调整时期进行调整及撤并。在现代，广州等高等教育依然发达。广州高等教育人口共有288万，占人口比例约20%；全市共有高等院校40余所，是岭南地区高校最密集的城市之一。广州的全国著名学府有中山大学、华南理工大学、暨南大学、华南师范大学、华南农业大学、南方医科大学、广州大学、广东工业大学、广东外语外贸大学等，当局以巨资兴建的广州大学城也在2004年投入使用。广州有10所市属高等院校，其中两所本科院校分别是广州大学和广州医科大学。

### 体育

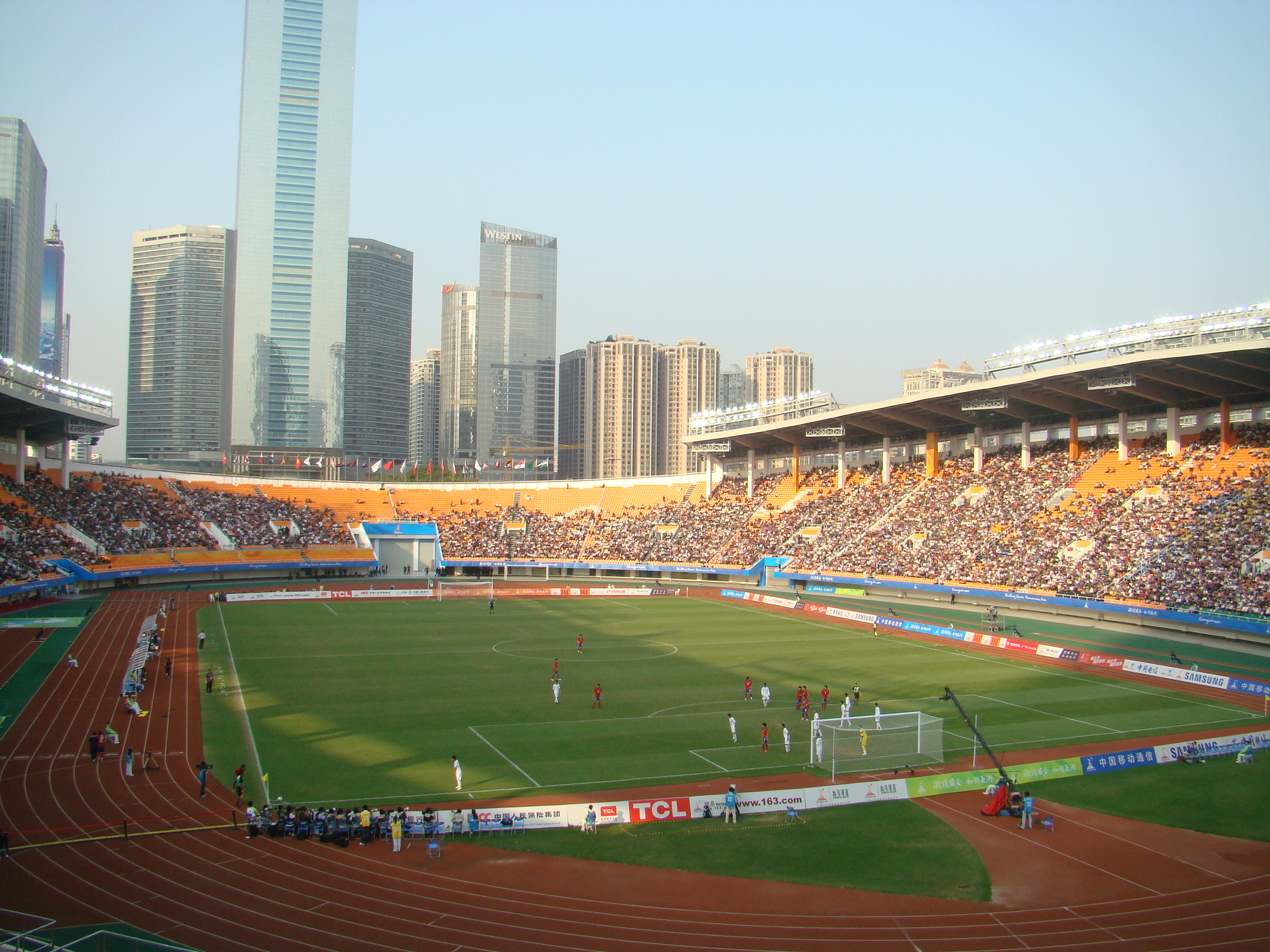
天河体育中心

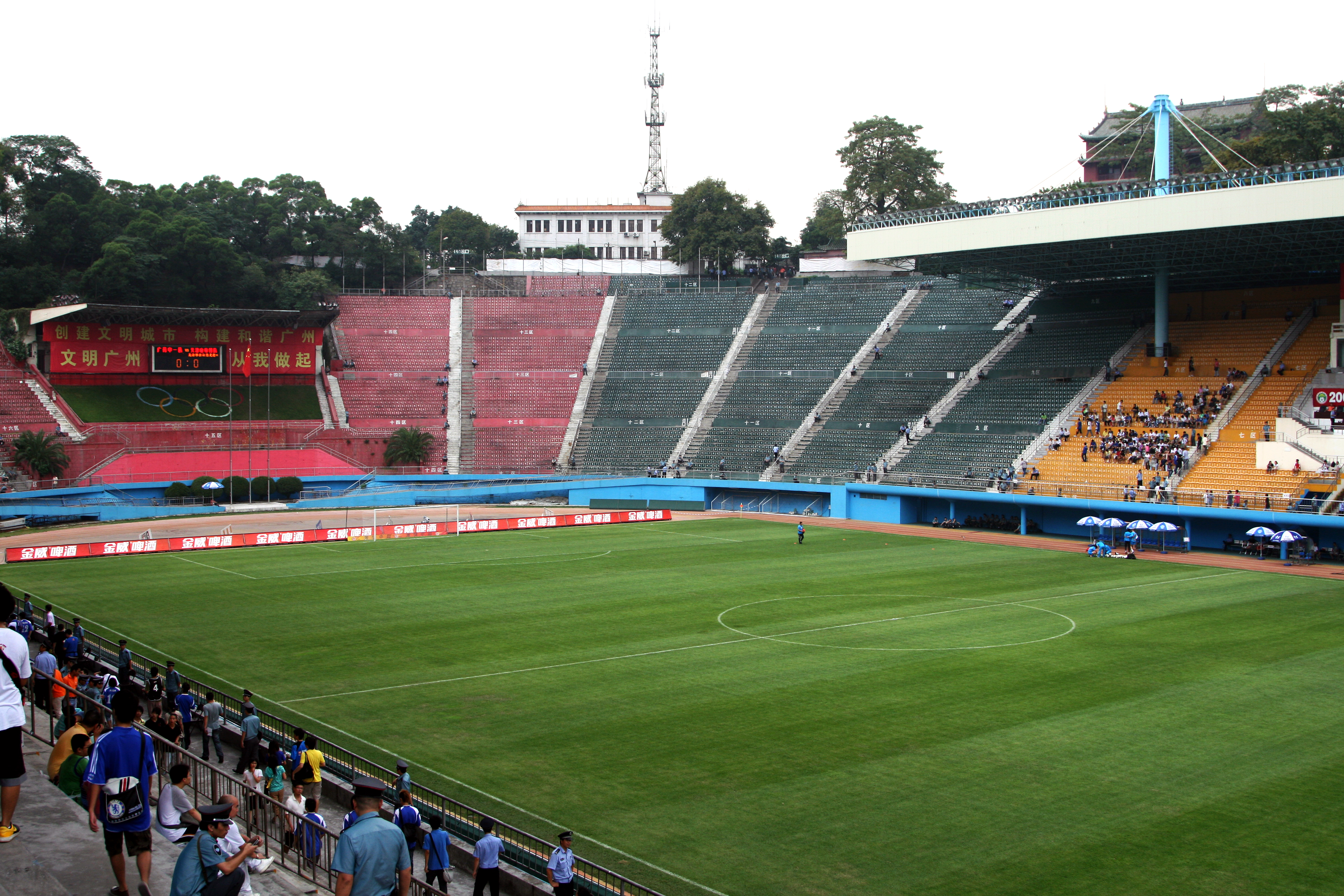
广东广州豹足球俱乐部主场：越秀山体育场

广州地区体育运动源远流长，是中国较早发展近代体育的地方。广州每年都会举办广州马拉松、广州国际龙舟邀请赛、横渡珠江和“市长杯”系列赛等覆盖各年龄段的大小赛事。广州还曾举办过1987年第六届和2001年第九届全国运动会、1991年第一届女子世界杯足球赛、2007年第八届全国少数民族传统体育运动会、第十六届亚洲（夏季）运动会和第一屆亞洲殘疾人運動會等大型体育赛事。体育场馆主要有越秀山体育场、天河体育场、广东奥林匹克体育中心、大灣區文化體育中心、广州足球公园、广东省人民体育场、广州大学城体育中心、花都體育中心、黄埔体育场、增城体育场、英东体育场、廣州市工人體育場、燕子岗体育场、宝岗体育场、越秀區東山體育場等。
| 运动项目             | 所属联赛                 | 等级 | 队名         | 主场               |
| -------------------- | ------------------------ | ---- | ------------ | ------------------ |
| 足球                 | 中国足球甲级联赛         | 次級 | 广东广州豹   | 越秀山体育场       |
| 足球                 | 中国足球乙级联赛         | 三級 | 广东铭途     | 花都體育中心       |
| 足球                 | 中国足球乙级联赛         | 三級 | 广州蒲公英   | 增城体育场         |
| 篮球                 | 中国男子篮球职业联赛     | 顶级 | 广州朗肽海本 | 天河体育馆         |
| 排球                 | 中国排球联赛             | 顶级 | 恒大女排     | 广州体育学院体育馆 |
| 棒球                 | 中国棒球联赛             | 顶级 | 广东猎豹     | 天河体育中心棒球场 |
| 羽毛球               | 中国羽毛球俱乐部超级联赛 | 顶级 | 广东粤羽     | 天河体育中心       |
| 电子竞技（守望先锋） | 守望先锋联赛             | 顶级 | 广州冲锋     | 天河体育中心       |

广州市羽毛球队是全国知名强队，从1978年起就获得单独组队参加全国比赛的资格。在足球方面，广州足球俱乐部（2010-2014年广州恒大足球俱乐部，2014-2020年广州恒大淘宝足球俱乐部）在2011年中国足球超级联赛首次为广州队夺得全国規模的足球比赛冠军，并在之后连续6年，9年8次获得冠军（2011-2017年、2019年）；除此之外还夺得2012年、2016年、2017年、2018年中国足协超级杯冠军，2013年、2015年亚冠联赛冠军以及2013年、2015年世界俱乐部杯殿军。

### 医疗卫生

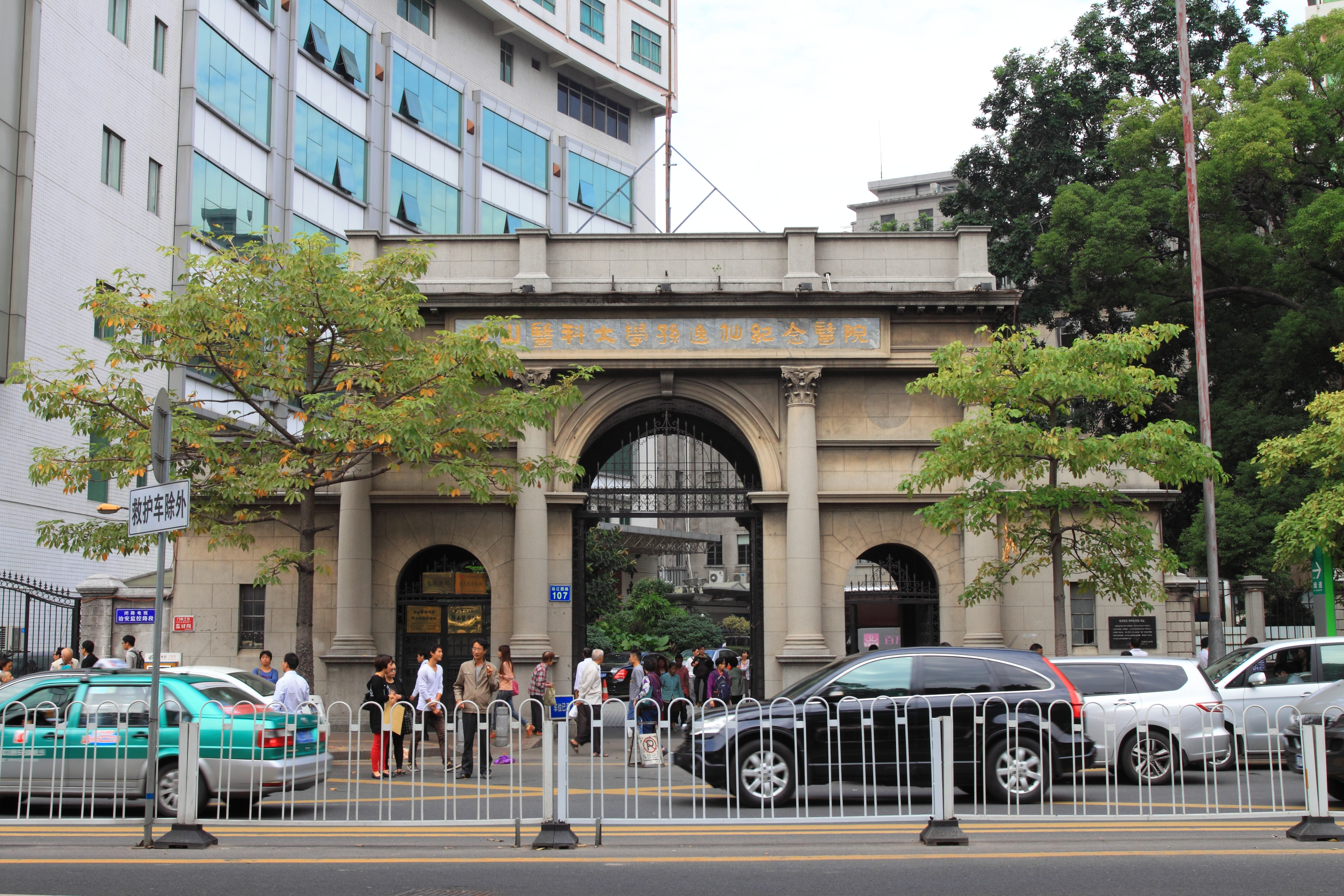
孙逸仙纪念医院的前身是中国大陆最早的西医医院

广州是中国大陆医疗卫生水平較为发达的城市，市內醫院、社区卫生服务中心、保健院、疾病預防控制中心為市民提供各種醫療服務，與廣州市內的多間醫科院校和藥廠共同構成完整的醫療體系，经常收治广东省内其他医院送至的危重病人。2020年全市共有38家三级甲等医院，专业分工较为全面。其中孙逸仙纪念医院的前身眼科医局建立于1835年，是中国最早的西医医院。作为中国中心城市，廣州市的醫療保險便民服務已覆蓋全市。
製藥業在廣州同样發達，陳李濟是中国现存历史最久的制药厂。而王老吉、敬修堂、潘高壽、何濟公是家喻戶曉的老字號品牌，現統一由廣藥集團管理。

### 宗教

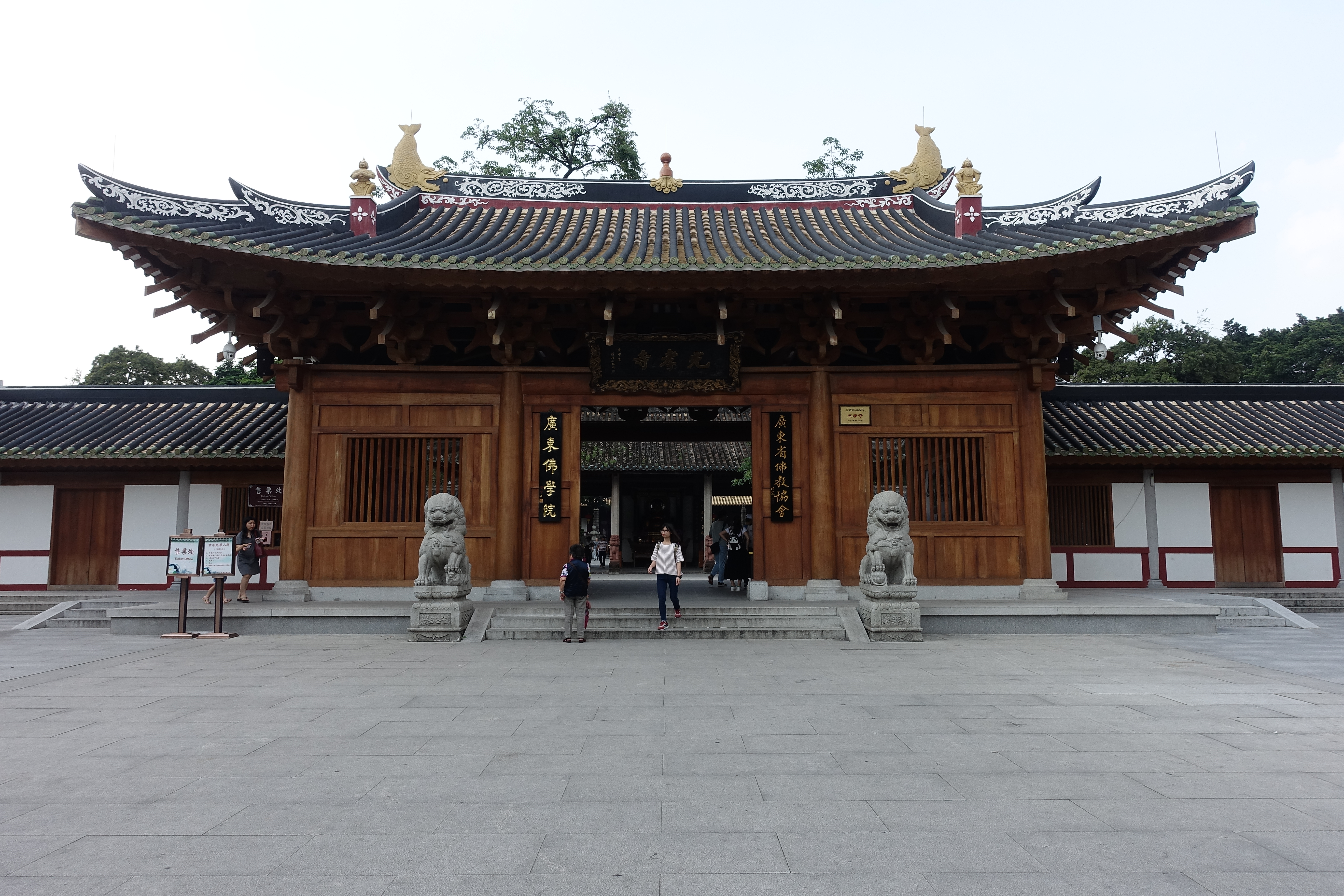
光孝寺是广州年代最古、规模最大的佛教名刹

廣州的宗教歷史源遠流長，漢傳佛教（於255年傳入）、道教（於306年傳入）、伊斯蘭教（於唐初傳入）、天主教（於明末傳入）、基督新教（於清初傳入）五大宗教一應俱全；截至2020年末，經由广州市人民政府批准、依法登記及允許開放的宗教活動場所已達82處，其中佛教23处、道教10处、伊斯兰教4处、天主教7处和基督教38处。由於廣州本具外貿港口之地位，除道教属中國本土宗教之外，其餘均由外國传入，包括隨商而來的祆教（瑣羅亞斯德教）。
广州五大宗教近10间重点寺观教堂均分布于广州旧中轴线上，显示出宗教文化与广州历史文化相互交融的独特人文景观。2020年，广州市有信教群众90余万人，其中佛教徒约56万人，道教徒约20万人，伊斯兰教徒8万人，天主教基督徒约2.9万人，新教基督徒6.7万人，外国人信徒约5万人。经宗教团体认定的专门从事宗教职业的人员（宗教教职人员），包括比丘、比丘尼、道士、阿訇、牧师、神父、修女等共450人。

### 传媒

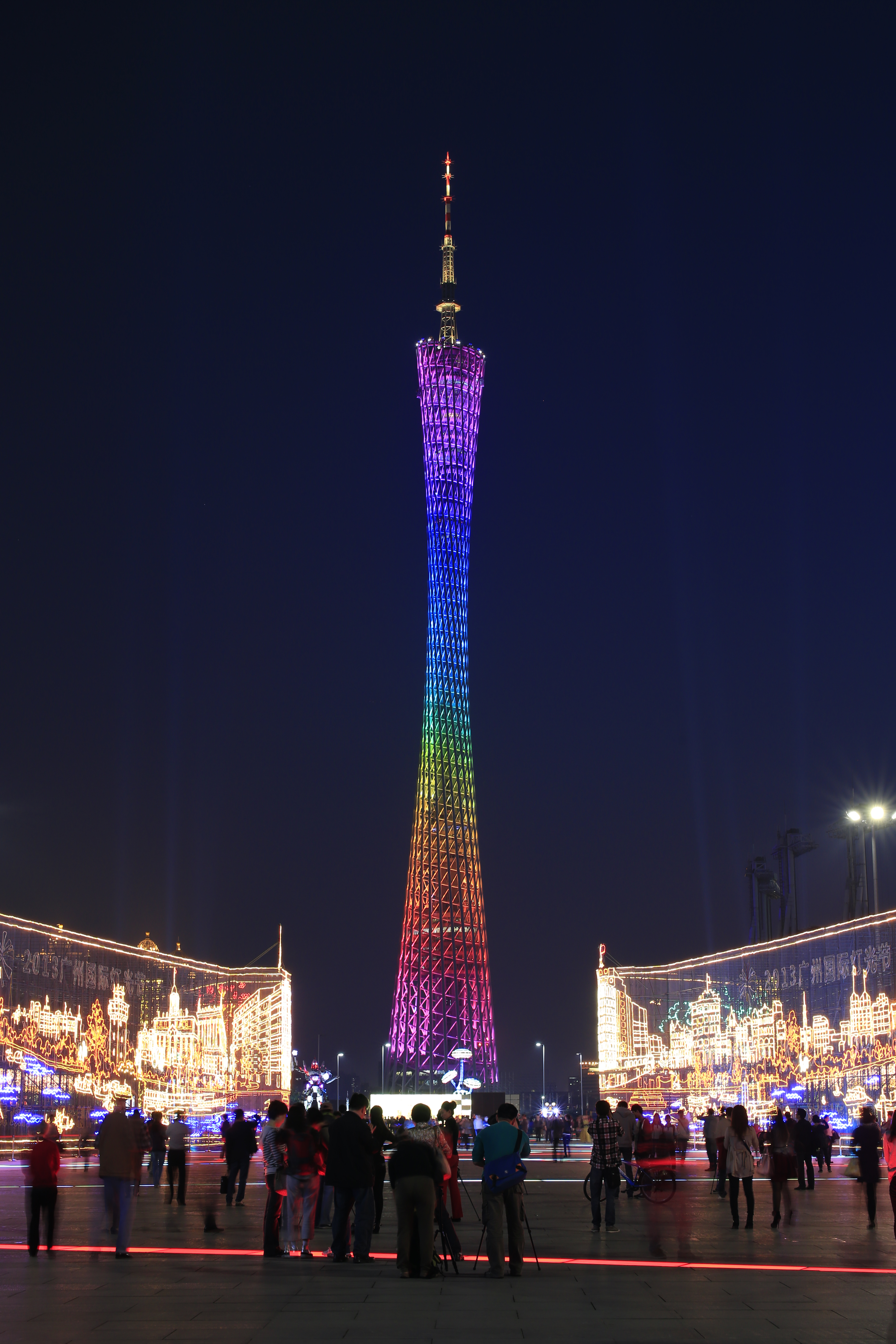
2010年竣工使用的广州塔為世界第二高塔

廣州的言論比中國大陆其他地區較開放。從理论上来说，廣州的傳媒與中國大陆其他傳媒一樣，受到中國共產黨的监管与审查。但在实际操作上，广州傳媒比其他城市的傳媒更为灵活，亦即“打擦边球”。相对开放的言论，使得广州傳媒与其制造的话题时常成为全国关注的对象，也多次引发大规模讨论。且广州的本土方言节目分布广泛，基本上大多数频道都有使用粤语广播和主持節目。
广州的广播事业可追溯至1929年5月启播的广州特别市无线电播音台，而广东电视台的前身广州电视台就在1959年启播。现今广州的广播电视机构有省属的广东广播电视台（含原广东电视台、南方电视台和广东电台）和市属的广州广播电视台，其大多数频道使用粤语广播，近年来普通话节目比例也在增加。广东电台旗下的珠江经济台是全国首家经济广播电台；南方台旗下的经济频道前身广东经济电视台是中国大陆首家商业电视媒体，南方衛視更是中国大陆唯一获国家广电总局批准上星的粤语电视频道。广州市各电视台的综合频道在晚上七点到九点的黄金时段主要以社会新闻、民生类节目为主，与国内其他电视台在该时段密集播放综艺、娱乐、连续剧等节目相比，予人“更具社会责任”的感觉。广州共有广州有線和廣東有線2间有线电视公司使用数字电视形式传送节目。两司在2007年起開始由模擬电视逐步地轉向数字电视，并在2010年起逐步推广高清电视服务。广州的有线电视还提供部分经过滤审查的境外电视频道，包括香港无线电视旗下的免费电视频道翡翠台和明珠台，以及卫星电视频道凤凰卫视中文台、澳亚卫视中文台。
广州是中国大陆报刊发行較发达的城市，有广州日报报业集团、羊城晚报报业集团和南方报业传媒集团三大报业集团，三大集团之间多有商业竞争和观点争鸣。《广州日报》、《羊城晚报》和《南方都市报》的日发行量都超过100万份，此外还有《南方日报》、《新快報》、《信息时报》等报纸每日发行。曾于广州各地铁站免费派发的《羊城地铁报》是中国大陆第一份免费地铁日报，惟该报于2018年12月休刊。除报纸外，广州还发行多份周报，其中包括得到中國大陸民众认可、具备全国影响力的《南方周末》，2009年美国总统奥巴马访华期间更接受《南周》的独家专访，而2013年的《南周》新年特刊被删改事件曾引发国际传媒广泛报道。广州的杂志也有较高的知名度，《南风窗》、《新周刊》、《南方人物周刊》、《南都周刊》等时政社会类杂志被不少中國大陸居民认可，具有全国影响力。

## 建筑
秦汉时广州就是岭南政治、经济和文化的中心，筑城和建造宫室的技术早有发展。明代后期到清代，西方近代文化逐渐传入，由于广州在对外贸易中长期是唯一对外通商港口，以及周边的澳门、香港先后为葡、英所租占，使广州成为西方建筑文化最早传入中国的城市。鸦片战争后，沙面租界的出现使广州有成片西方风格的建筑。在19世紀以來，城市建造經歷西洋建築風格的傳入、傳統建築復興及現代主義建築風潮等時代，令當地建築呈現融合本土特色、傳統中國建築體系主題特色和西方建築特色的面貌。

### 传统和近代建筑

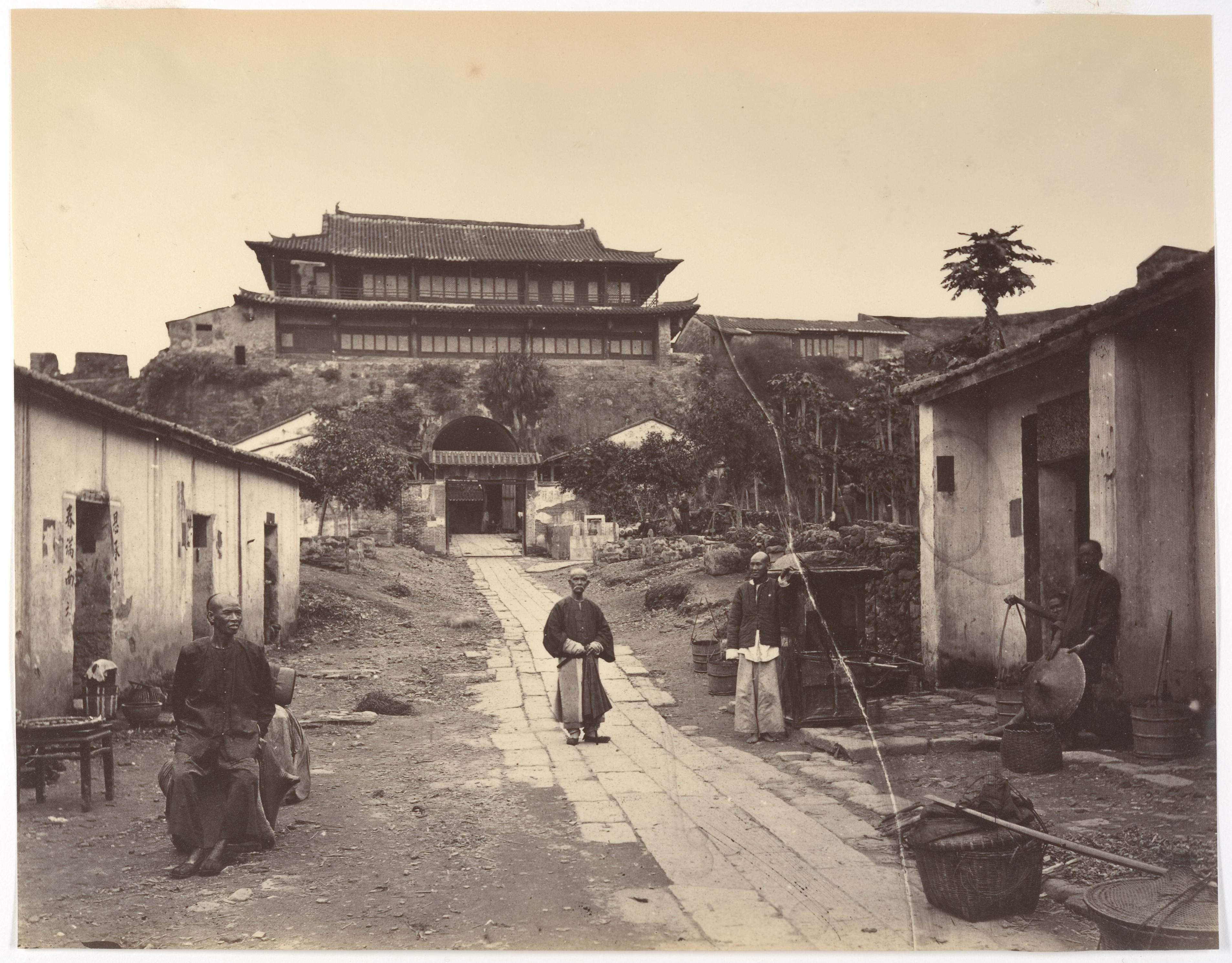
历史上的广州大北门

广州在明清时期，曾有18座城门，主要分布在今越秀区。1920年广州大举开路时全部清拆，现时只剩下西门口等遗址，而由城门衍生出来的地名如大东门、西门口、小北路（小北门）等仍然使用至今。近年来虽然政府不断修葺和保护传统建筑，如修复五仙观、广州城隍庙等，但部分文物建築仍然受到強拆和破坏。在2009年，开发商强拆东山新河浦保护区内的小洋楼，在文化及建筑专家联名上书至市长后才被紧急叫停。

#### 骑楼

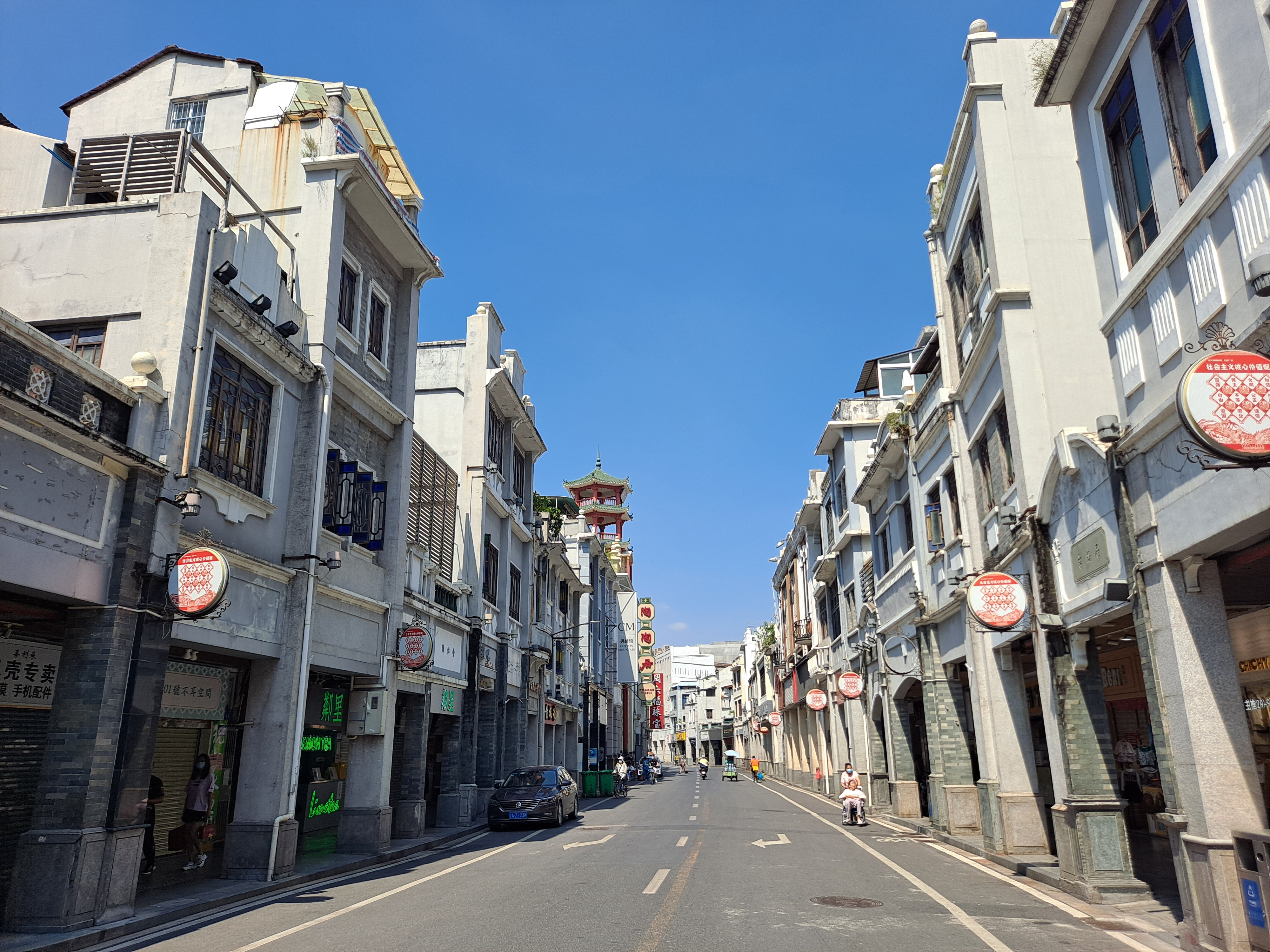
上下九路的骑楼

骑楼是岭南一带常见的建筑形式，广州骑楼的大规模建造始于20世纪20年代，在民国11年（1922年）《广州市内不准建筑骑楼之马路表》和民国19年（1930年）《取缔建筑章程》的引导下形成持续到现今的格局。20世纪90年代时期，当局先后清拆中山路、宝华路、解放路和六二三路一帶的骑楼，造成历史建筑的破坏，主干道上大部分老字号亦被迫结业。到21世纪，当局开始限制骑楼街区的拆迁，在《广州市历史文化名城保护规划》里，保护骑楼街区便占据相当大的篇幅。惟部分騎樓，如恩宁路、北京南路、一德路、万福路等地的騎樓，在舊區重建和地鐵工程當中仍面臨遷拆危機，其去留亦引發社會上激烈的討論。2021年，當局擬出台新政，在老城区范围内，严格控制大规模拆除，也加強包括騎樓在內老建築的翻新、維護等支持力度。像恩寧路（永慶坊）一帶騎樓，在政府投資改造工程下獲得系統化維護和翻新。

#### 书院

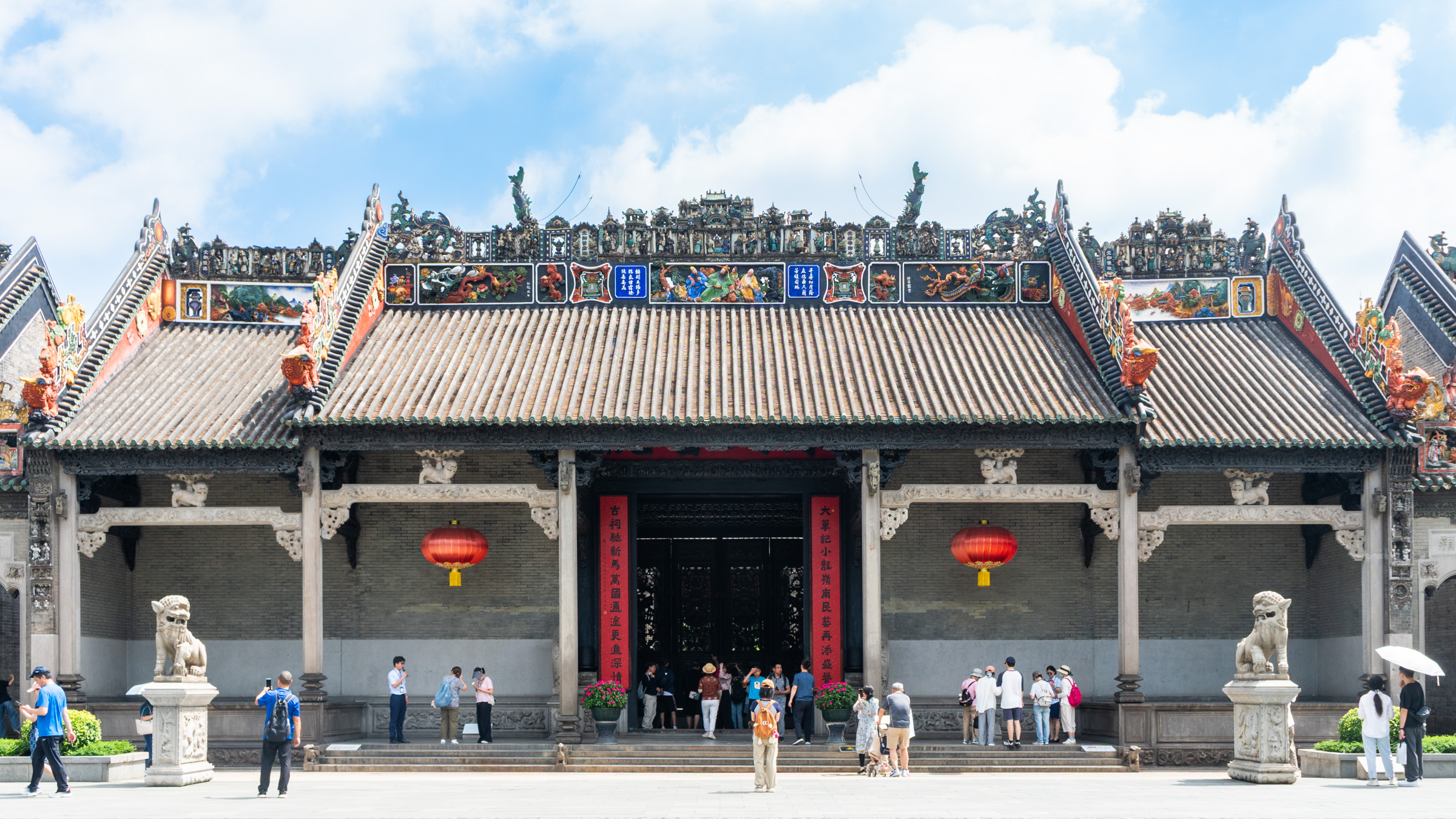
陈家祠

北京街曾矗立自清末以來中国最大古书院群。大小马站古书院群，分布于北京路西边的大小马站、流水井街巷两侧约20,000平方米的范围内，早年曾保留书院12间，现存书院6间。其中小马站西侧3间（曾家祠、濂溪书院和见大书院）；流水井两侧3间（西侧庐江书院、考亭书院，东侧冠英家塾）。由于广州书院多数已经日久失修，部分已经相当破落，广州市政府计划拨资修缮书院。在广州，较有代表性的书院祠堂建築是陈家祠。

#### 西关大屋

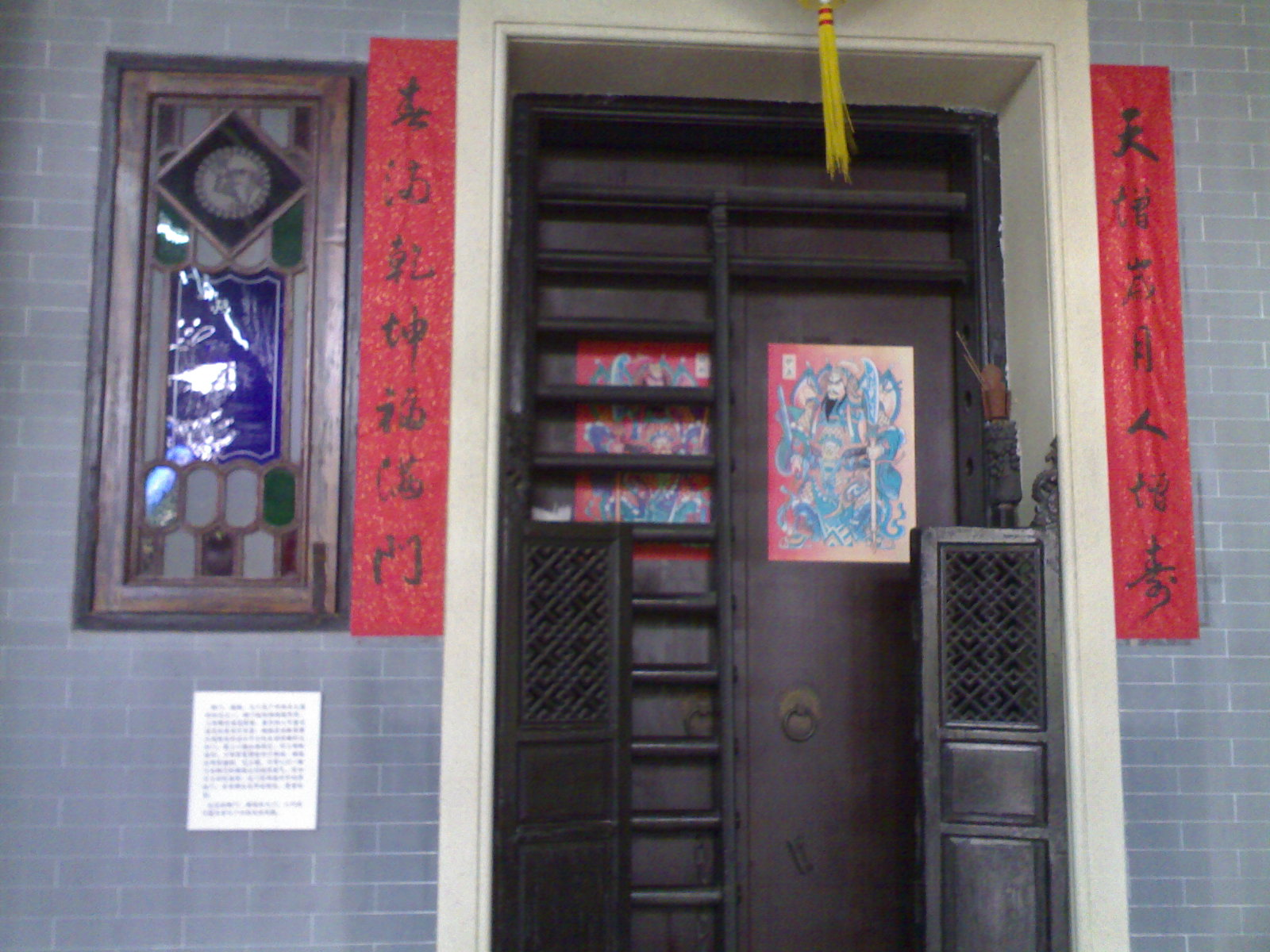
西关大屋的三道大门，其中最有特色的当属第二道趟栊门

西关大屋位于旧城区西关一带，主要由清代豪门富商兴建的富有岭南特色的传统民居，俗称“古老大屋”。西关大屋因各种原因，日久失修，多数已经相当破落。随着旧城改造，越来越多的旧楼被发展商清拆，即使有数十年历史的西关大屋也不能幸免。现时龙津西路、逢源路一带比较集中的典型西关大屋民居已划为“西关大屋建筑保护区”。

#### 东山洋楼
在环市东路华侨新村的别墅群和东山新河浦一带的小洋楼是广州近代建筑史的代表。宣统三年（1911），广九铁路通车后，有侨民和本地富商于此地以欧美风格建造民居。中華民國大陸時期，军、政、官僚亦纷纷在此修建别墅、官邸，因此，自20世纪二三十年代起，东山成为广州的政治前台。

### 现代建筑

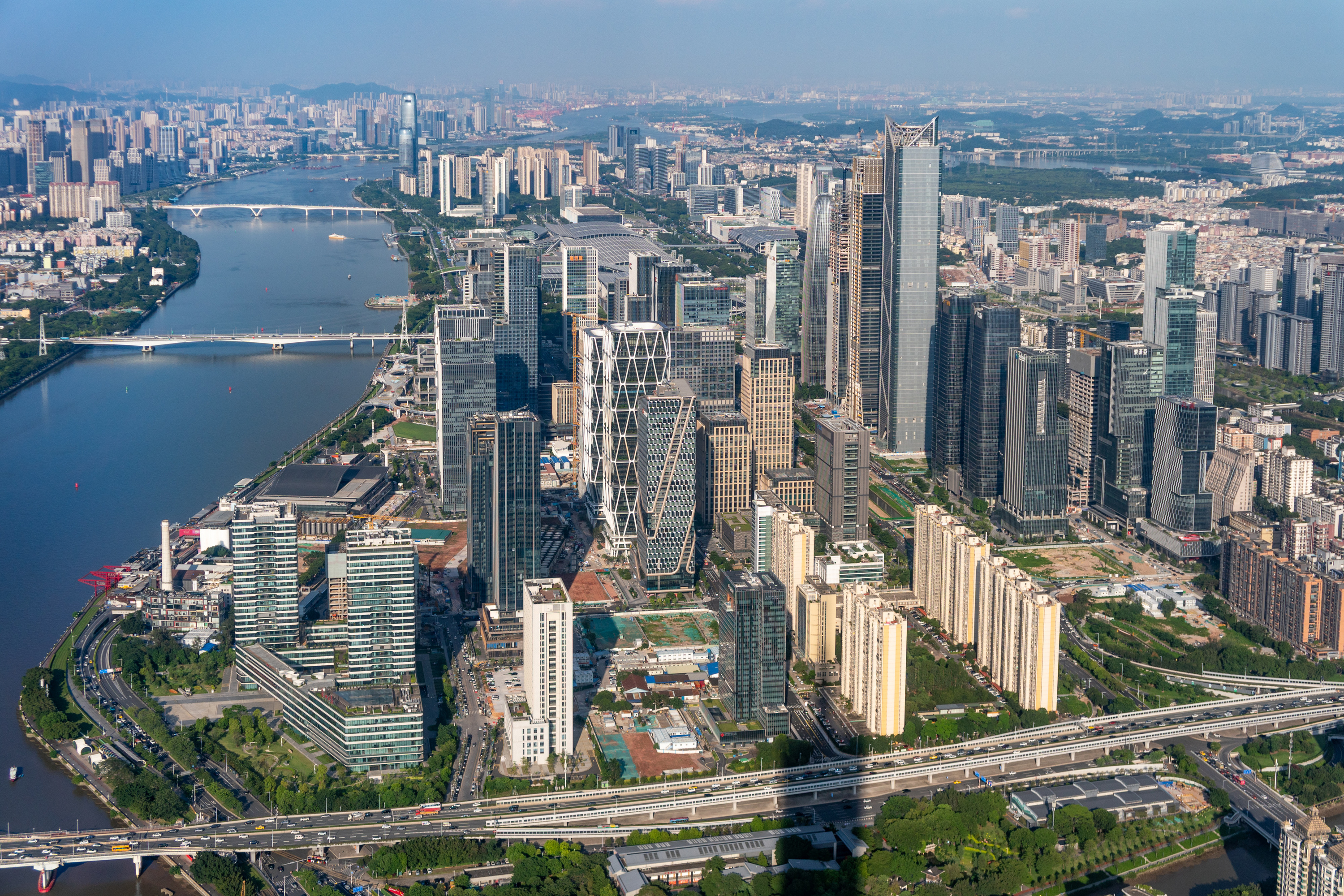
琶洲地区密集的高楼

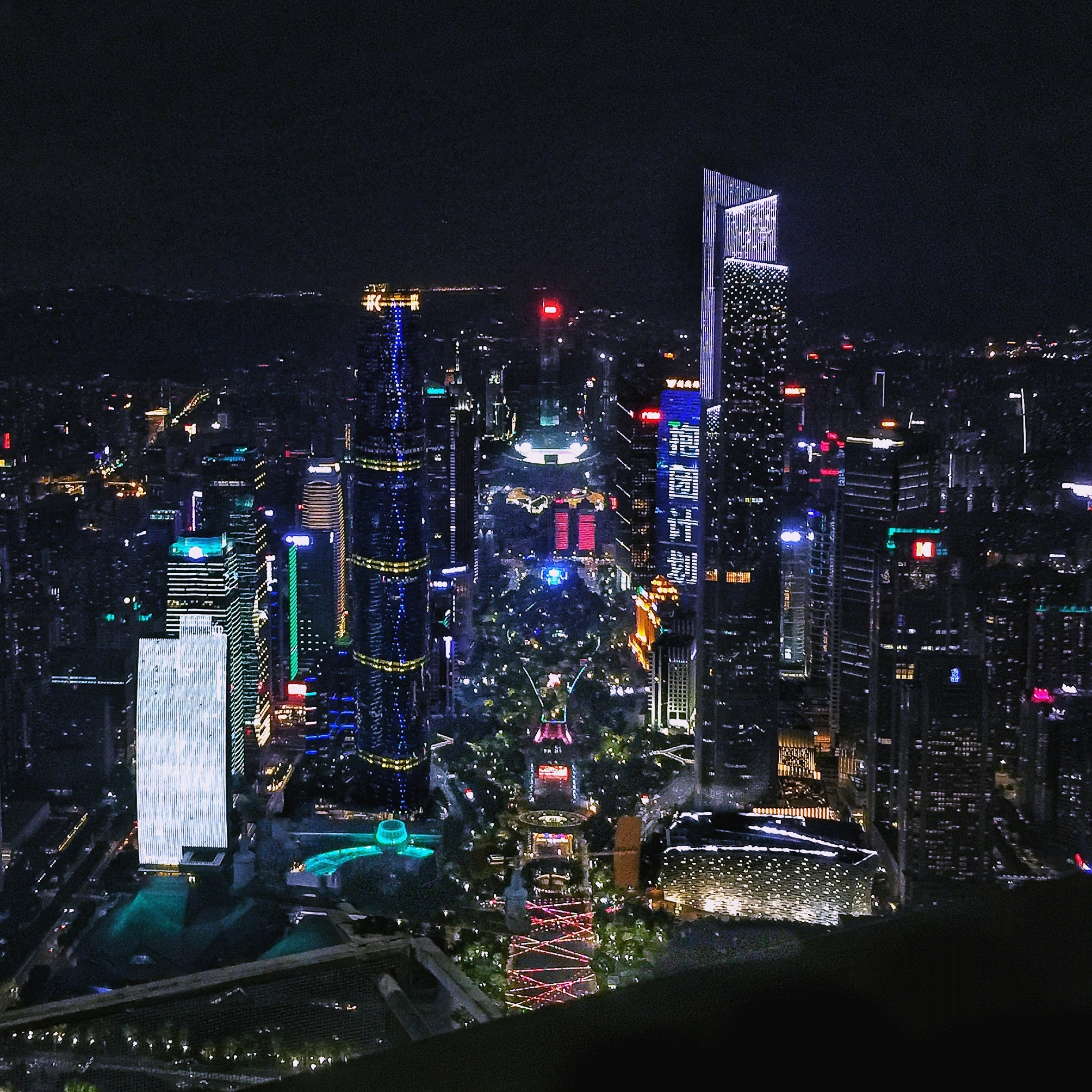
廣州新中軸線

廣州經濟發達，90米以上的高樓超過400棟，150米以上的高楼数目与密度均排在中国大陆甚至世界城市的前列。高楼群主要集中在天河区和越秀区，并随着广州都市化进程的加快，越来越多的超高层建筑正在兴建。中心商务区珠江新城，正在规划18栋200米以上的高楼，150米以上的高楼50栋左右。其中，具代表性的高楼有廣州周大福金融中心（俗称东塔，530米）、广州国际金融中心（俗称西塔，443米）、中信廣場（391米）、中华国际中心（269米）和广东电信广场（260米）等。而广州塔的塔身主体450米，天线桅杆150米，总高度600米，也成为仅次東京晴空塔的世界第二高的电视觀光塔。

### 宗教建筑

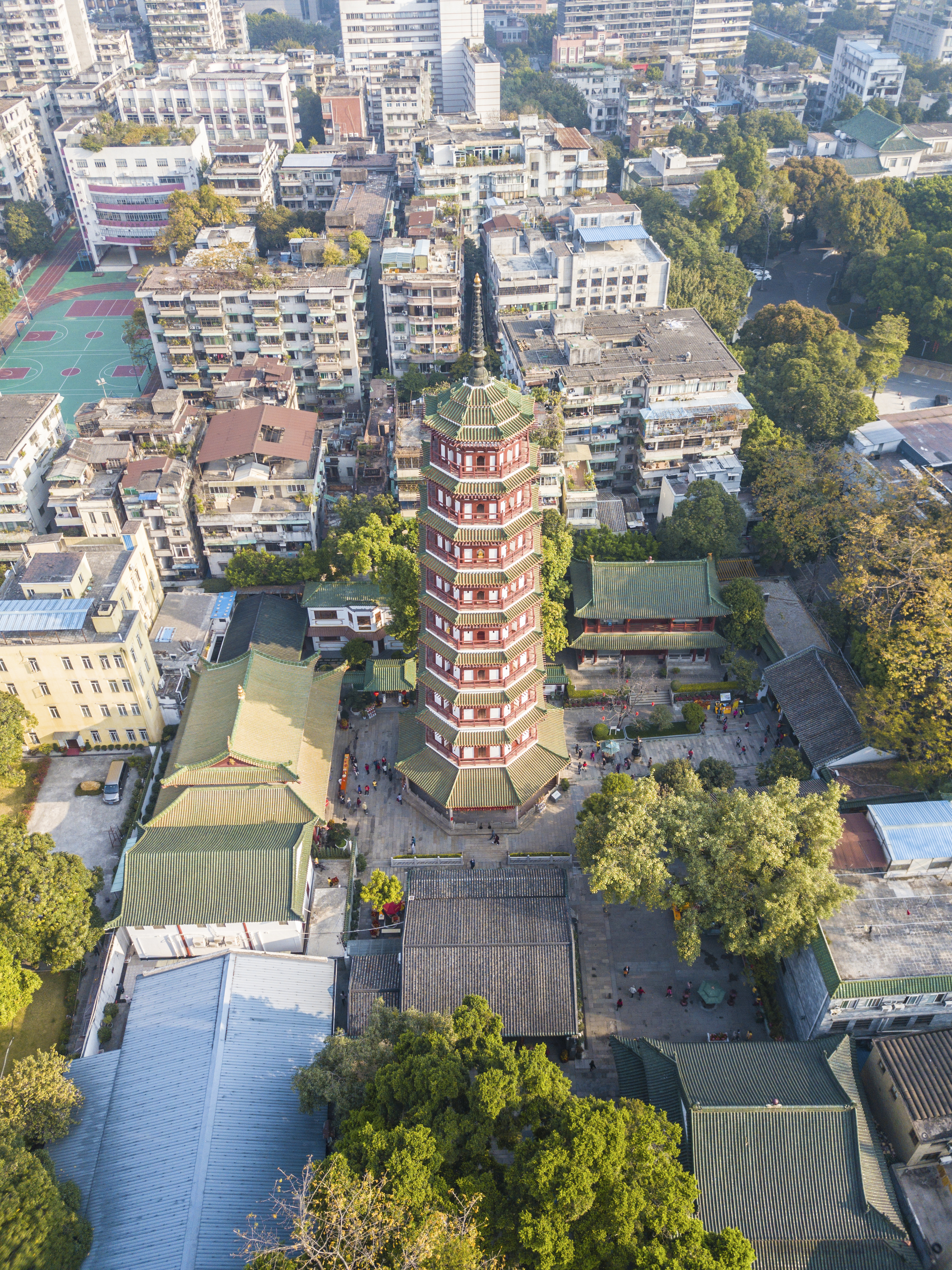
六榕寺塔

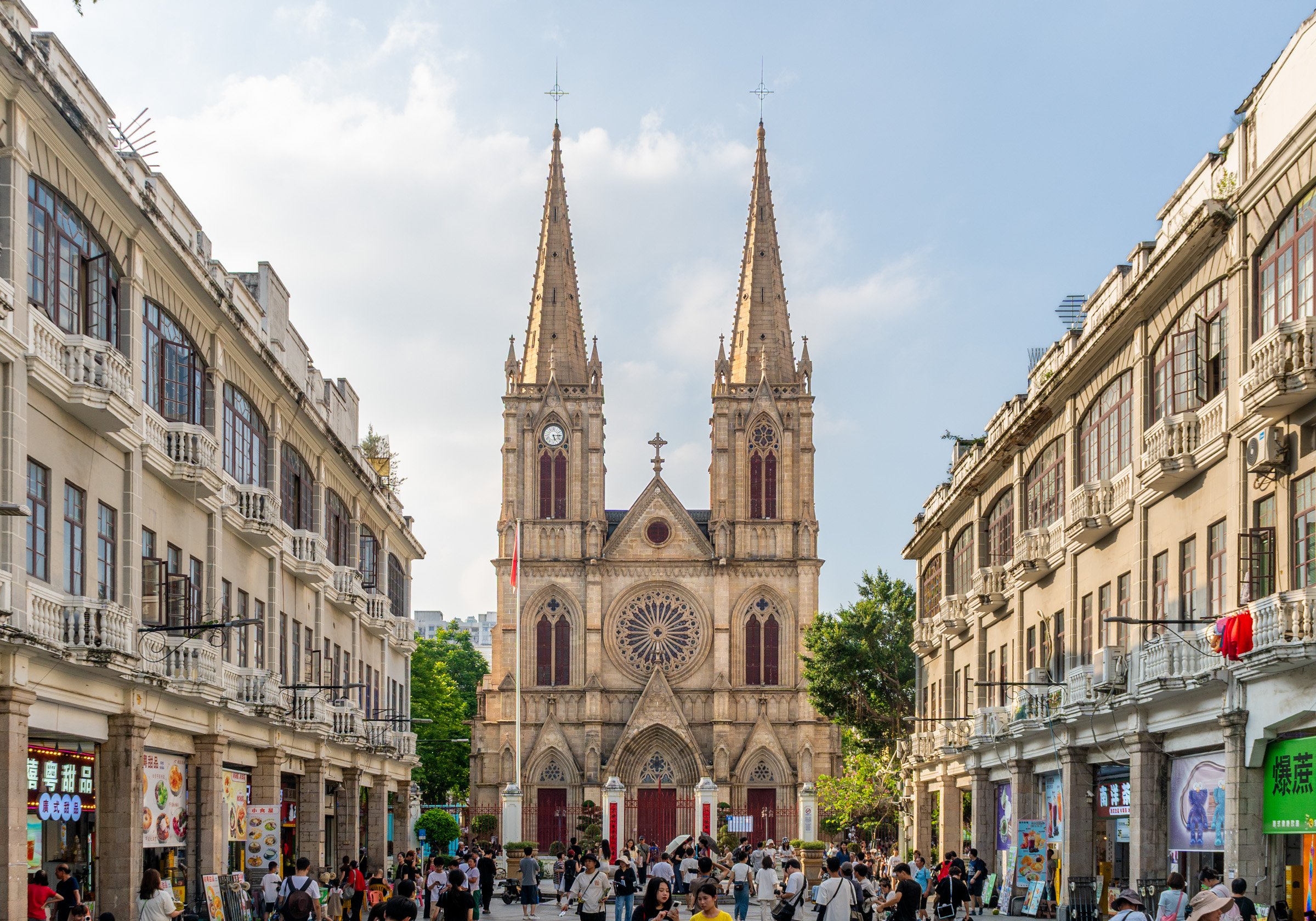
石室圣心大教堂

作为中国的历史文化名城和悠久的通商口岸，广州保留许多珍贵的宗教建筑，大部分密集分布在旧城区内，五大宗教各有至少一座建筑獲列入全国重点文物保护单位名录，共9项，此外列入广东省文物保护单位的有5处，市级重点文物保护单位21处，广州市登记文物保护单位12处。其中佛教的光孝寺、六榕寺塔，天主教的石室圣心大教堂、沙面露德圣母堂，伊斯兰教的怀圣寺光塔、清真先贤古墓，基督新教沙面堂以及道教的五仙观和南海神庙均为全国重点文物保护单位。最有代表性的为石室圣心大教堂，1863年兴建，1888年落成，是全球四座全石构的哥德式教堂之一。

### 文保單位
經歷多年本地建築發展，廣州積累眾多歷史古蹟尤其建築方面，也有相當數量獲得保護評定。截至2019年，广州市内的国家级、省级、市级文物保护单位共有428处。其中国家重点保护单位33个，省级文物保护单位48个，市级文物保护单位347个。南越王墓建于西汉时期，南越国宫署遗址、南越王墓、南越国水闸遗址等三处南越国史迹已列入联合国世界遗产预备名单。光孝寺、六榕寺、怀圣寺等都有1000多年历史，还有建于隋朝的南海神庙，明朝的五仙观、镇海楼、莲花塔，清朝的陈家祠、余荫山房、大佛寺等。近代革命史迹有毛泽东主办的农民运动讲习所旧址、广州起义烈士陵园、黄花岗七十二烈士墓、黄埔军校旧址、中山纪念堂、洪秀全故居等。

## 文化

### 曲艺戏剧

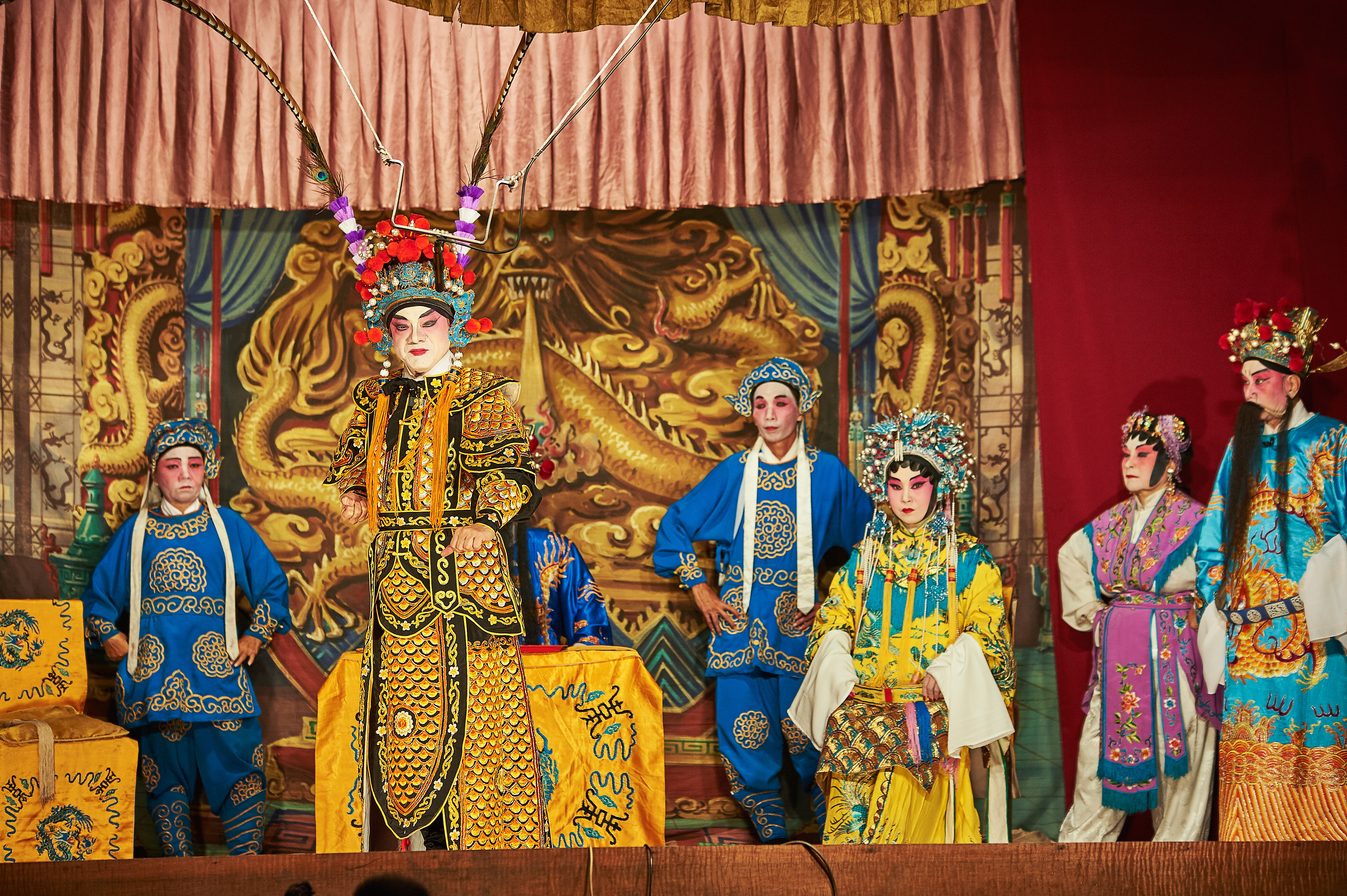
粤剧

粵劇，源自南戏，广泛流传于兩廣、港澳和海外华人社区，在广东文化中占有重要地位。清朝解禁粤剧后，粤剧艺人在广州黄沙成立八和会馆，此后广州逐渐成为粤剧活动的中心，民国时期达到繁盛的顶峰，並且國共內戰時有粵劇藝人遷往香港。後來一度受到文革摧残，但改革开放后再次得到重视，重新於1980年代至1990年代蓬勃发展。
在廣州的粤剧著名剧目有：《帝女花》、《紫釵記》、《牡丹亭驚夢》、《雙仙拜月亭》《再世紅梅記》、《蝶影紅梨記》、《香羅塚》、《紅了櫻桃碎了心》等。广州历来的粤剧剧团有觉先声剧团、广东省粤剧团、广州粤剧团、广州红豆粤剧团等等，而粤剧名伶有：薛覺先、馬師曾、靚次伯、梁醒波、新馬師曾、芳艷芬、红线女、羅品超等。

### 飲食

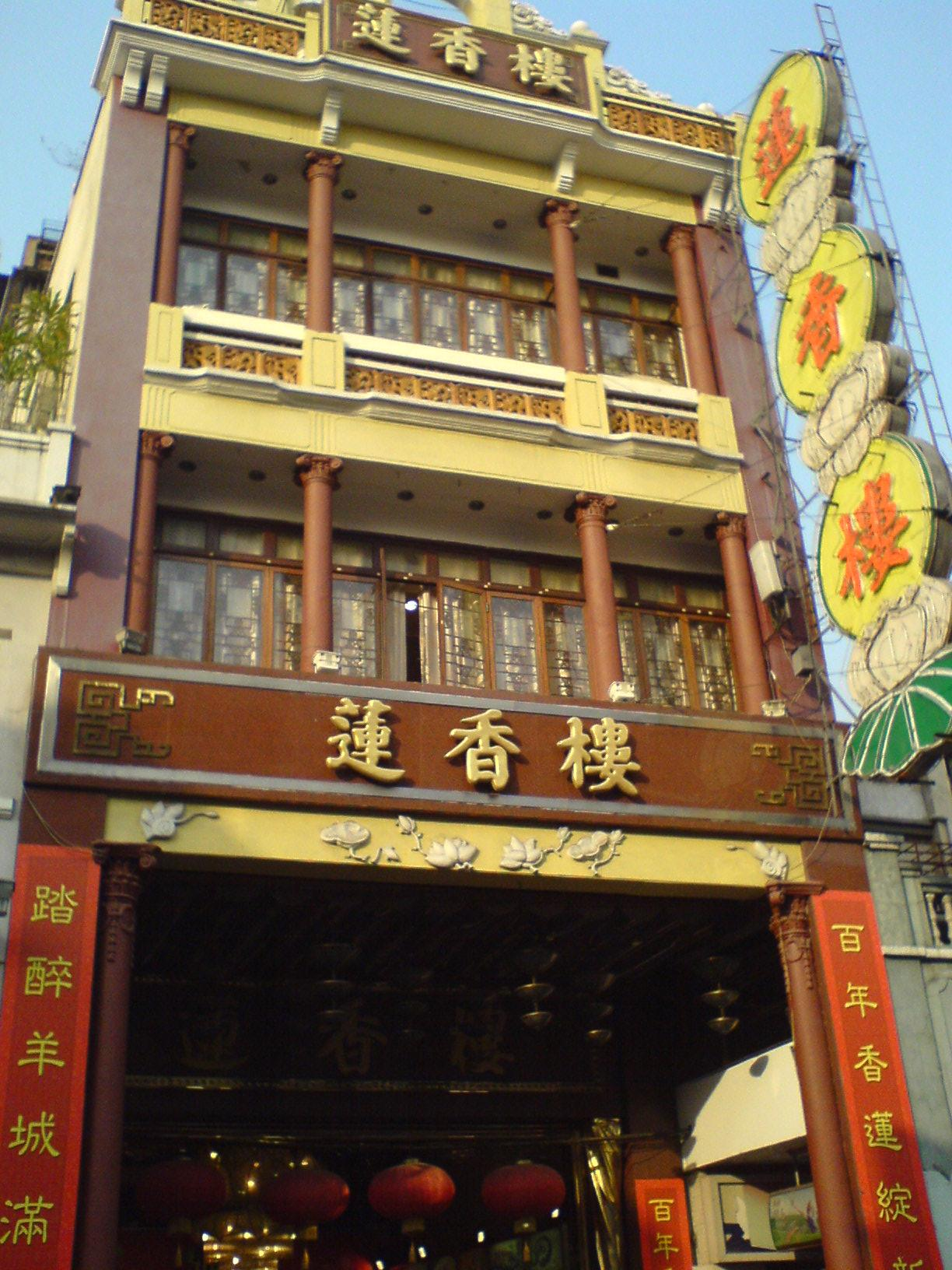
1889年创立的旧式茶楼──蓮香樓

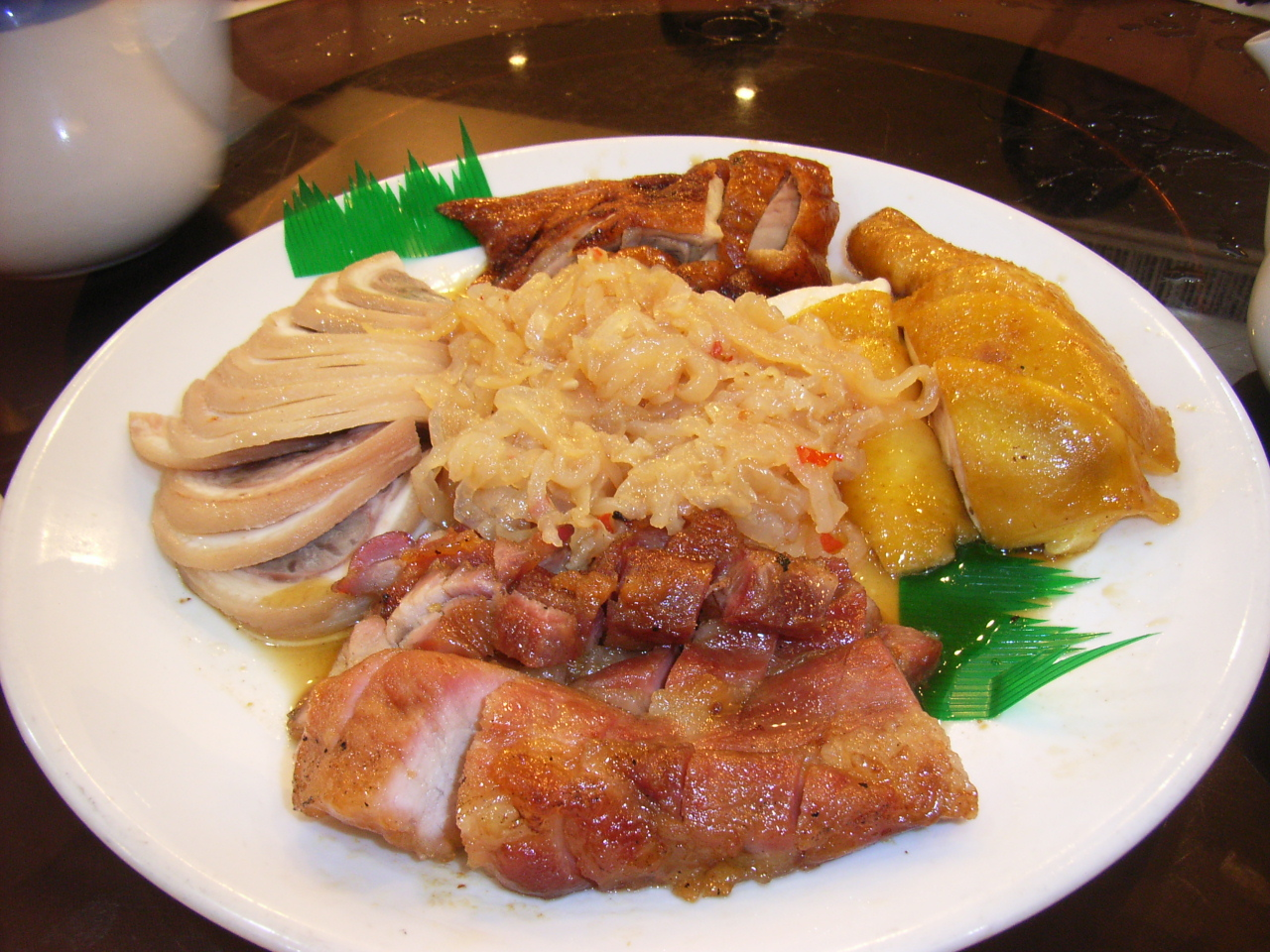
烧味拼盘

廣州的飲食業發達，全市飲食企業多達數萬家。在市區，店家普遍經營「三茶兩飯一宵夜」（早茶、下午茶、夜茶和午飯、晚飯、消夜），全日供應幾乎沒有中斷。這使得廣州市每年的餐飲零售總額高達上千億元，人均消费常年居中國大陸各主要城市之首。廣州每年舉行「廣州國際美食節」，促進飲食業的發展。
广州是中国四大菜系之一——粤菜的代表性城市，传统本地菜以广府菜为主。广州位于珠江口，因此海鮮及河鮮也是常见的菜色。广州属亚热带季风海洋性气候，气候湿热易上火的环境使饮涼茶成为广州人常年的生活习惯。廣州菜選料龐雜，在1965年“广州名菜美点展览会”上被介绍的粤菜就有5457种之多，著名菜式有五蛇羮、烤乳猪及龙虎凤、冬瓜盅、老火湯。蒸、煎、炸等是粤菜餐馆最普遍的烹调方法，因为这些方式烹调时间短，符合保留原味的烹调哲学。早茶是广州饮食文化最有名的标签之一，广式点心是广州人饮早茶的标配。茶点分为干湿两种，干点有饺子、粉果、包子、酥点等，湿点则有粥类、肉类、龟苓膏、豆腐花等。
作为历史悠久的对外通商口岸和著名侨乡，廣州的飲食也呈现出融会贯通、風格多樣的特点。一方面，广州菜善于借鉴外来菜系的用料和烹饪手法，如上汤焗龙虾、盐焗海螺等菜品即是西餐中“焗法”在广州菜中的体现。另一方面，广州菜也对周边国家的饮食文化产生了一定的影响，如越南粉相传原型是起源于广州的沙河粉，在20世紀初由廣東人传入越南。改革開放以來，广州饮食国际化的趋势加强。外地餐飲企業在廣州設分店，异國風味食肆繁多，中國大陸最初的一批東南亞菜大廚就在此發圍，市面除了有專做南亞風味的印度餐廳，也有適合中東人士的穆斯林餐廳。2018年，世界知名美食年鉴《米其林指南》发布首版《米其林指南广州》，标志着广州成为中国大陆第二个、亚洲第九个获得米其林指南评鉴的地区。

### 民俗

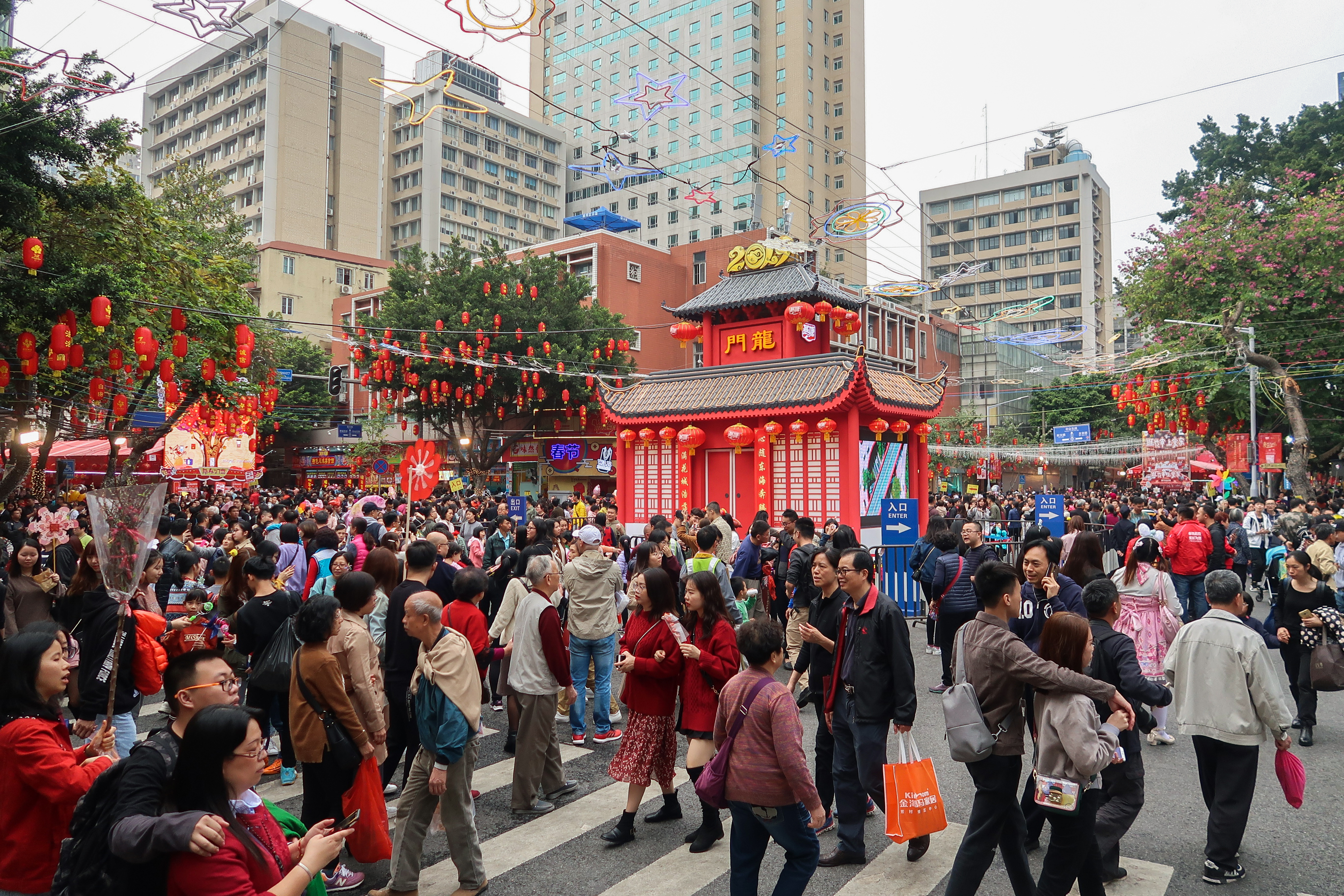
2019年越秀西湖花市

广州每年一度於新年春節之前舉辦特別的迎春花市，供市民購買賀年年花及各式用品。在明万历年间，广州已经出现花市。清中叶后，广州花市的规模越来越大，上市品种也越来越多。1919年后因城墙拆除和“五四运动”新思潮的影响而更兴旺。一般春节前的三四天花市就会开始，到农历除夕的午夜收市。越秀公园、文化公园、烈士陵园、流花湖等公园，也在春节期间举办形式多样的花展、花会，成为广州花市的重要组成部分；荔枝湾公园内还有广州唯一的水上花市，开创了与传统花市有别的新形式。

### 传统工艺

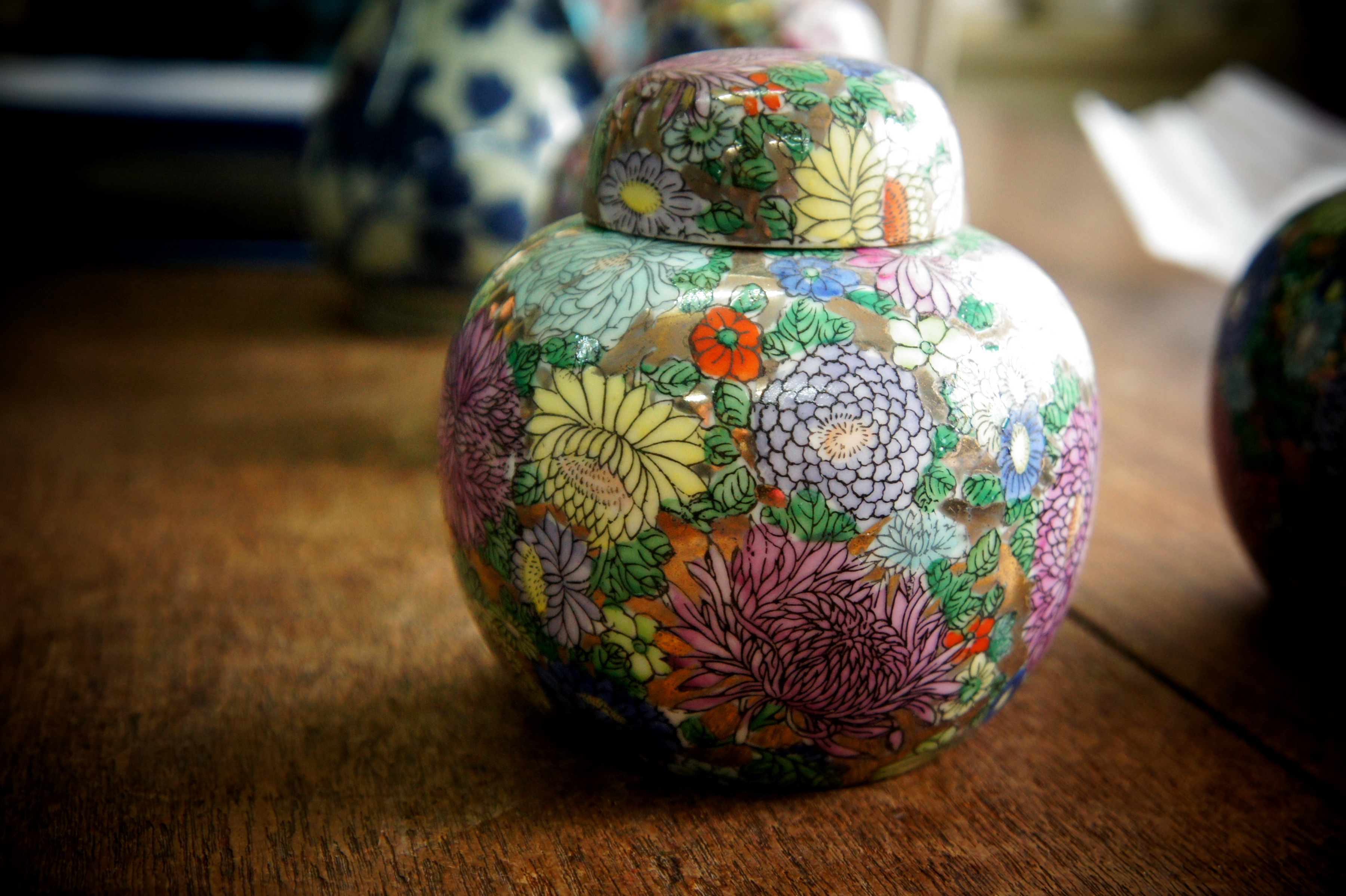
广彩盖罐

广州独有的传统美术工艺有“三雕一彩一绣”，三雕指牙雕、玉雕和木雕，一彩一绣是指广彩和广绣。其中，广绣为中国“四大名绣”之一；广彩从清康熙年间开始生产，后创制出著名的珐琅彩；广雕以象牙雕刻中的镂空、透深技艺闻名；广州玉雕与北京、扬州、上海齐名，獲公认为玉雕界四大“门派”之一“南派”之首，工艺源远流长，造型典雅秀丽，具浓郁的地方特色，其中通雕座件、镂雕玉球、组合镶嵌等新工艺在业界颇具影响力。另外还有广州榄雕、广州砖雕、广州骨雕以及家具工艺等等。由于年轻一代多不愿继承学习，传统工艺面临后继乏人的困境。獲列入国家级非物质文化遗产名录的广州工艺有广绣、象牙雕刻、广州玉雕、广州榄雕、灰塑、广式硬木家具制作技艺和广彩瓷烧制技艺。

## 旅遊

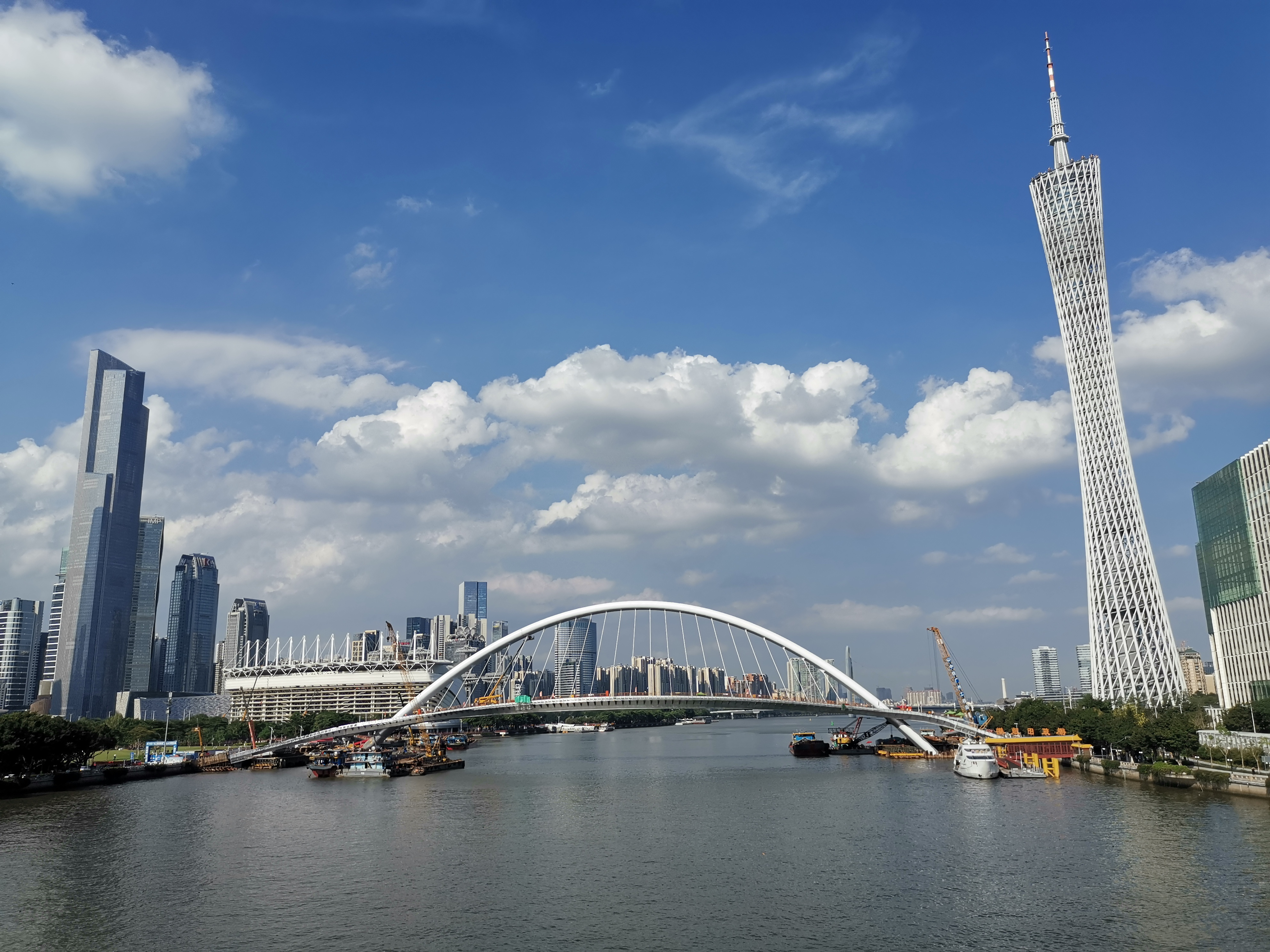
连接珠江两岸的海心桥

广州是国际花园城市、中国优秀旅游城市和国家历史文化名城。广州现有长隆旅游度假区和广州市白云山风景区2个国家5A级旅游景区，广州塔、北京路文化旅游区、中山纪念堂、南越王博物馆、广州动物园、黄花岗公园、越秀公园、广州烈士陵园、陈家祠、正佳广场、华南植物园等24个国家4A级旅游景区。“羊城八景”是指廣州历代列出的8個旅遊景點，不同历史时期的“羊城八景”并不一致。2011年，羊城晚报报业集团组织评选的“羊城新八景”为：塔耀新城、珠水流光、云山叠翠、越秀风华、古祠流芳、荔湾胜境、科城绵绣、湿地唱晚。

### 公园

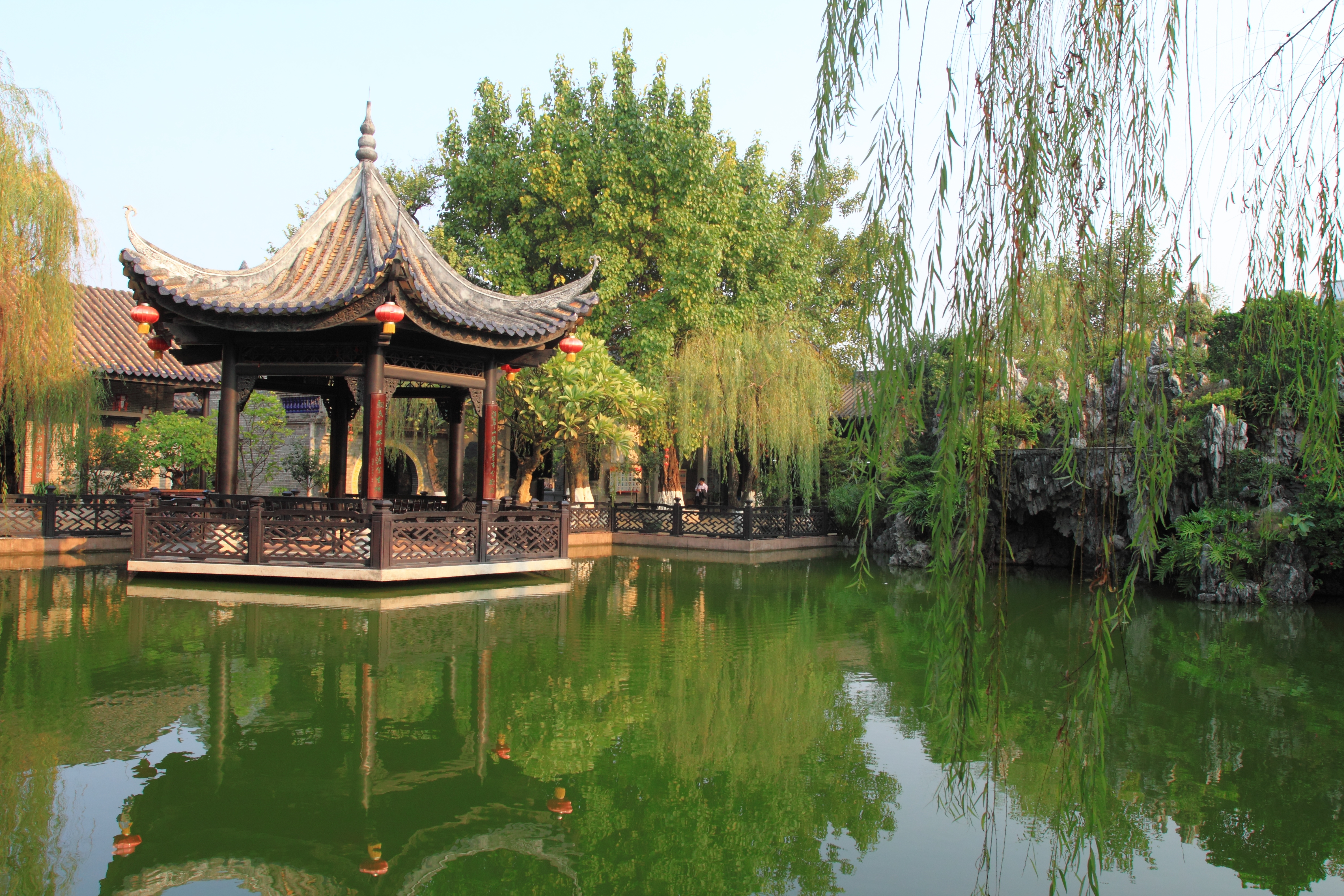
余荫山房

广州市公園分佈廣泛，下轄十一个区均有分佈。2009年起，除少数公園（如白云山风景名胜区、广州动物园等），廣州市區各主要公園均為免費入園。其中，开辟於1917年的人民公園，為廣州第一個綜合性公園，也是廣州市第一個免費公園。

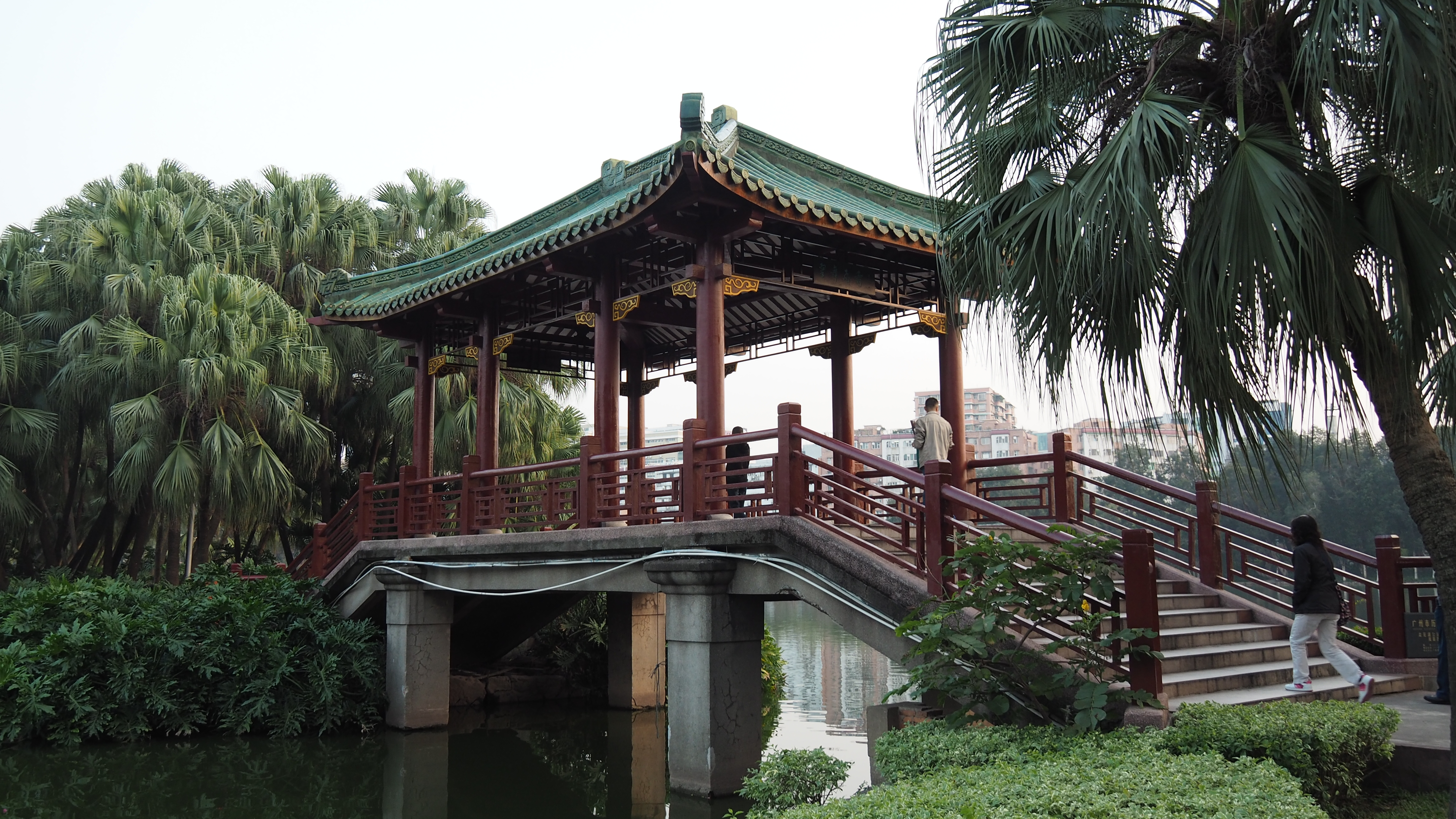
流花湖公园

除作為市民休憩用地之外，有的公園具特殊意義。如越秀山上越秀公園就有廣州地標五羊石像；黄花岗公园內有多位革命者的墓；廣州中山紀念堂為紀念孫文逝世而建立；海心沙亚运公园是2010年广州亚运会开幕式的举办地。此外，也有公園具各種文化功能，突出的有廣州文化公園、廣州兒童公園、广州雕塑公园等等。而各人工湖公園，則更兼具城市濕地的調節功能；其中，建於1958年的東山湖公園、荔湾湖公园、流花湖公園、麓湖公园，並稱廣州四大人工湖公園。2011年開園的白雲湖公園和海珠湖公園成為廣州市新增的大型人工湖公園。市內公園也常開設花展、畫展、燈展等展覽以使公園活動更為豐富。2013年开始，广州各区均陆续建设儿童公园，面积和数量均居全国第一。不過，廣州个别免費公園內部仍有需收費才能入內的景點，此現象引起市民爭議。

### 博物馆

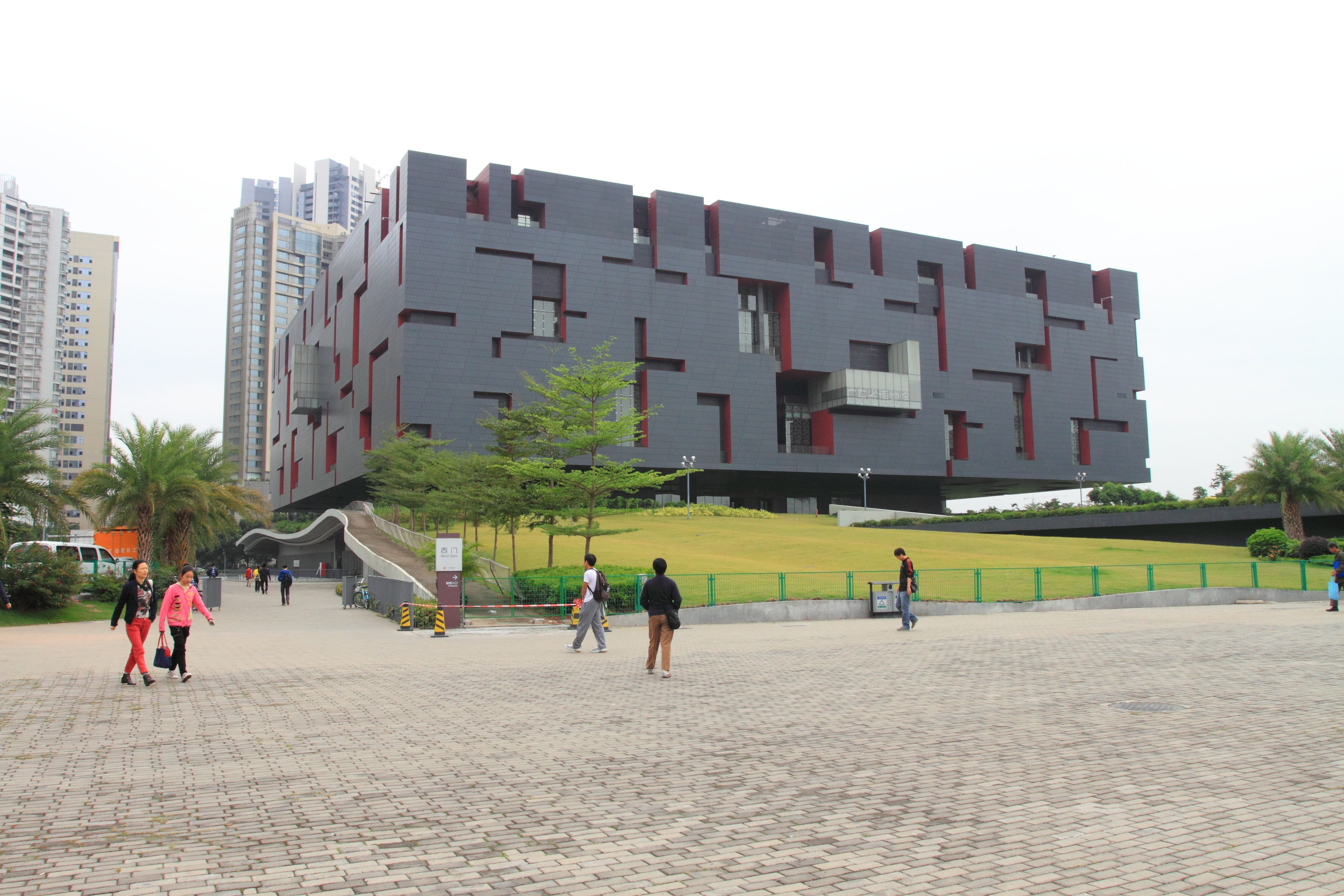
广东省博物馆

广州的博物馆主要有广东省博物馆、广州博物馆（镇海楼）、南越王博物院、广东美术馆、广东民间工艺博物馆（陈家祠）等。
广东省博物馆是廣州市乃至广东省规模最大的综合性博物馆。其籌建於于1957年，現在是国家一级博物馆，館址位于珠江新城，占地面积4.1万平方米。广东省博物馆藏品已达17.27万余件（套），其中馆藏中的书画、古陶瓷两类文物，在数量和质量上居全国博物馆中前列。馆藏精品有信宜铜盉（西周）、千金猴王砚等。而广东出土文物与金木雕、端砚的收藏最为丰富，也最具地方特色，尤其注重广府、客家、潮汕三大民系民俗文物的收集。
而南越王博物院王墓展區珍藏了目前最古老來自廣州的文物。博物院位于解放北路867号，是在第二代南越王赵眜的陵寝原址上修建的遺址博物馆。博物院占地面积为14000平方米，建筑面积约8500平方米，1988年正式对外开放。博物院以古墓为中心，依山而建，由综合陈列大楼、古墓保护区、主体陈列大楼几个空间组成。院藏“文帝行玺”金印、玉角杯、错金铭文虎节、印花铜板模等文物，這些文物有重大历史、科学、艺术价值，集中反映了两千年前岭南社会生活諸多方面。

## 对外交流
广州的对外交流始于汉朝，源于广州的海上丝绸之路环东海北上最先抵达的外国港口即为福冈。历经多个朝代后，航运商业仍旧相当发达，至今与多个国家交流頻繁。

### 领事机构

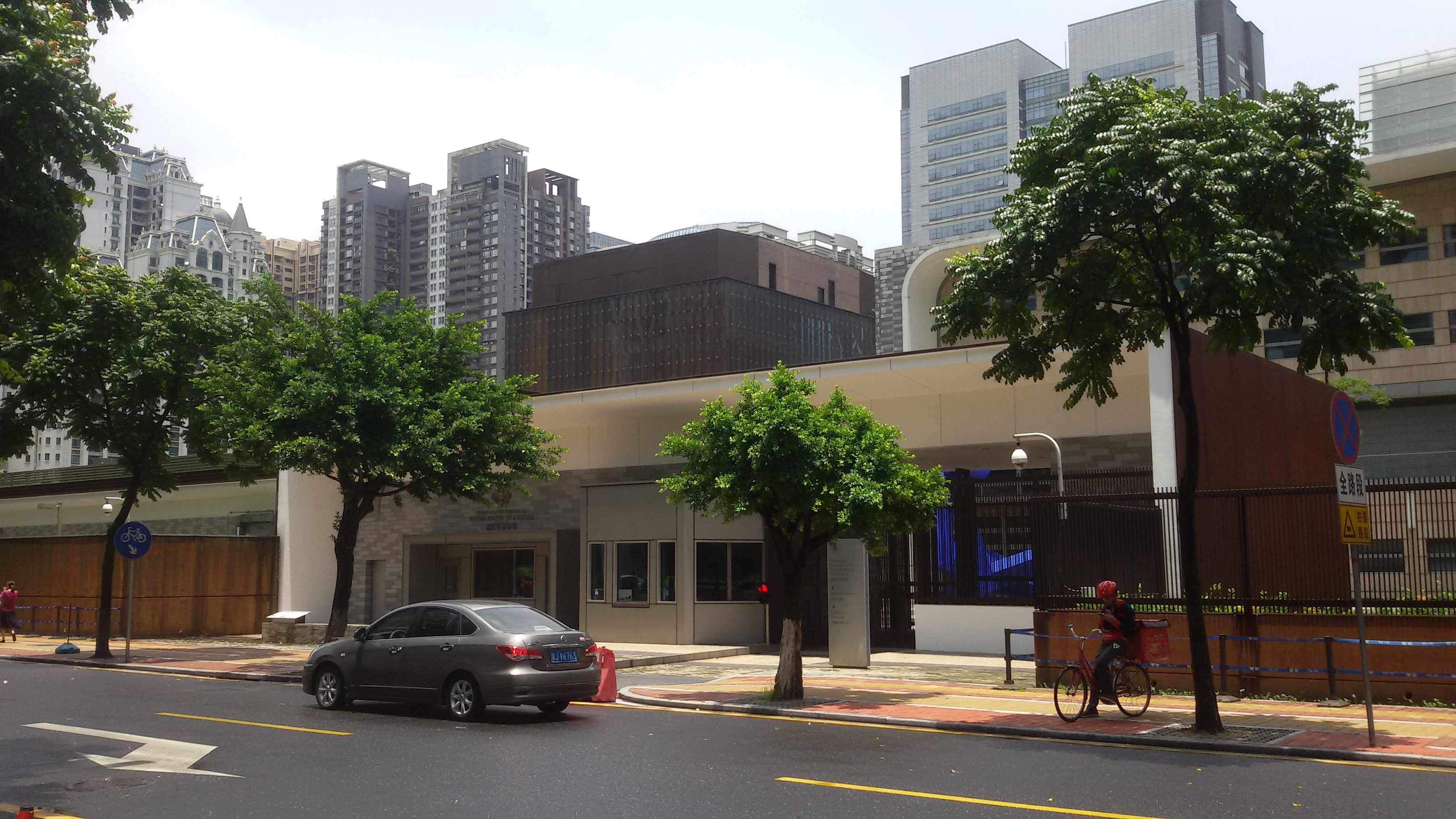
美国领事馆位于珠江新城的新馆舍

中国实施改革开放后，美国率先于1979年在广州重设领事馆，之后外国驻穗领馆不断增加，至2023年4月共有68個国家在广州设有总领事馆，在中国大陆仅次于上海。许多国家在广州设领后，与广东的经贸往来都有较大幅度的增长。大多数领馆的领区除广东之外还包括广西、福建、海南，有部分还包括湖南、江西，甚至云南、贵州等省。

### 友好城市
1979年，日本福冈市成为广州第一个友好城市。截至2023年2月，广州已与67个国家的102个城市建立了友好关系，其中国际友好城市38个，国际友好合作交流城市64个。广州流花湖公园建有法兰克福玫瑰园，内有该市赠送的歌德半身青铜塑像；而溫哥華唐人街内立有广州赠送的云石中华门牌坊。

## 延伸阅读
[在维基数据编辑]
 《晉書·卷015》，出自房玄齡《晉書》
| 新頭銜          | 南越首都 前204年—前111年              | 繼任者： 無              |
| 新頭銜          | 大越首都 917年                        | 繼任者： 无              |
| 新頭銜          | 南漢首都 918年—971年                  | 繼任者： 無              |
| 前任者： 天兴府 | 南明行在 1646年12月11日—1647年1月20日 | 繼任者： 无 （政權滅亡） |
| 前任者： 南京市 | 中華民國首都 1949年4月23日—10月14日   | 繼任者： 重庆市          |